# 1961
Portal Geschichte | Portal Biografien | Aktuelle Ereignisse | Jahreskalender | Tagesartikel

◄ |
19. Jahrhundert |
20. Jahrhundert
| 21. Jahrhundert

◄ |
1930er |
1940er |
1950er |
1960er
| 1970er | 1980er | 1990er | ►

◄◄ |
◄ |
1957 |
1958 |
1959 |
1960 |
1961
| 1962 | 1963 | 1964 | 1965 | ► | ►►
Staatsoberhäupter · Wahlen · Nekrolog   · Musikjahr · Filmjahr · Rundfunkjahr · Sportjahr
| Januar | Januar | Januar | Januar | Januar | Januar | Januar | Januar |
| Kw     | Mo     | Di     | Mi     | Do     | Fr     | Sa     | So     |
| ------ | ------ | ------ | ------ | ------ | ------ | ------ | ------ |
| 52     |        |        |        |        |        |        | 1      |
| 1      | 2      | 3      | 4      | 5      | 6      | 7      | 8      |
| 2      | 9      | 10     | 11     | 12     | 13     | 14     | 15     |
| 3      | 16     | 17     | 18     | 19     | 20     | 21     | 22     |
| 4      | 23     | 24     | 25     | 26     | 27     | 28     | 29     |
| 5      | 30     | 31     |        |        |        |        |        |

| Februar | Februar | Februar | Februar | Februar | Februar | Februar | Februar |
| Kw      | Mo      | Di      | Mi      | Do      | Fr      | Sa      | So      |
| ------- | ------- | ------- | ------- | ------- | ------- | ------- | ------- |
| 5       |         |         | 1       | 2       | 3       | 4       | 5       |
| 6       | 6       | 7       | 8       | 9       | 10      | 11      | 12      |
| 7       | 13      | 14      | 15      | 16      | 17      | 18      | 19      |
| 8       | 20      | 21      | 22      | 23      | 24      | 25      | 26      |
| 9       | 27      | 28      |         |         |         |         |         |

| März | März | März | März | März | März | März | März |
| Kw   | Mo   | Di   | Mi   | Do   | Fr   | Sa   | So   |
| ---- | ---- | ---- | ---- | ---- | ---- | ---- | ---- |
| 9    |      |      | 1    | 2    | 3    | 4    | 5    |
| 10   | 6    | 7    | 8    | 9    | 10   | 11   | 12   |
| 11   | 13   | 14   | 15   | 16   | 17   | 18   | 19   |
| 12   | 20   | 21   | 22   | 23   | 24   | 25   | 26   |
| 13   | 27   | 28   | 29   | 30   | 31   |      |      |

| April | April | April | April | April | April | April | April |
| Kw    | Mo    | Di    | Mi    | Do    | Fr    | Sa    | So    |
| ----- | ----- | ----- | ----- | ----- | ----- | ----- | ----- |
| 13    |       |       |       |       |       | 1     | 2     |
| 14    | 3     | 4     | 5     | 6     | 7     | 8     | 9     |
| 15    | 10    | 11    | 12    | 13    | 14    | 15    | 16    |
| 16    | 17    | 18    | 19    | 20    | 21    | 22    | 23    |
| 17    | 24    | 25    | 26    | 27    | 28    | 29    | 30    |

| Mai | Mai | Mai | Mai | Mai | Mai | Mai | Mai |
| Kw  | Mo  | Di  | Mi  | Do  | Fr  | Sa  | So  |
| --- | --- | --- | --- | --- | --- | --- | --- |
| 18  | 1   | 2   | 3   | 4   | 5   | 6   | 7   |
| 19  | 8   | 9   | 10  | 11  | 12  | 13  | 14  |
| 20  | 15  | 16  | 17  | 18  | 19  | 20  | 21  |
| 21  | 22  | 23  | 24  | 25  | 26  | 27  | 28  |
| 22  | 29  | 30  | 31  |     |     |     |     |

| Juni | Juni | Juni | Juni | Juni | Juni | Juni | Juni |
| Kw   | Mo   | Di   | Mi   | Do   | Fr   | Sa   | So   |
| ---- | ---- | ---- | ---- | ---- | ---- | ---- | ---- |
| 22   |      |      |      | 1    | 2    | 3    | 4    |
| 23   | 5    | 6    | 7    | 8    | 9    | 10   | 11   |
| 24   | 12   | 13   | 14   | 15   | 16   | 17   | 18   |
| 25   | 19   | 20   | 21   | 22   | 23   | 24   | 25   |
| 26   | 26   | 27   | 28   | 29   | 30   |      |      |

| Juli | Juli | Juli | Juli | Juli | Juli | Juli | Juli |
| Kw   | Mo   | Di   | Mi   | Do   | Fr   | Sa   | So   |
| ---- | ---- | ---- | ---- | ---- | ---- | ---- | ---- |
| 26   |      |      |      |      |      | 1    | 2    |
| 27   | 3    | 4    | 5    | 6    | 7    | 8    | 9    |
| 28   | 10   | 11   | 12   | 13   | 14   | 15   | 16   |
| 29   | 17   | 18   | 19   | 20   | 21   | 22   | 23   |
| 30   | 24   | 25   | 26   | 27   | 28   | 29   | 30   |
| 31   | 31   |      |      |      |      |      |      |

| August | August | August | August | August | August | August | August |
| Kw     | Mo     | Di     | Mi     | Do     | Fr     | Sa     | So     |
| ------ | ------ | ------ | ------ | ------ | ------ | ------ | ------ |
| 31     |        | 1      | 2      | 3      | 4      | 5      | 6      |
| 32     | 7      | 8      | 9      | 10     | 11     | 12     | 13     |
| 33     | 14     | 15     | 16     | 17     | 18     | 19     | 20     |
| 34     | 21     | 22     | 23     | 24     | 25     | 26     | 27     |
| 35     | 28     | 29     | 30     | 31     |        |        |        |

| September | September | September | September | September | September | September | September |
| Kw        | Mo        | Di        | Mi        | Do        | Fr        | Sa        | So        |
| --------- | --------- | --------- | --------- | --------- | --------- | --------- | --------- |
| 35        |           |           |           |           | 1         | 2         | 3         |
| 36        | 4         | 5         | 6         | 7         | 8         | 9         | 10        |
| 37        | 11        | 12        | 13        | 14        | 15        | 16        | 17        |
| 38        | 18        | 19        | 20        | 21        | 22        | 23        | 24        |
| 39        | 25        | 26        | 27        | 28        | 29        | 30        |           |

| Oktober | Oktober | Oktober | Oktober | Oktober | Oktober | Oktober | Oktober |
| Kw      | Mo      | Di      | Mi      | Do      | Fr      | Sa      | So      |
| ------- | ------- | ------- | ------- | ------- | ------- | ------- | ------- |
| 39      |         |         |         |         |         |         | 1       |
| 40      | 2       | 3       | 4       | 5       | 6       | 7       | 8       |
| 41      | 9       | 10      | 11      | 12      | 13      | 14      | 15      |
| 42      | 16      | 17      | 18      | 19      | 20      | 21      | 22      |
| 43      | 23      | 24      | 25      | 26      | 27      | 28      | 29      |
| 44      | 30      | 31      |         |         |         |         |         |

| November | November | November | November | November | November | November | November |
| Kw       | Mo       | Di       | Mi       | Do       | Fr       | Sa       | So       |
| -------- | -------- | -------- | -------- | -------- | -------- | -------- | -------- |
| 44       |          |          | 1        | 2        | 3        | 4        | 5        |
| 45       | 6        | 7        | 8        | 9        | 10       | 11       | 12       |
| 46       | 13       | 14       | 15       | 16       | 17       | 18       | 19       |
| 47       | 20       | 21       | 22       | 23       | 24       | 25       | 26       |
| 48       | 27       | 28       | 29       | 30       |          |          |          |

| Dezember | Dezember | Dezember | Dezember | Dezember | Dezember | Dezember | Dezember |
| Kw       | Mo       | Di       | Mi       | Do       | Fr       | Sa       | So       |
| -------- | -------- | -------- | -------- | -------- | -------- | -------- | -------- |
| 48       |          |          |          |          | 1        | 2        | 3        |
| 49       | 4        | 5        | 6        | 7        | 8        | 9        | 10       |
| 50       | 11       | 12       | 13       | 14       | 15       | 16       | 17       |
| 51       | 18       | 19       | 20       | 21       | 22       | 23       | 24       |
| 52       | 25       | 26       | 27       | 28       | 29       | 30       | 31       |

| Januar | Januar | Januar | Januar | Januar | Januar | Januar | Januar |
| Kw     | Mo     | Di     | Mi     | Do     | Fr     | Sa     | So     |
| ------ | ------ | ------ | ------ | ------ | ------ | ------ | ------ |
| 52     |        |        |        |        |        |        | 1      |
| 1      | 2      | 3      | 4      | 5      | 6      | 7      | 8      |
| 2      | 9      | 10     | 11     | 12     | 13     | 14     | 15     |
| 3      | 16     | 17     | 18     | 19     | 20     | 21     | 22     |
| 4      | 23     | 24     | 25     | 26     | 27     | 28     | 29     |
| 5      | 30     | 31     |        |        |        |        |        |

| Februar | Februar | Februar | Februar | Februar | Februar | Februar | Februar |
| Kw      | Mo      | Di      | Mi      | Do      | Fr      | Sa      | So      |
| ------- | ------- | ------- | ------- | ------- | ------- | ------- | ------- |
| 5       |         |         | 1       | 2       | 3       | 4       | 5       |
| 6       | 6       | 7       | 8       | 9       | 10      | 11      | 12      |
| 7       | 13      | 14      | 15      | 16      | 17      | 18      | 19      |
| 8       | 20      | 21      | 22      | 23      | 24      | 25      | 26      |
| 9       | 27      | 28      |         |         |         |         |         |

| März | März | März | März | März | März | März | März |
| Kw   | Mo   | Di   | Mi   | Do   | Fr   | Sa   | So   |
| ---- | ---- | ---- | ---- | ---- | ---- | ---- | ---- |
| 9    |      |      | 1    | 2    | 3    | 4    | 5    |
| 10   | 6    | 7    | 8    | 9    | 10   | 11   | 12   |
| 11   | 13   | 14   | 15   | 16   | 17   | 18   | 19   |
| 12   | 20   | 21   | 22   | 23   | 24   | 25   | 26   |
| 13   | 27   | 28   | 29   | 30   | 31   |      |      |

| April | April | April | April | April | April | April | April |
| Kw    | Mo    | Di    | Mi    | Do    | Fr    | Sa    | So    |
| ----- | ----- | ----- | ----- | ----- | ----- | ----- | ----- |
| 13    |       |       |       |       |       | 1     | 2     |
| 14    | 3     | 4     | 5     | 6     | 7     | 8     | 9     |
| 15    | 10    | 11    | 12    | 13    | 14    | 15    | 16    |
| 16    | 17    | 18    | 19    | 20    | 21    | 22    | 23    |
| 17    | 24    | 25    | 26    | 27    | 28    | 29    | 30    |

| Mai | Mai | Mai | Mai | Mai | Mai | Mai | Mai |
| Kw  | Mo  | Di  | Mi  | Do  | Fr  | Sa  | So  |
| --- | --- | --- | --- | --- | --- | --- | --- |
| 18  | 1   | 2   | 3   | 4   | 5   | 6   | 7   |
| 19  | 8   | 9   | 10  | 11  | 12  | 13  | 14  |
| 20  | 15  | 16  | 17  | 18  | 19  | 20  | 21  |
| 21  | 22  | 23  | 24  | 25  | 26  | 27  | 28  |
| 22  | 29  | 30  | 31  |     |     |     |     |

| Juni | Juni | Juni | Juni | Juni | Juni | Juni | Juni |
| Kw   | Mo   | Di   | Mi   | Do   | Fr   | Sa   | So   |
| ---- | ---- | ---- | ---- | ---- | ---- | ---- | ---- |
| 22   |      |      |      | 1    | 2    | 3    | 4    |
| 23   | 5    | 6    | 7    | 8    | 9    | 10   | 11   |
| 24   | 12   | 13   | 14   | 15   | 16   | 17   | 18   |
| 25   | 19   | 20   | 21   | 22   | 23   | 24   | 25   |
| 26   | 26   | 27   | 28   | 29   | 30   |      |      |

| Juli | Juli | Juli | Juli | Juli | Juli | Juli | Juli |
| Kw   | Mo   | Di   | Mi   | Do   | Fr   | Sa   | So   |
| ---- | ---- | ---- | ---- | ---- | ---- | ---- | ---- |
| 26   |      |      |      |      |      | 1    | 2    |
| 27   | 3    | 4    | 5    | 6    | 7    | 8    | 9    |
| 28   | 10   | 11   | 12   | 13   | 14   | 15   | 16   |
| 29   | 17   | 18   | 19   | 20   | 21   | 22   | 23   |
| 30   | 24   | 25   | 26   | 27   | 28   | 29   | 30   |
| 31   | 31   |      |      |      |      |      |      |

| August | August | August | August | August | August | August | August |
| Kw     | Mo     | Di     | Mi     | Do     | Fr     | Sa     | So     |
| ------ | ------ | ------ | ------ | ------ | ------ | ------ | ------ |
| 31     |        | 1      | 2      | 3      | 4      | 5      | 6      |
| 32     | 7      | 8      | 9      | 10     | 11     | 12     | 13     |
| 33     | 14     | 15     | 16     | 17     | 18     | 19     | 20     |
| 34     | 21     | 22     | 23     | 24     | 25     | 26     | 27     |
| 35     | 28     | 29     | 30     | 31     |        |        |        |

| September | September | September | September | September | September | September | September |
| Kw        | Mo        | Di        | Mi        | Do        | Fr        | Sa        | So        |
| --------- | --------- | --------- | --------- | --------- | --------- | --------- | --------- |
| 35        |           |           |           |           | 1         | 2         | 3         |
| 36        | 4         | 5         | 6         | 7         | 8         | 9         | 10        |
| 37        | 11        | 12        | 13        | 14        | 15        | 16        | 17        |
| 38        | 18        | 19        | 20        | 21        | 22        | 23        | 24        |
| 39        | 25        | 26        | 27        | 28        | 29        | 30        |           |

| Oktober | Oktober | Oktober | Oktober | Oktober | Oktober | Oktober | Oktober |
| Kw      | Mo      | Di      | Mi      | Do      | Fr      | Sa      | So      |
| ------- | ------- | ------- | ------- | ------- | ------- | ------- | ------- |
| 39      |         |         |         |         |         |         | 1       |
| 40      | 2       | 3       | 4       | 5       | 6       | 7       | 8       |
| 41      | 9       | 10      | 11      | 12      | 13      | 14      | 15      |
| 42      | 16      | 17      | 18      | 19      | 20      | 21      | 22      |
| 43      | 23      | 24      | 25      | 26      | 27      | 28      | 29      |
| 44      | 30      | 31      |         |         |         |         |         |

| November | November | November | November | November | November | November | November |
| Kw       | Mo       | Di       | Mi       | Do       | Fr       | Sa       | So       |
| -------- | -------- | -------- | -------- | -------- | -------- | -------- | -------- |
| 44       |          |          | 1        | 2        | 3        | 4        | 5        |
| 45       | 6        | 7        | 8        | 9        | 10       | 11       | 12       |
| 46       | 13       | 14       | 15       | 16       | 17       | 18       | 19       |
| 47       | 20       | 21       | 22       | 23       | 24       | 25       | 26       |
| 48       | 27       | 28       | 29       | 30       |          |          |          |

| Dezember | Dezember | Dezember | Dezember | Dezember | Dezember | Dezember | Dezember |
| Kw       | Mo       | Di       | Mi       | Do       | Fr       | Sa       | So       |
| -------- | -------- | -------- | -------- | -------- | -------- | -------- | -------- |
| 48       |          |          |          |          | 1        | 2        | 3        |
| 49       | 4        | 5        | 6        | 7        | 8        | 9        | 10       |
| 50       | 11       | 12       | 13       | 14       | 15       | 16       | 17       |
| 51       | 18       | 19       | 20       | 21       | 22       | 23       | 24       |
| 52       | 25       | 26       | 27       | 28       | 29       | 30       | 31       |

Prägend für das Jahr 1961 ist der Bau der Berliner Mauer, welche die Deutsche Teilung für Jahrzehnte zementiert. Währenddessen verkündet der frisch gewählte US-Präsident John F. Kennedy seine Politik der New Frontier, darunter die Beendigung der Rassentrennung in den USA. Mit dem Scheitern der Invasion in der Schweinebucht muss er jedoch gleich zu Beginn eine außenpolitische Niederlage hinnehmen. Juri Gagarin überwindet eine ganz andere Grenze und wird an Bord von Wostok 1 zum ersten Menschen im Weltraum.

## Ereignisse

### Politik und Weltgeschehen
- 1. Januar: Friedrich Traugott Wahlen wird neuer Bundespräsident der Schweiz.
- 1. Januar: Der Hamburger Senat wählt aus seiner Mitte den bisherigen Finanzsenator Paul Nevermann (SPD) zum neuen Ersten Bürgermeister und damit zum Nachfolger von Max Brauer, der am Tag zuvor zurückgetreten war.
- 7. Januar: Eine Gruppe dem radikalen Panafrikanismus zuneigender afrikanischer Staaten beschließt auf einer Konferenz in Casablanca eine Afrikanische Charta. Die Ausarbeitung der Casablanca-Gruppe wird für die Mehrheit der anderen unabhängig gewordenen Staaten zum Anlass für ein Gegenpositionspapier.
- 8. Januar: In einem Referendum entscheiden sich 75 Prozent der französischen Wähler für die Unterstützung der Politik Charles de Gaulles, die auf ein unabhängiges Algerien hinausläuft.
- 17. Januar: In Katanga werden Patrice Lumumba, der erste Ministerpräsident des Kongo, und zwei seiner Gefolgsleute ermordet. Die Tat geschieht offenbar mit Billigung Belgiens und der USA.
- 20. Januar: John F. Kennedy wird als neuer Präsident der Vereinigten Staaten vereidigt. Er löst Dwight D. Eisenhower ab.
- 20. Januar: Aus einem Treffen in Madrid zwischen Jean-Jacques Susini, General Raoul Salan und Pierre Lagaillarde entsteht die OAS, die französische Untergrundbewegung in der Endphase des Algerienkriegs. Durch Terroraktionen will sie die sich abzeichnende Unabhängigkeit Algeriens konterkarieren.
- 23. Februar: Die bundesdeutschen Arbeitgeber vereinbaren mit den Gewerkschaften den Bundes-Angestelltentarifvertrag (BAT) im Öffentlichen Dienst.
- 26. Februar: Durch den Tod seines Vaters Mohammed V. wird Hassan II. neuer König in Marokko.
- 27. Februar: Der tunesische Staatspräsident Habib Bourguiba fordert bei einem Treffen mit dem französischen Staatspräsidenten Charles de Gaulle die Rückgabe zweier Militärbasen der Franzosen in Tunesien. In der Folge sich hinzögernder Verhandlungen entsteht die Bizerte-Krise.
- 1. März: Gründung des Friedenscorps
- 3. März: In Marokko erfolgt die Thronbesteigung durch König Hassan II.
- 29. März: Der 23. Zusatzartikel zur Verfassung der USA wird ratifiziert.
- 30. März: Das Einheitsabkommen über die Betäubungsmittel der Vereinten Nationen wird unterzeichnet. In Kraft seit dem 13. Dezember 1964.
- 17. April: Invasion in der Schweinebucht
- 18. April: Kulturabkommen zwischen der Bundesrepublik Deutschland und Afghanistan. In Kraft seit dem 14. Juni 1963
- 21. April: In der Nacht auf den 22. April putschen in Algier vier konspirierende Generäle der französischen Streitkräfte außer Dienst – Raoul Salan, Maurice Challe, Edmond Jouhaud und André Zeller – gegen die Algerienpolitik des französischen Staatspräsidenten Charles de Gaulle. Soldaten der Fremdenlegion bringen Algier unter ihre Kontrolle. Der Aufstand endet nach wenigen Tagen erfolglos, weil die Putschisten im Mutterland Frankreich keinen Rückhalt finden.
- 27. April: Kulturabkommen zwischen der Bundesrepublik Deutschland und den Niederlanden. In Kraft seit dem 21. April 1962
- 13. Mai: Das Komitee für die friedliche Wiedervereinigung des Vaterlandes wird in Nordkorea gegründet.
- 16. Mai: In Südkorea übernimmt General Park Chung-hee mit einem Militärputsch gegen die Regierung der Zweiten Republik unter Yun Bo-seon die Macht.
- 30. Mai: In der Dominikanischen Republik wird ihr Diktator Rafael Leónidas Trujillo Molina von Verschwörern getötet, als er in einen Hinterhalt bei Santo Domingo gerät.
- 31. Mai: Die Republik Südafrika wird ausgerufen, nachdem das Land auf Druck der anderen Mitglieder aus dem britischen Commonwealth ausgetreten ist.
- 31. Mai: Nach einem Volksentscheid im Februar tritt der muslimische Nordteil des Treuhandgebiets Britisch-Kamerun dem benachbarten Nigeria bei. Der Südteil wächst am 1. Oktober Kamerun zu.
- 3./4. Juni: Wiener Gespräche zwischen Nikita S. Chruschtschow und John F. Kennedy, in denen es um einen weltweiten Stopp der oberirdischen Atomtests, die Situation in Südostasien (insbes. Laos) sowie nicht zuletzt um die sogenannte Berlin-Frage ging.
- 18. Juni: Bei einem Bombenanschlag auf den Schnellzug Straßburg-Paris sterben 28 Menschen. Verantwortlich ist vermutlich die OAS.
- 23. Juni: Der Antarktisvertrag vom 1. Dezember 1959 tritt in Kraft.
- 9. Juli: Das Assoziierungsabkommen zwischen der EWG und Griechenland wird unterzeichnet.
- 9. Juli: In der Türkei wird die neue Verfassung per Volksabstimmung angenommen.
- 19. Juli: Die Bizerte-Krise bricht aus, als Tunesier die französische Militärbasis blockieren. Nach viertägigem Krieg in und um Bizerta endet die Auseinandersetzung zwischen Tunesien und Frankreich unter UN-Vermittlung.
- 31. Juli: In Bangkok wird die Association of South-East Asia (ASA) ins Leben gerufen, die als Vorgängerin der ASEAN gilt.
- 10. August: Nach dem Aufnahmeantrag Großbritanniens vom Vortag stellt auch Dänemark einen Antrag auf Beitritt zur Europäischen Wirtschaftsgemeinschaft (EWG). Beide Staaten gehören der EFTA an.
- 13. August: Baubeginn der Berliner Mauer
- 26. August: Birma erhebt durch eine Verfassungsänderung als weltweit erster Staat den Buddhismus zur Staatsreligion.
- 8. September: Der französische Staatspräsident Charles de Gaulle überlebt das Attentat von Pont-sur-Seine.
- 17. September: Bei der Bundestagswahl 1961 verliert die CDU ihre absolute Mehrheit.
- 18. September: Das Flugzeug mit dem amtierenden UN-Generalsekretär Dag Hammarskjöld an Bord stürzt unter mysteriösen Umständen bei einer Friedensmission im Kongo ab. Sein Nachfolger wird U Thant.
- 3. Oktober: In der DDR werden während der Aktion Festigung bzw. Aktion Kornblume 3.175 Menschen aus dem Sperrgebiet zwangsausgesiedelt.
- 10. Oktober: Ein tags zuvor begonnener Vulkanausbruch auf der abgelegenen Atlantik-Insel Tristan da Cunha zwingt zur Evakuierung der gesamten Bevölkerung. Die etwa 300 Menschen werden zunächst auf die Nachbarinsel Nightingale Island und von dort weiter nach Großbritannien gebracht. Erst 1963 findet die von den Inselbewohnern erzwungene Heimkehr statt.
- 17. Oktober: Eine Demonstration von 30.000 Algeriern in Paris gegen eine wegen des Algerienkrieges über sie verhängte Ausgangssperre führt zum Massaker von Paris mit einer unbekannten Zahl von Toten, Tausenden von Verletzten und 14.000 Verhaftungen unter der Verantwortung des damaligen Polizeipräfekten Maurice Papon.
- 25. Oktober: Sowjetische und US-amerikanische Panzer fahren am Checkpoint Charlie auf, nachdem DDR-Grenzsoldaten Westalliierte daran hinderten, den sowjetischen Sektor zu betreten. Erst am 28. Oktober ziehen sich beide Seiten wieder zurück.
- 31. Oktober: Der Leichnam Josef Stalins wird in Moskau aus dem Lenin-Mausoleum im Zuge der sowjetischen Entstalinisierung entfernt und an der Kremlmauer beigesetzt.
- 6. November: Tübinger Memorandum, Denkschrift gegen eine nukleare Aufrüstung und für die Anerkennung der Oder-Neiße-Grenze
- 6. November: Heinz Felfe, der Leiter der Spionageabwehr Sowjetunion beim Bundesnachrichtendienst, erweist sich als sowjetischer Doppelagent und wird festgenommen.
- 9. November: Kulturabkommen zwischen der Bundesrepublik Deutschland und Pakistan. In Kraft seit dem 30. Dezember 1962
- 10. November: Das Übereinkommen über den Schutz des Bodensees gegen Verunreinigung tritt in Kraft
- 14. November: Mit Elisabeth Schwarzhaupt wird die erste Bundesministerin der Bundesrepublik Deutschland berufen.
- 2. Dezember: Revolutionsführer Fidel Castro erklärt sich in einer Rundfunkansprache zum Marxisten-Leninisten und proklamiert die Einführung des Kommunismus in Kuba.
- 3. Dezember: Der sowjetische stellvertretende Außenminister Firjubin informiert den Geschäftsträger Albaniens in Moskau über den Abbruch der diplomatischen Beziehungen. Diktator Enver Hoxha und die VR China schließen später ein Bündnis.
- 20. Dezember: Dominikanische Republik. Erste freie Wahlen

### Wirtschaft
- 5. Februar: Die britische Wochenzeitung The Sunday Telegraph wird gegründet.
- 6. März: die D-Mark wird gegenüber allen Weltwährungen und Gold 4,76 Prozent teurer (Aufwertung): 1 US-Dollar kostet ab sofort nicht mehr 4,20 DM, sondern 4,00 DM.[1]
- 15. März: Als erste deutsche Großstadt führt Kassel das Parken mit Parkscheiben in der Innenstadt ein.
- 1. Juni: Die ARD beginnt mit der Ausstrahlung eines zweiten deutschen Fernsehprogramms.
- 1. Juni: Die Schering AG bringt die Antibabypille in Deutschland auf den Markt.
- 25. Juli: Der Kanaltunnel Rendsburg, eine Unterquerung des Nord-Ostsee-Kanals, wird für den Verkehr freigegeben.
- 11. September: Über den Bremer Automobilhersteller Borgward wird das Konkursverfahren eröffnet, nachdem im Juli beantragte Vergleichsverfahren scheiterten.[2]
- 11. September: Die erste Ausgabe des Verbrauchermagazins DM erscheint.
- 30. Oktober: Die Bundesregierung Adenauer III gibt dem Drängen der türkischen Regierung nach und schließt mit dieser ein Anwerbeabkommen für Gastarbeiter.

### Wissenschaft und Technik
- 12. Februar: Die Sowjetunion schickt die Raumsonde Venera 1 auf die Reise zur Venus. Nach einer Woche geht der Funkkontakt zu ihr verloren.
- 14. Februar: Ein Forscherteam der University of California, Berkeley teilt mit, dass es erfolgreich die Synthese des chemischen Elements 103 vollzogen habe. Das Element erhält später den Namen Lawrencium.
- 25. März: Die Sowjetunion startet Sputnik 10 mit dem Hund Swjosdotschka an Bord als letzten Test vor dem bemannten Raumflug. Flug und Rückkehr der Landekapsel verlaufen erfolgreich.
- 12. April: Der erste bemannte Weltraumflug der Geschichte startet: Das Raumschiff Wostok mit dem Kosmonauten Juri Gagarin an Bord.
- 24. April: In Stockholm gelingt die Hebung des auf seiner Jungfernfahrt im Jahr 1628 untergegangenen Schiffes Vasa.
- 5. Mai: Als erster Amerikaner fliegt Alan Shepard ins All.
- 15. Mai: Heinrich Matthaei entdeckt den genetischen Code. Geburtsstunde der modernen Genetik und Biotechnologie
- 17. Juni: Das erste Kernkraftwerk Deutschlands in Kahl am Main (Bayern) liefert nach drei Jahren Bauzeit erstmals Atomstrom (→Versuchsatomkraftwerk Kahl).
- 6. August: Im Raumschiff Wostok 2 startet German Titow zum zweiten orbitalen Raumflug.
- 21. September: Der Transporthubschrauber Boeing-Vertol CH-47 Chinook erhebt sich erstmals in die Lüfte.
- 13. Oktober: Verkehrspsychologe Karl Peglau reicht in Berlin seinen Vorschlag für das „Ost-Ampelmännchen“ ein.
- 30. Oktober: Die Wasserstoffbombe Zar wird in Nowaja Semlja gezündet. Die Detonation gilt bis heute als die größte je von Menschen verursachte Explosion.

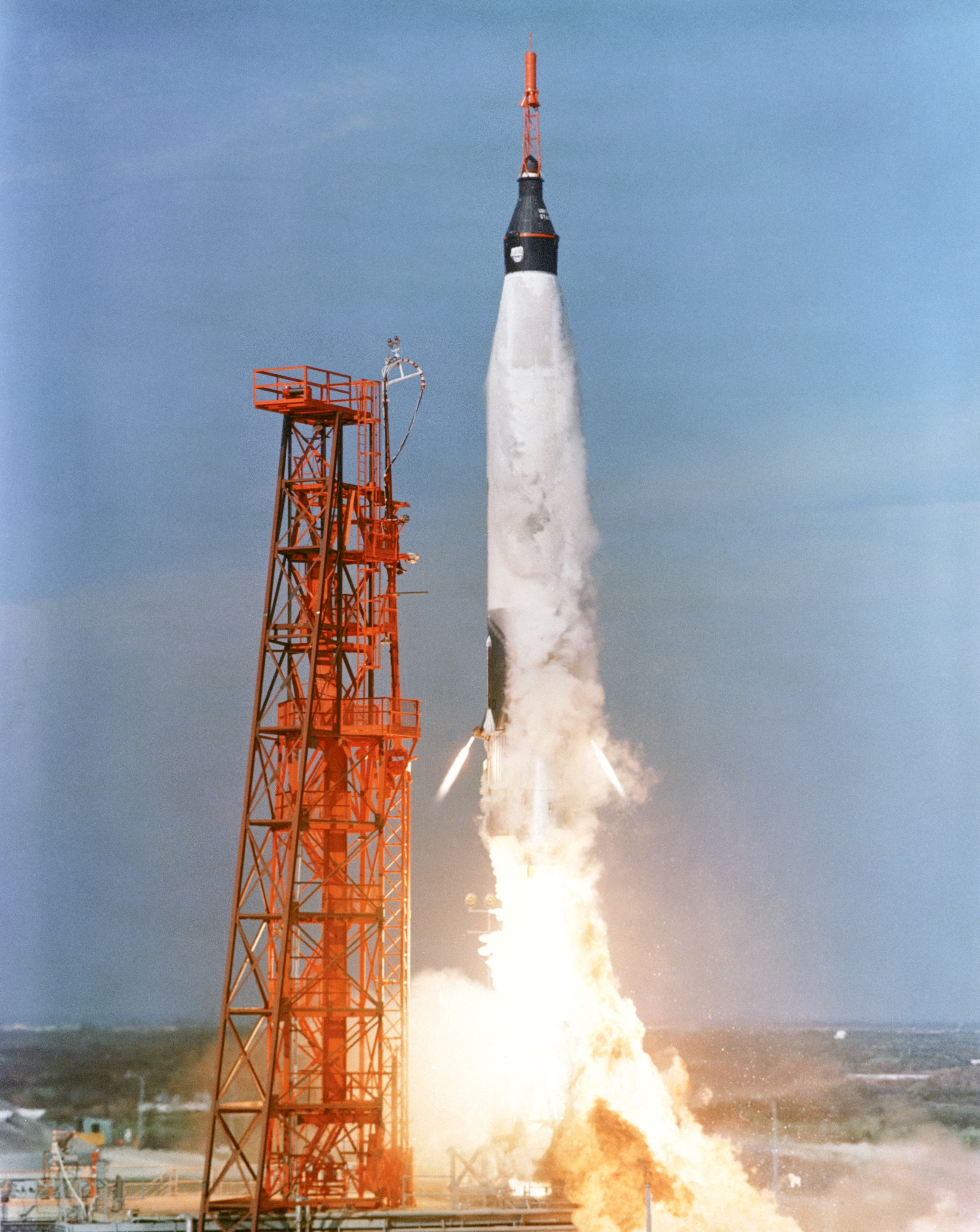
Start von Mercury-Atlas 5

- 29. November: Im Rahmen der Mission Mercury-Atlas 5 wird mit dem Schimpansen Enos an Bord ein Orbitalflug der NASA mit einer Atlas-Rakete gestartet. Nach zweimaliger Umkreisung der Erde wassert die Mercury-Kapsel mitsamt Tier erfolgreich.
- 10. Dezember: Verleihung der Nobelpreise in Stockholm. Den Physiknobelpreis erhält der Deutsche Rudolf Ludwig Mößbauer (1929–2011) zusammen mit dem US-Amerikaner Robert Hofstadter (1915–1990). Mößbauer erforscht die Gammastrahlen. Der von ihm formulierte Mößbauer-Effekt ermöglicht feinste Energiedifferenz- und Frequenzmessungen, mit denen Teile von Albert Einsteins Relativitätstheorie nachgewiesen werden können. Hofstadter hat den Schalenaufbau der Atomkerne erkannt und 1953 gezeigt, dass Protonen und Neutronen nicht elementar, sondern aus noch kleineren Teilchen aufgebaut sind.
- Nach Tausenden bekannten Fällen von Missbildung (Dysmelie) wird das 1957 von der Stolberger Firma Grünenthal GmbH auf den Markt gebrachte Contergan vom Markt genommen.
- Gründung des California Institute of the Arts

### Kultur

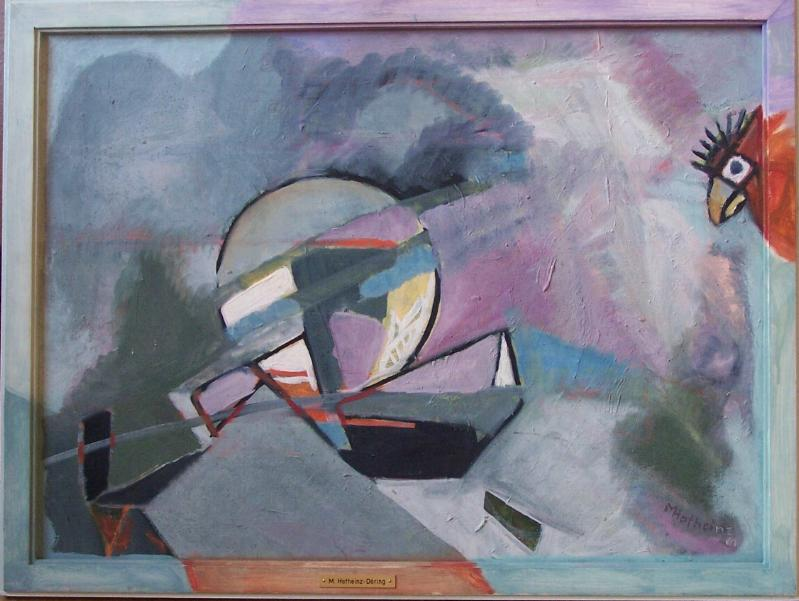
Margret Hofheinz-Döring: Geometrisches Ereignis, 1961, Öl

- 10. Januar: In Ost-Berlin wird das Imprimatur für den Abschlussband des Deutschen Wörterbuchs erteilt. 123 Jahre nach dem Beginn durch die Brüder Grimm liegt das etwa 320.000 Stichworte umfassende Werk nun vollständig vor.
- 13. April: Uraufführung der Oper Intolleranza 1960 von Luigi Nono am Teatro La Fenice in Venedig
- April: Erstmaliges Stattfinden der Mailänder Möbelmesse
- 14. Mai: Der Hessische Rundfunk zeigt im Abendprogramm der ARD die erste Folge der Serie Es darf gelacht werden. Moderator Werner Schwier präsentiert darin auf heitere Weise Kurzfilme aus der Stummfilmzeit.
- 17. Mai: Im Ohel-Theater in Tel Aviv wird die Komödie Der Trauschein von Ephraim Kishon uraufgeführt.
- 20. Mai: Uraufführung der Oper Elegy for Young Lovers von Hans Werner Henze in Schwetzingen
- 7. Juli: Der Pariser Verlag Gallimard bringt Raymond Queneaus Buch Hunderttausend Milliarden Gedichte heraus.
- Sommer: Bildhauersymposion Kaisersteinbruch
- 22. August: Im Deutschen Fernsehen (ARD) wird die erste Sendung von Musik aus Studio B mit Chris Howland als Schallplattenmoderator ausgestrahlt.
- 8. September: Unternehmen Stardust von Karl-Herbert Scheer erscheint als Nr. 1 der Serie Perry Rhodan
- 25. September: Uraufführung der Oper Alkmene von Giselher Klebe an der Deutschen Oper Berlin

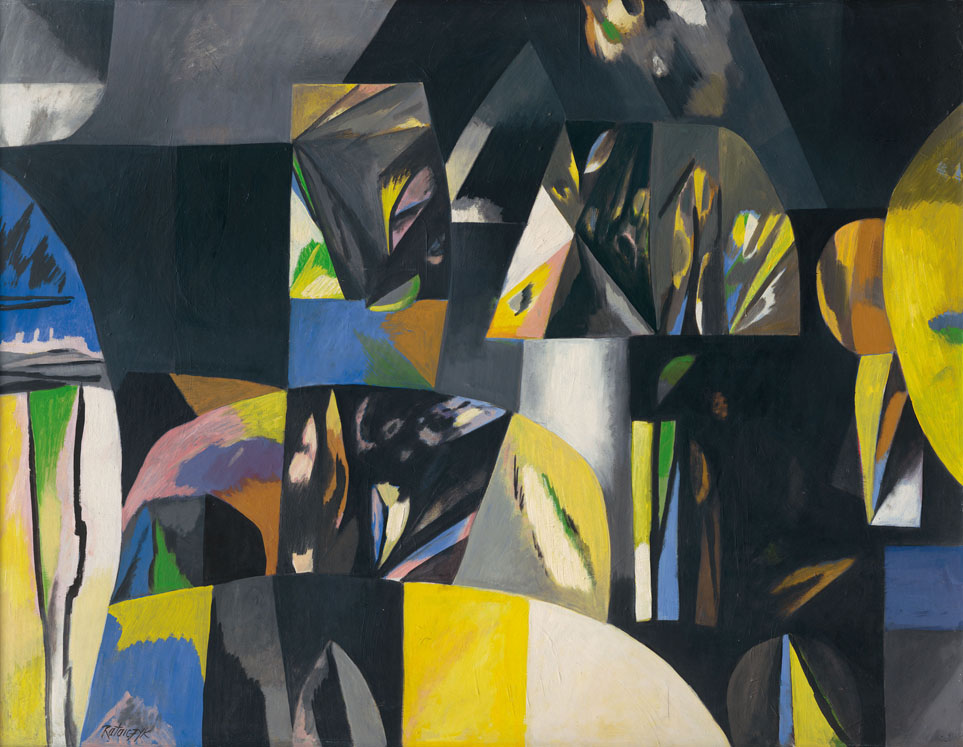
Werner Rataiczyk: Felsiges Ufer, 1961, Öl auf Hartfaser

- 14. Oktober: Uraufführung des Dramas Die Uhr schlägt eins von Carl Zuckmayer am Wiener Burgtheater
- 15. Oktober: Uraufführung der Oper Leonce und Lena von Kurt Schwaen an der Deutschen Oper Berlin
- 15. November: Der Herr Karl, eine schonungslose Darstellung opportunistischer Kleinbürgerlichkeit von Carl Merz und Helmut Qualtinger, wird erstmals im Fernsehen gezeigt.
- 17. Dezember: Uraufführung der Oper Das lange Weihnachtsmahl von Paul Hindemith am Nationaltheater in Mannheim
- 21. Dezember: Einspielung des Albums Free Jazz: A Collective Improvisation von Ornette Coleman, das den Namen für den Free Jazz lieferte.
- Max Frisch schreibt das Theaterstück „Andorra“, das allerdings in einem fiktiven, und nicht dem realen Land Andorra spielt.
- Exquisite Wein-Ernte in Bordeaux
- Erstmalige Durchführung des Bundeswettbewerbs Unser Dorf soll schöner werden – Unser Dorf hat Zukunft.
- Erstmalige Vergabe der Goldenen Nymphe

### Gesellschaft
- 12. Dezember: In Frankreich wird Marie Besnard aus Mangel an Beweisen von der Anklage des zwölffachen Giftmords im dritten Strafprozess freigesprochen.

### Religion
- 11. November: In der Enzyklika Aeterna Dei sapientia lobt Papst Johannes XXIII. den Kirchenlehrer Leo I. als weisen Hirten. Rom sei ferner das geistliche Zentrum für christliche Einheit. Jeder Bischof von Rom verkörpere die Einheit sichtbar.
- 25. Dezember: Mit der apostolischen Konstitution Humanae salutis verkündet Papst Johannes XXIII. die Einberufung des Zweiten Vatikanischen Konzils.

### Umwelt
- 11. September: Der World Wildlife Fund (WWF) wird in der Schweiz gegründet

### Sport
- 15. Februar: Bei einem Flugzeugabsturz im Landeanflug auf Brüssel kommt das gesamte 18-köpfige Eiskunstlaufnationalteam der USA und weitere 16 Offizielle ums Leben.
- 14. Mai bis 8. Oktober: Austragung der 12. Formel-1-Weltmeisterschaft
- 20. Mai: Durch den Sieg im Revanchekampf gegen Michail Tal erhält Michail Botwinnik den Schachweltmeistertitel zurück.
- 22. Mai: Wolfgang Graf Berghe von Trips gewinnt den Großen Preis der Niederlande. Der erste Sieg für Graf Berghe von Trips ist zugleich der erste Formel-1-Sieg für einen deutschen Fahrer. Erst 1975 wird mit Jochen Mass wieder ein Deutscher ein Formel-1-Rennen gewinnen. Zudem ist er der erste deutsche Pilot, der die Formel-1-Fahrerwertung anführt. Dies gelingt 1994 erst wieder Michael Schumacher.
- 4. Juni: Erstausstrahlung der Sportschau
- 10. September: Beim Großen Preis von Italien verunglückt der deutsche Automobilrennfahrer Graf Berghe von Trips tödlich. Auch 15 Zuschauer sterben bei dem Unfall. Phil Hill gewinnt als erster US-Amerikaner die Formel-1-Weltmeisterschaft.

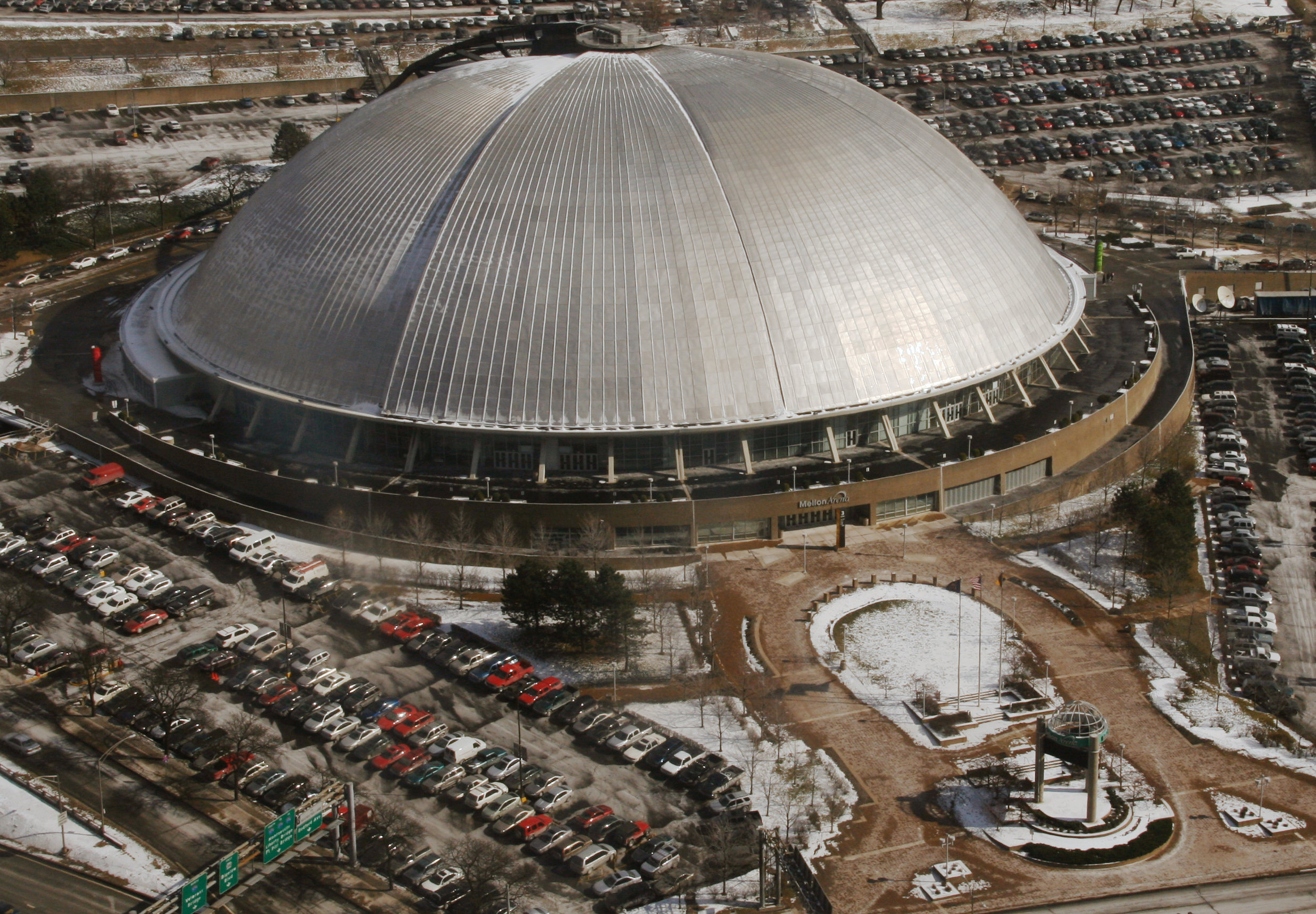
Civic Arena

- 19. September: Die Civic Arena in Pittsburgh wird eröffnet, das erste Stadion mit einer einziehbaren Kuppel.

Einträge von Leichtathletik-Weltrekorden siehe unter der jeweiligen Disziplin unter Leichtathletik-Weltrekorde.

### Katastrophen
- 13. März: Eine Flutkatastrophe fordert 145 Menschenleben in Babyn Jar.
- 8. April: Im Persischen Golf erschüttert eine schwere Explosion das britische Passagierschiff Dara, das sich auf dem Weg nach Basra befindet. Das Schiff brennt ab und sinkt, 238 Menschen sterben.
- 2. August: Ein Reisebus stürzt in den Vierwaldstättersee, 16 amerikanische Touristen sterben bei dem Unglück.
- 16. September: Ausläufer des Hurrikans Debbie ziehen über die britischen Inseln hinweg. In Irland und Großbritannien richtet der Sturm schwere Schäden an, in Irland sterben elf Menschen. In Malin Head werden 181,5 km/h Windgeschwindigkeit gemessen.
- 23. September: Bei Ankara kommen bei einem Flugzeugabsturz die Althistoriker Hans Schaefer und Jacques Moreau sowie acht Nachwuchswissenschaftler der Ruprecht-Karls-Universität Heidelberg ums Leben. Es ist die wohl größte Katastrophe für die deutsche Althistorie abgesehen von der Zeit der Weltkriege und der NS-Diktatur.
- 5. Oktober: Im Hamburger Bahnhof Berliner Tor kollidiert ein Personenzug der S-Bahn mit einem Bauzug, den der Fahrdienstleiter übersehen hat. 28 Menschen sterben, 55 werden zum Teil schwer verletzt.
- 31. Oktober: Der Hurrikan Hattie zerstört die Hauptstadt von Belize
- 17. Dezember: In Niterói setzen in Brasilien unzufriedene Mitarbeiter bei einer Vorstellung ein Zirkuszelt in Brand. Beim Zirkusbrand sterben 323 Menschen, etwa 500 werden verletzt.

Kleinere Unglücksfälle sind in den Unterartikeln von Katastrophe und in der Liste von Katastrophen aufgeführt.

### Sonstiges
- 13. März: Der Industriemeisterverband Baden-Württemberg wird gegründet
- 28. Mai: Die britische Wochenzeitung The Observer veröffentlicht einen Aufruf des Rechtsanwalts Peter Benenson, sich durch Briefe für die Freilassung politischer Gefangener einzusetzen. Amnesty International wird geboren.
- 12. Juli: Der Holzsendeturm des Rundfunksenders Nürnberg-Kleinreuth wird gesprengt

## Geboren

### Januar
- 01. Januar: Sergei Glasjew, russischer Ökonom und Politiker
- 01. Januar: Albin Killat, deutscher Wasserspringer
- 01. Januar: Sven Regener, deutscher Musiker und Schriftsteller
- 02. Januar: Neil Dudgeon, britischer Schauspieler
- 02. Januar: Todd Haynes, US-amerikanischer Schauspieler, Regisseur, Drehbuchautor und Produzent
- 02. Januar: Ingo Lenßen, deutscher Rechtsanwalt und Schauspieler
- 03. Januar: Susanne Riess-Passer, österreichische Politikerin
- 04. Januar: Kristin Kloster Aasen, norwegische Rechtsanwältin und Sportfunktionärin
- 04. Januar: Eija Hyytiäinen, finnische Skilangläuferin
- 05. Januar: Paul Ingendaay, deutscher Schriftsteller, Journalist, Literaturkritiker und -wissenschaftler
- 05. Januar: Henriette Müller, deutsche Saxophonistin und Komponistin
- 06. Januar: Tōru Tanabe, japanischer Opernsänger und Schauspieler
- 06. Januar: Erik Wøllo, norwegischer Jazz- und Rockgitarrist und Komponist
- 07. Januar: Roland Suso Richter, deutscher Filmregisseur
- 07. Januar: David Toub, US-amerikanischer Komponist
- 08. Januar: Keith Charles Arkell, englischer Schachspieler
- 08. Januar: Stephan Baumecker, deutscher Schauspieler
- 08. Januar: Menno Boelsma, niederländischer Eisschnellläufer und Shorttracker († 2022)
- 08. Januar: Calvin Smith, US-amerikanischer Leichtathlet und Olympiasieger
- 08. Januar: Klaus Gattermann, deutscher Skiläufer
- 09. Januar: Uwe Anweiler, deutscher Fußballspieler
- 11. Januar: Karl Habsburg-Lothringen, österreichischer Politiker
- 11. Januar: Hellen Kwon, südkoreanische Opernsängerin
- 11. Januar: Reinhard Mixl, deutscher Politiker
- 12. Januar: Andrea Carnevale, italienischer Fußballspieler
- 12. Januar: Stefano Ceccaroni, schweizerisch-italienischer Fußballtrainer
- 13. Januar: Julia Louis-Dreyfus, US-amerikanische Schauspielerin

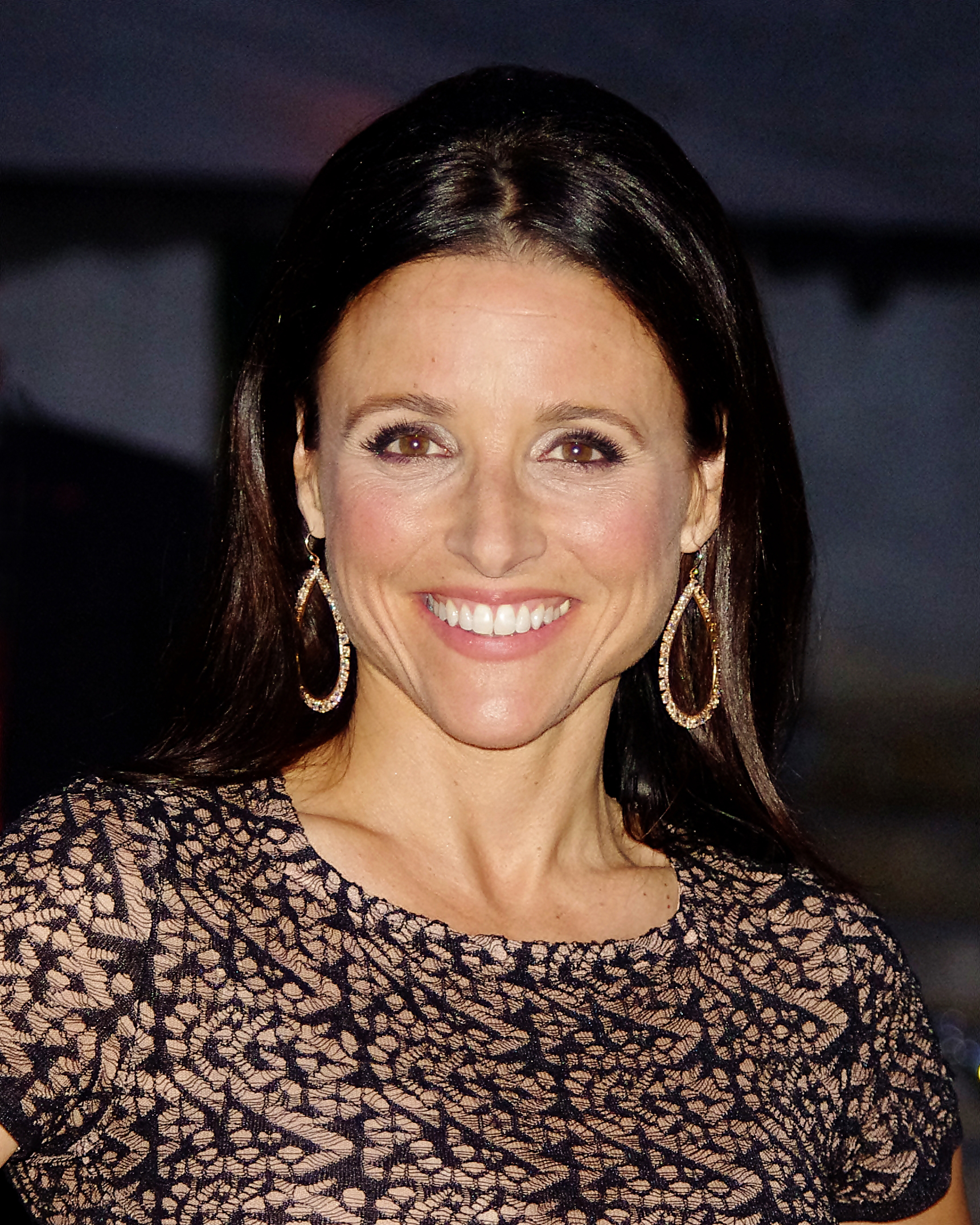
Julia Louis-Dreyfus, 2012

- 13. Januar: Andreas Marschall, deutscher Künstler und Filmemacher
- 13. Januar: Wayne Marshall, englischer Pianist, Organist und Dirigent
- 14. Januar: Christian Henking, Schweizer Komponist, Dirigent und Chorleiter
- 14. Januar: Tom Kummer, Schweizer Journalist
- 16. Januar: Ingrid Kaiserfeld, österreichische Opernsängerin
- 16. Januar: Kenneth Sivertsen, norwegischer Gitarrist, Liedermacher und Humorist († 2006)
- 17. Januar: Maia Tschiburdanidse, georgische Schachspielerin
- 17. Januar: Karin Lamberg-Skog, schwedische Skilangläuferin
- 18. Januar: Mustafa Demir, türkischer Architekt und Politiker († 2025)
- 18. Januar: Mark Messier, kanadischer Eishockeyspieler
- 18. Januar: Michail Schischkin, russischer Schriftsteller und Journalist
- 19. Januar: Rose Hudson-Wilkin, Geistliche der Church of England
- 19. Januar: Paul McCrane, US-amerikanischer Schauspieler, Regisseur und Drehbuchautor
- 19. Januar: Ufo Walter, deutscher Bassist, Arrangeur und Sound-Designer
- 20. Januar: Sven Rohde, deutscher Journalist
- 21. Januar: Manfred Müller, deutscher Lokalpolitiker
- 21. Januar: Cornelia Pröll, österreichische Skirennläuferin
- 22. Januar: Narine Antonyan, armenische Tischtennisspielerin
- 22. Januar: Randy Larsen, US-amerikanischer Philosoph und Hörfunkproduzent
- 22. Januar: Frank-Martin Neupärtl, deutscher Kommunalpolitiker († 2014)
- 23. Januar: Fausto Gresini, italienischer Motorradrennfahrer († 2021)
- 24. Januar: Guido Buchwald, deutscher Profi-Fußballspieler und -trainer

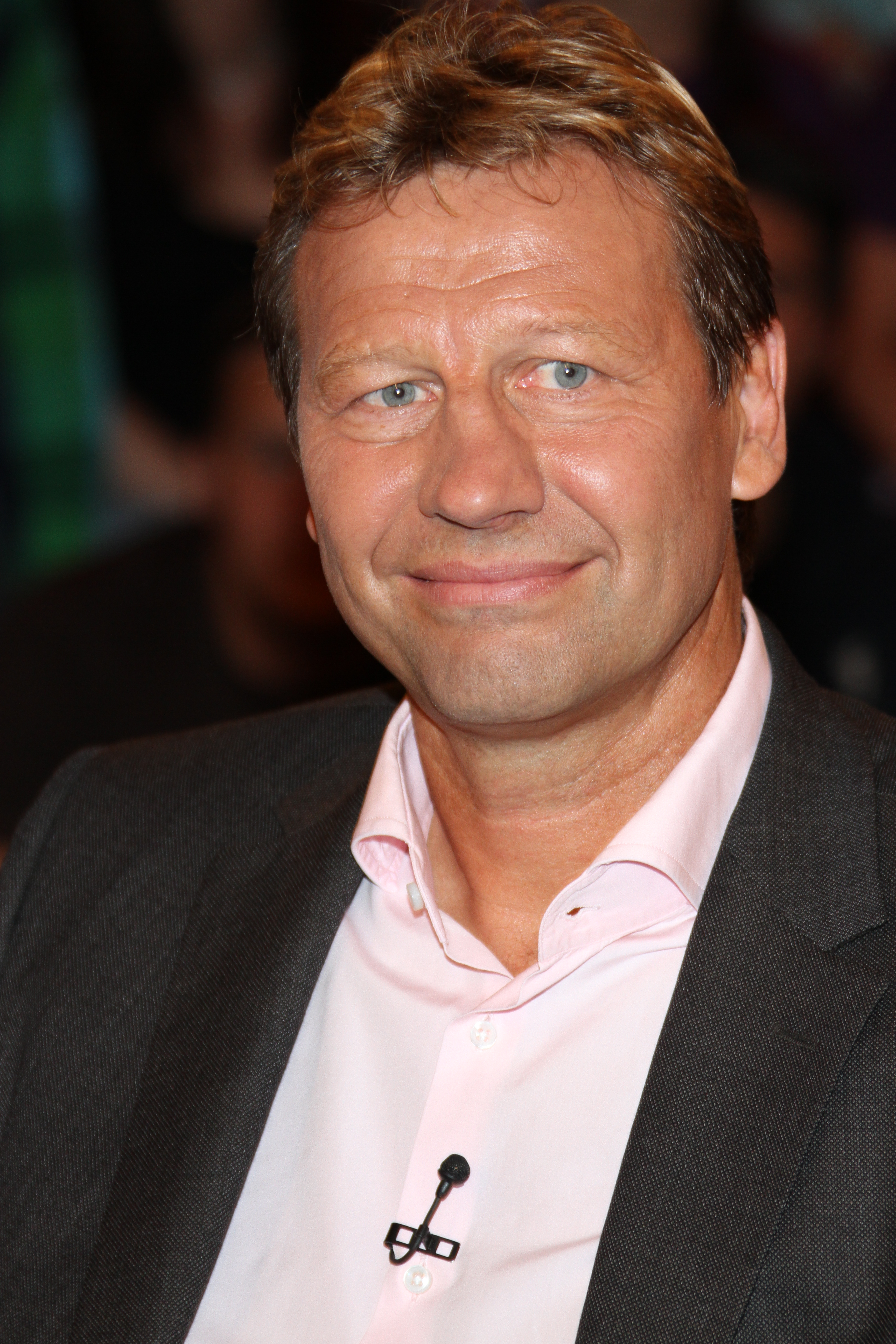
Guido Buchwald

- 24. Januar: Wulf R. Halbach, deutscher Medien- und Kommunikationswissenschaftler († 2009)
- 24. Januar: Christa Kinshofer, deutscher Skirennläuferin
- 24. Januar: Nastassja Kinski, deutsche Schauspielerin

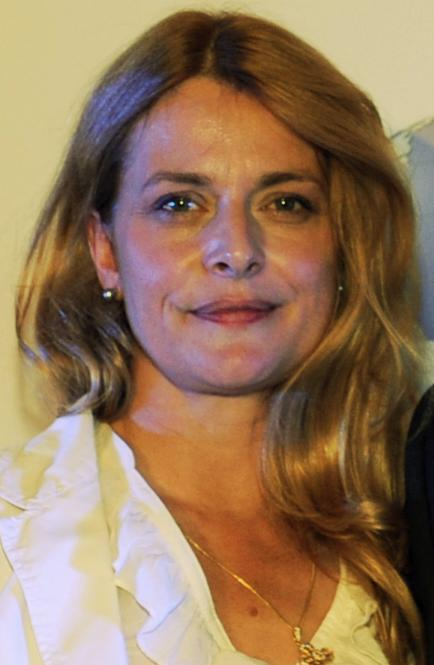
Nastassja Kinski, 2009

- 24. Januar: Evi Kratzer, Schweizer Skilangläuferin
- 24. Januar: Karl-Heinz Smuda, deutscher Journalist, Lektor, Ghostwriter und Verleger
- 24. Januar: Alissa Walser, deutsche Schriftstellerin, Malerin und Übersetzerin
- 25. Januar: Miguel Martins Abrahão, brasilianischer Schriftsteller, Historiker und Dramatiker
- 26. Januar: Wayne Gretzky, kanadischer Eishockeyspieler
- 26. Januar: Benjamín Rausseo, venezolanischer Komiker und Entertainer
- 27. Januar: Dean Steinkuhler, US-amerikanischer American-Football-Spieler
- 28. Januar: Arnaldur Indriðason, isländischer Autor von Kriminalromanen
- 28. Januar: Rémy Pochauvin, französischer Automobilrennfahrer († 2021)
- 29. Januar: Michael Autengruber, deutscher Phaleristiker, Historiker und Theologe
- 29. Januar: Mark von Seydlitz, deutscher Filmregisseur und Filmproduzent
- 30. Januar: Ulrike Dietmann, deutsche Autorin
- 30. Januar: Gerardo Di Giusto, argentinischer Komponist und Pianist
- 30. Januar: Richard Reichensperger, österreichischer Journalist und Literaturkritiker († 2004)
- 31. Januar: Torsten Michaelis, deutscher Schauspieler († 2025)

### Februar
- 01. Februar: Armin Veh, deutscher Fußballtrainer
- 02. Februar: Rintschinnjamyn Amardschargal, mongolischer Premierminister
- 02. Februar: Lauren Lane, amerikanische Schauspielerin
- 02. Februar: Otmar Schmelzer, deutscher Kabarettist und Winzer
- 03. Februar: Jay Adams, US-amerikanischer Profiskateboarder († 2014)
- 04. Februar: Neal Asher, englischer Science-Fiction-Autor
- 04. Februar: Stewart O’Nan, US-amerikanischer Schriftsteller

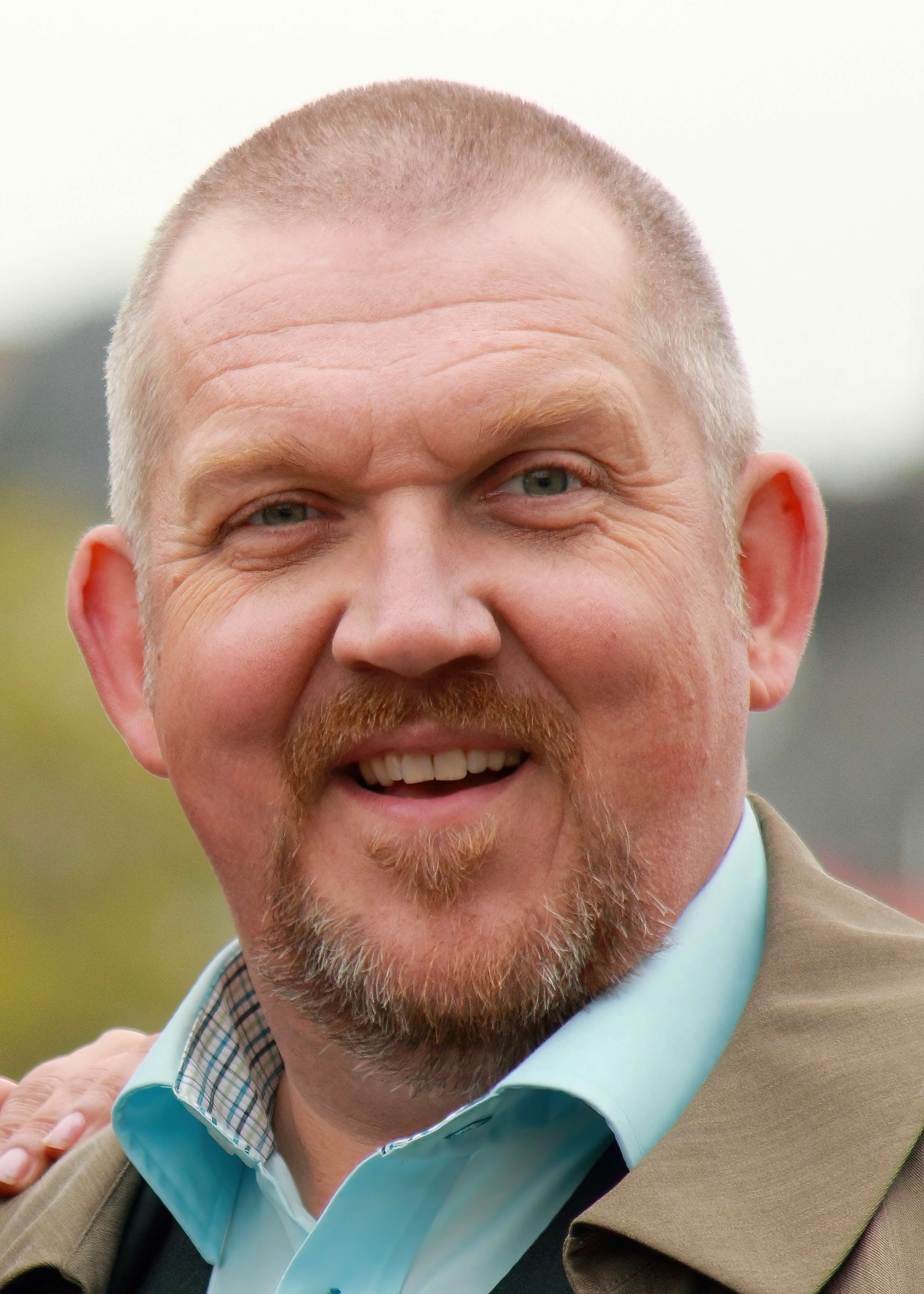
Dietmar Bär, 2011

- 05. Februar: Dietmar Bär, deutscher Schauspieler
- 06. Februar: Florence Aubenas, französische Journalistin
- 06. Februar: Bernd Dittert, deutscher Bahnradfahrer, Bundestrainer im Bahnradsport
- 06. Februar: Malu Dreyer, deutsche Politikerin
- 07. Februar: Jacek Grudzień, polnischer Komponist
- 07. Februar: Dieter Schlindwein, deutscher Fußballspieler
- 08. Februar: Ralf Åkesson, schwedischer Schachgroßmeister
- 08. Februar: Ellen Arnhold, deutsche Fernsehmoderatorin
- 08. Februar: Christian Fitzek, deutscher Handballspieler und Handballtrainer
- 08. Februar: Vince Neil, US-amerikanischer Musiker
- 09. Februar: Akira Sasō, japanischer Mangaka
- 10. Februar: Eva Pfaff, deutsche Tennisspielerin
- 10. Februar: Alexander Payne, US-amerikanischer Filmregisseur
- 11. Februar: Jan Krzysztof Ardanowski, polnischer Politiker
- 11. Februar: Ralf Hoja, deutscher Eishockeyspieler und -trainer
- 11. Februar: Andreas Krautscheid, deutscher Politiker und MdB a. D., Rechtsanwalt
- 11. Februar: George Balint, rumänischer Komponist, Dirigent und Pianist († 2019)
- 12. Februar: Salvador Mejía, mexikanischer Fernsehproduzent
- 13. Februar: Jürgen Adams, deutscher Eishockeyspieler
- 13. Februar: Sieghard Knodel, deutscher Politiker
- 15. Februar: Katriina Elovirta, finnische Fußballschiedsrichterin, Fußballspielerin und Sportfunktionärin († 2018)
- 16. Februar: Kelly Milligan, US-amerikanische Skilangläuferin
- 17. Februar: Olivier Charlier, französischer Geiger
- 17. Februar: Angela Eagle, britische Politikerin
- 17. Februar: Ariane Ehrat, Schweizer Skirennläuferin
- 17. Februar: Guy McIntyre, US-amerikanischer American-Football-Spieler
- 17. Februar: Andrei Korotajew, russischer Orientalist, Anthropologe, Historiker und Ökonom
- 18. Februar: Marion Aizpors, deutsche Schwimmerin
- 18. Februar: Werner Biermeier, Schweizer Schauspieler
- 18. Februar: Claudius Gros, deutscher Physiker

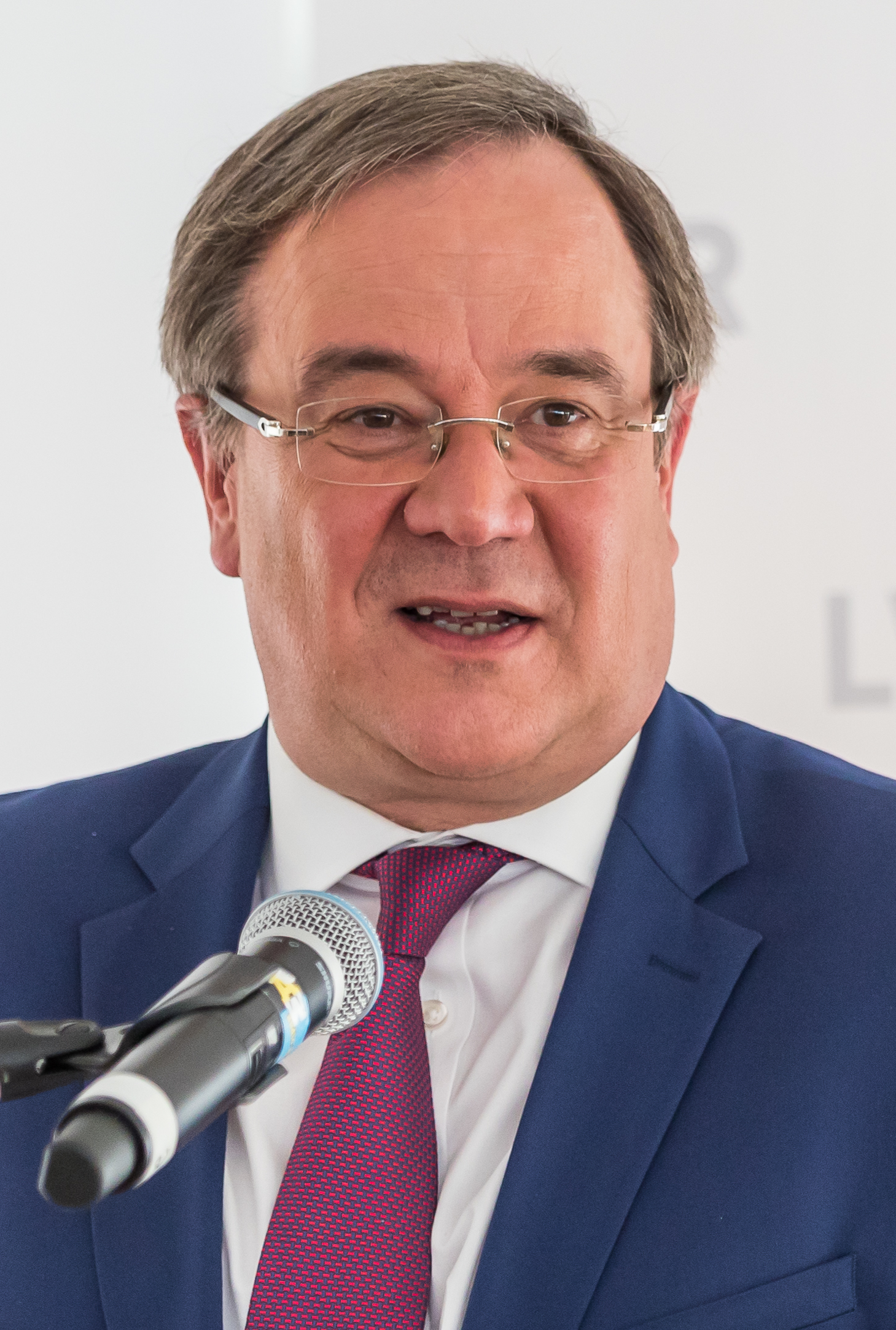
Armin Laschet (2018)

- 18. Februar: Armin Laschet, Ministerpräsident von Nordrhein-Westfalen und Bundesvorsitzender der CDU
- 18. Februar: Hagen Liebing, Musiker und leitender Musikredakteur bei dem Stadtmagazin Tip Berlin († 2016)
- 18. Februar: Frank Schulz, deutscher Fußballspieler und Pokalsieger
- 19. Februar: Pirjo Aalto, finnische Biathletin
- 19. Februar: Philippe Auguin, französischer Dirigent
- 19. Februar: Justin Fashanu, britischer Fußballspieler († 1998)
- 19. Februar: John Ross, kanadischer Freestyle-Skier und Trampolinturner
- 19. Februar: Saul Zaks, argentinischer Dirigent und Musikpädagoge
- 20. Februar: Mark Kvamme, US-amerikanischer Unternehmer und Automobilrennfahrer
- 20. Februar: Emanuela von Frankenberg, Schweizer Schauspielerin
- 20. Februar: Imogen Stubbs, britische Schauspielerin
- 21. Februar: Christopher Atkins, US-amerikanischer Schauspieler
- 21. Februar: Martha Hackett, US-amerikanische Schauspielerin
- 21. Februar: Andreas Modl, Bundesreferent für das American Karate System im Deutschen Karate Verband († 2025)
- 22. Februar: Cristina Anghelescu, rumänische Geigerin
- 22. Februar: Lowell Liebermann, US-amerikanischer Komponist
- 23. Februar: Yohannes Haile-Selassie, äthiopischer Paläoanthropologe
- 23. Februar: Diego Murillo Bejarano, kolumbianischer Paramilitär und Drogenhändler
- 24. Februar: Giancarlo Corradini, italienischer Fußballspieler und -trainer
- 24. Februar: Juana-Maria von Jascheroff, deutsche Schauspielerin, Synchronsprecherin und Reinkarnationstherapeutin
- 24. Februar: Erna Solberg, norwegische konservative Politikerin
- 25. Februar: Hermann Gröhe, deutscher Politiker
- 26. Februar: Thomas Kinne, deutscher Autor, Übersetzer und Fernsehquizzer
- 27. Februar: Andreas Fulterer, italienischer Sänger († 2016)
- 27. Februar: Hans-Jörg Klindt, deutscher Handballtrainer, Lehrer und ehemaliger Handballspieler
- 27. Februar: James Worthy, US-amerikanischer Basketballspieler
- 28. Februar: Éric Bachelart, belgischer Automobilrennfahrer und Rennstallbesitzer
- 28. Februar: Mark Latham, australischer Politiker und Vorsitzender der Australian Labor Party
- 28. Februar: Klaus-Peter Willsch, deutscher Politiker und MdB

### März
- 01. März: Hiroyasu Aizawa, japanischer Skispringer
- 01. März: Albert Mülleder, österreichischer Domkapellmeister zu Wiener Neustadt († 1999)
- 02. März: Ingeborg Gräßle, deutsche Politikerin
- 03. März: Anita Hegerland, norwegische Sängerin
- 03. März: Ellen Siegers, deutsche Juristin
- 04. März: Sabine Everts, deutsche Leichtathletin
- 04. März: Erwin Resch, österreichischer Skirennläufer
- 04. März: Michail Wassiljew, russischer Handballspieler († 2025)
- 05. März: Dirk Schäfer, deutscher Regisseur und Dokumentarfilmer
- 06. März: Kathy Kelly, US-amerikanische Sängerin („The Kelly Family“)
- 07. März: Gabriele Andretta, deutsche Politikerin
- 07. März: Danny Tenaglia, DJ und Musikproduzent
- 07. März: Bice Vanzetta, italienische Skilangläuferin
- 08. März: Roland Bless, deutscher Musiker
- 08. März: José Feghali, brasilianischer Pianist und Musikpädagoge († 2014)
- 08. März: Gabriele Lechner, österreichische Opern- und Konzertsängerin († 2022)
- 08. März: Larry Murphy, kanadischer Eishockeyspieler
- 10. März: Adam Abramowicz, polnischer Politiker
- 10. März: Mike Bullard, kanadischer Eishockeyspieler und -trainer
- 10. März: Miguel Leal, portugiesischer Springreiter († 2021)
- 11. März: Marion Brasch, deutsche Schriftstellerin
- 11. März: Elias Koteas, kanadischer Schauspieler
- 11. März: Frank Lüdecke, deutscher Kabarettist
- 11. März: Barbara Schaefer, deutsche Journalistin und Autorin
- 12. März: Steven Griffith, US-amerikanischer Eishockeyspieler († 2022)
- 13. März: Frank Gersch, deutscher Handballspieler
- 13. März: Wassili Ignatenko, sowjetischer Liquidator bei der Nuklearkatastrophe von Tschernobyl († 1986)
- 13. März: Sebastiano Nela, italienischer Fußballspieler
- 13. März: Masahiko Shimada, japanischer Schriftsteller
- 14. März: Joseph Ascione, US-amerikanischer Jazz-Schlagzeuger († 2016)
- 14. März: Lutz Grosser, deutscher Handballtorwart
- 15. März: Sabine Baeß, deutsche Eiskunstläuferin
- 15. März: Piotr Grella-Możejko, polnischer Komponist
- 15. März: Max Julen, Schweizer Skirennfahrer, Olympiasieger
- 15. März: Wavel Ramkalawan, Präsident der Seychellen
- 16. März: Todd McFarlane, kanadisch-US-amerikanischer Comiczeichner
- 18. März: Heidi Preuss, US-amerikanische Skirennläuferin
- 18. März: Grant Hart, US-amerikanischer Schlagzeuger, Gitarrist und Songschreiber († 2017)
- 19. März: Angela Ellard, US-amerikanische Juristin und stellvertretende Generaldirektorin der Welthandelsorganisation
- 19. März: Jim Matthews, US-amerikanischer Automobilrennfahrer
- 19. März: Dana Reeve, US-amerikanische Schauspielerin († 2006)
- 19. März: Rune Bratseth, norwegischer Fußballspieler
- 20. März: Maja Maranow, deutsche Schauspielerin († 2016)
- 20. März: Ingrid Arndt-Brauer, deutsche Politikerin
- 20. März: Tamara Rohloff, deutsche Schauspielerin
- 21. März: Kassie DePaiva, US-amerikanische Schauspielerin und Sängerin.

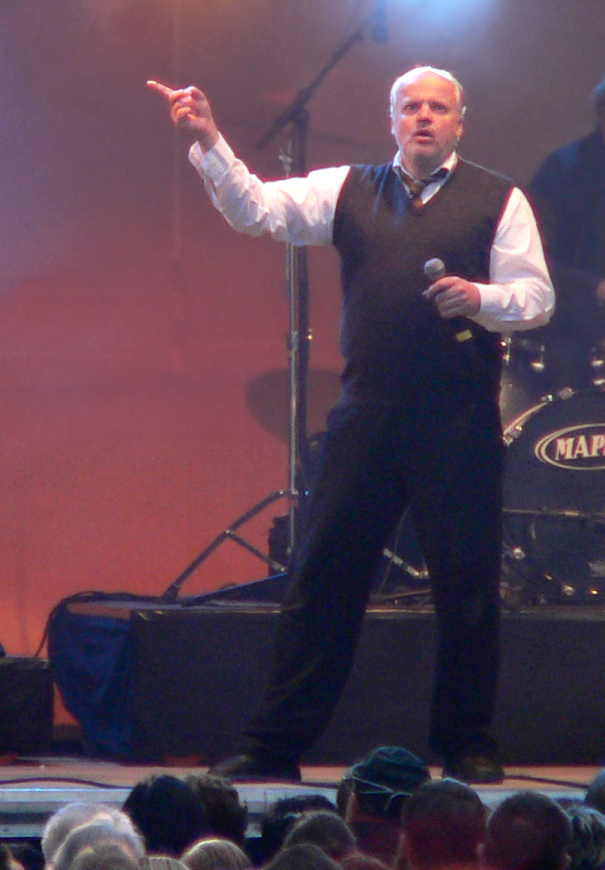
Hubert Kah, 2014

- 21. März: Hubert Kah, deutscher Musiker

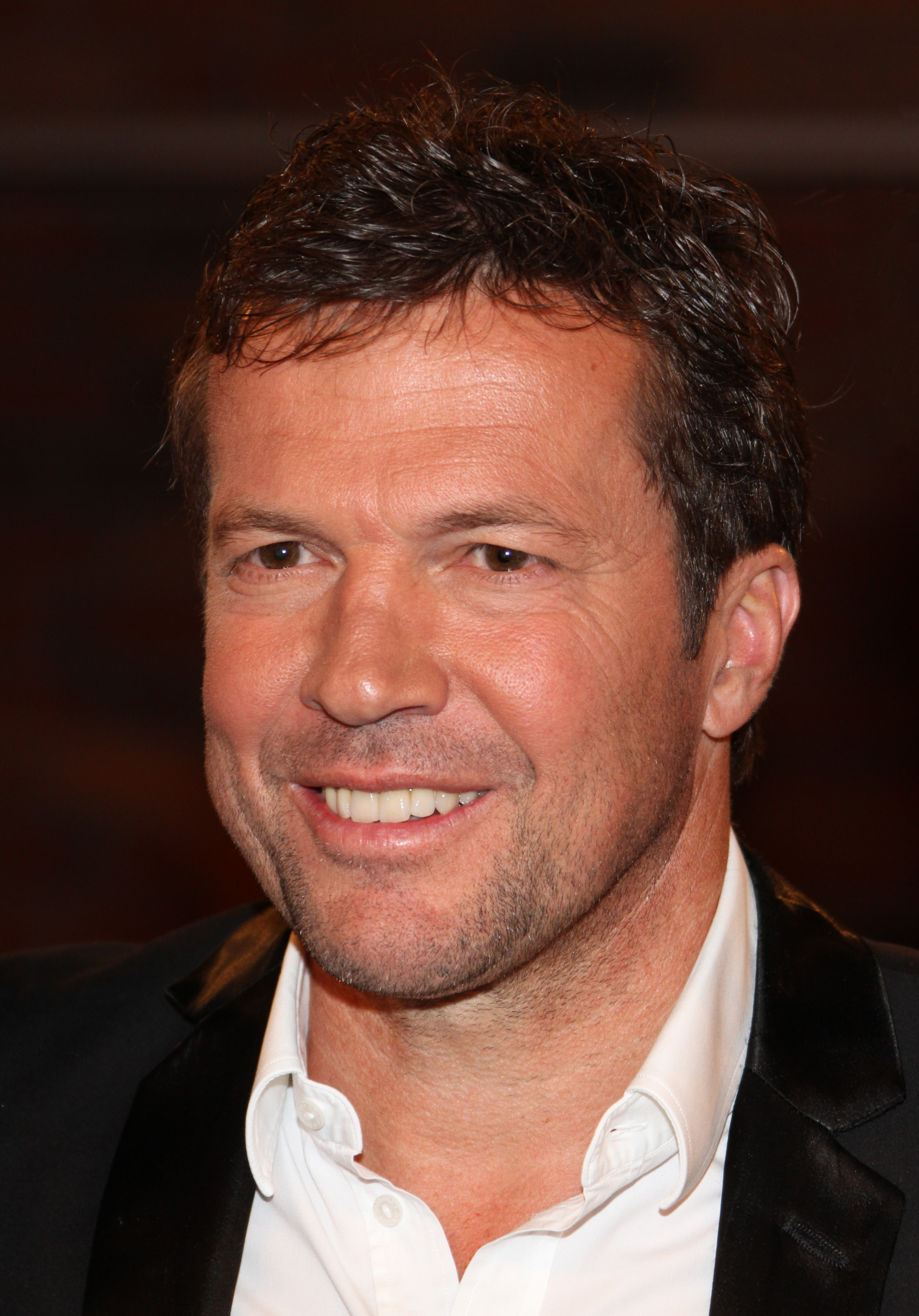
Lothar Matthäus

- 21. März: Lothar Matthäus, deutscher Fußballspieler
- 22. März: Ingolf Roßberg, Oberbürgermeister von Dresden
- 23. März: Eivind Aarset, norwegischer Jazz-Gitarrist und Komponist
- 23. März: Andino, deutscher Zauberkünstler
- 23. März: Petra Selg, deutsche Politikerin
- 23. März: Steve Holmes, rumänisch-deutscher Pornodarsteller
- 23. März: Tomás Saldaña, spanischer Automobilrennfahrer
- 24. März: Nina Hoger, deutsche Schauspielerin
- 24. März: Jörg Baberowski, deutscher Historiker
- 25. März: Kazuhiko Aoki, japanischer Politiker
- 25. März: Joachim Müller, deutscher Fußballspieler
- 25. März: Kazuhito Yamashita, japanischer Konzertgitarrist
- 26. März: Susanne Daubner, deutsche Nachrichtensprecherin
- 26. März: Martina Uhr, deutsche Politikerin
- 27. März: Giesbert Damaschke, deutscher Germanist und Publizist
- 27. März: Bettina Klix, deutsche Schriftstellerin
- 27. März: Takahiro Matsumoto, japanischer Gitarrist, Songschreiber und Komponist
- 27. März: Tony Rominger, Schweizer Radrennfahrer
- 28. März: Orla Brady, irische Schauspielerin
- 28. März: Barbara Wussow, österreichische Fernsehschauspielerin
- 29. März: Matt Letley, britischer Schlagzeuger
- 29. März: Michael Winterbottom, britischer Filmregisseur
- 30. März: Kosayodhin Apirak, thailändischer Manager und Politiker
- 30. März: Jóhann Ásmundsson, isländischer Musiker
- 30. März: Carsten Meyer-Heder, deutscher Politiker (CDU)
- 30. März: Mike Thackwell, neuseeländischer Automobilrennfahrer
- 31. März: Jessica Kosmalla, deutsche Schauspielerin

### April
- 01. April: Regine Mösenlechner, deutsche Skirennläuferin
- 01. April: Marco Di Piazza, italienischer Künstler
- 02. April: Karina Thayenthal, deutsche Schauspielerin

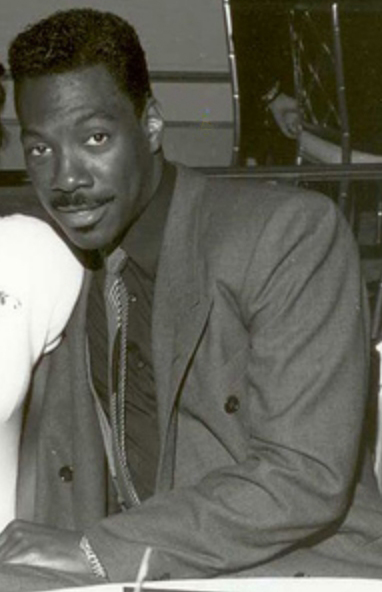
Eddie Murphy, 1988

- 03. April: Angelo d’Arrigo, italienischer Gleitschirm- und Hängegleiterpilot († 2006)
- 03. April: Elizabeth Gracen, US-amerikanische Schauspielerin
- 03. April: Eddie Murphy, US-amerikanischer Schauspieler und Komiker
- 03. April: Bastienne Schmidt, deutsche Fotografin
- 04. April: Klaus Hentschel, deutscher Physiker und Wissenschaftshistoriker
- 04. April: Markus Löw, deutscher Fußballspieler
- 04. April: Erika Strobl, österreichische Gitarristin
- 05. April: Andrea Arnold, britische Regisseurin und Schauspielerin
- 05. April: Michael Biegler, deutscher Handballtrainer
- 07. April: Luigi De Agostini, italienischer Fußballspieler
- 07. April: Satoshi Hoshino, japanischer Unternehmer und Automobilrennfahrer
- 07. April: Marco Rima, Schweizer Schauspieler und Kabarettist
- 07. April: Daniela Santanchè, italienische Politikerin
- 07. April: Athanasius Schneider, kasachisch-deutscher Ordenspriester und Weihbischof
- 08. April: Hermann-Josef Scharf, deutscher Politiker
- 08. April: Ulf Montanus, deutscher Schauspieler, Moderator und Politiker
- 09. April: Jean Aussanaire, französischer Jazzmusiker († 2017)
- 09. April: Robert Zoller, österreichischer Skirennläufer
- 10. April: Heinrich Steinfest, österreichischer Krimiautor
- 11. April: Laurent Cantet, französischer Regisseur, Drehbuchautor und Kameramann († 2024)
- 12. April: Lisa Gerrard, australische Musikerin und Sängerin
- 12. April: Christophe Rousset, französischer Cembalist und Dirigent
- 12. April: Axel Wöstmann, deutscher Jurist und Ruderer
- 13. April: Georg Bätzing, Bischof von Limburg, Vorsitzender der Deutschen Bischofskonferenz
- 13. April: Uwe Hübner, deutscher Radio- und Fernsehmoderator

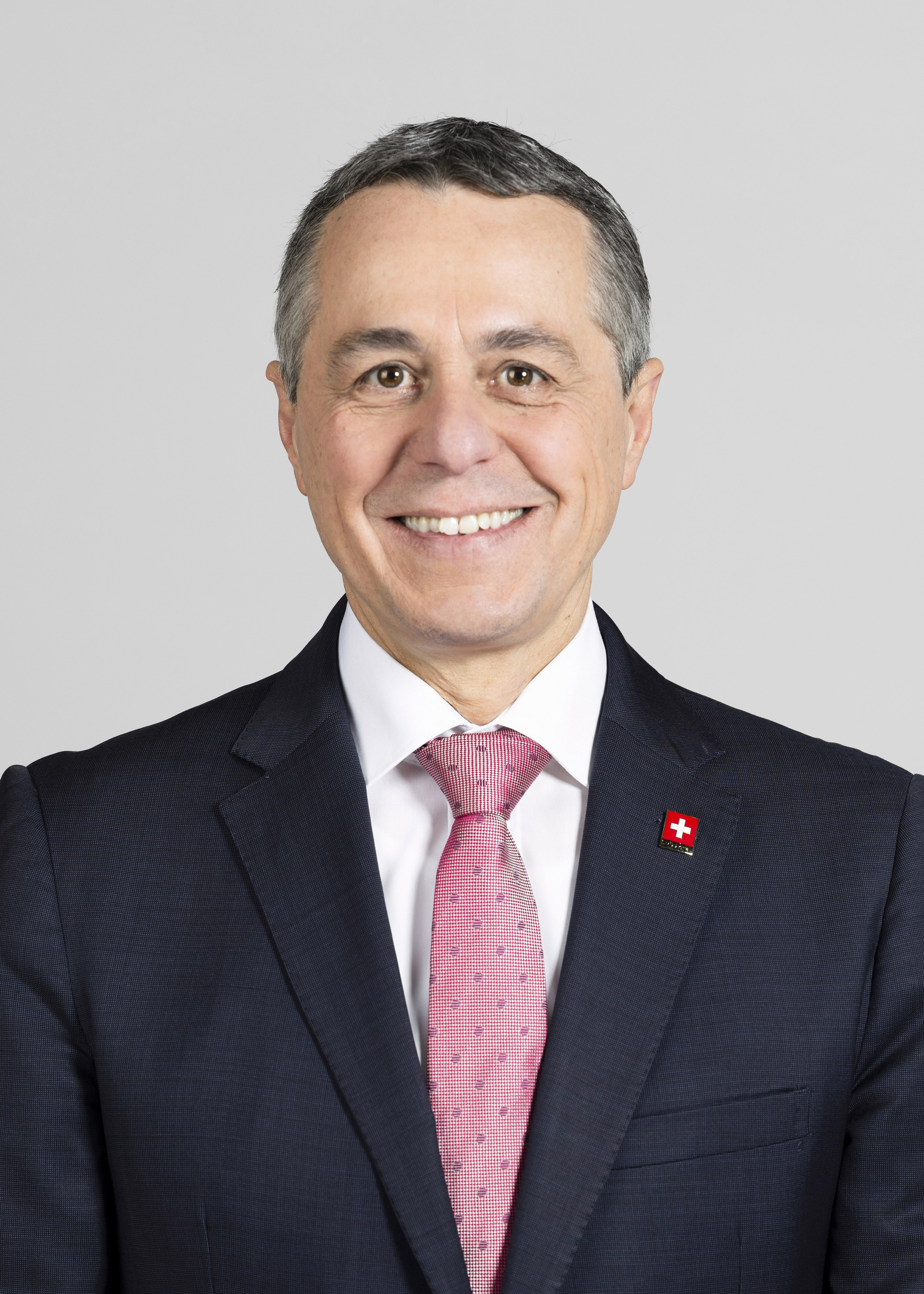
Ignazio Cassis, 2024

- Ignazio Cassis, 202413. April: Ignazio Cassis, schweizerischer Politiker und Vorsteher des Eidgenössischen Departementes für auswärtige Angelegenheiten

- 14. April: Regina Asendorf, deutsche Politikerin
- 14. April: Robert Carlyle, schottischer Schauspieler
- 14. April: Maximilian Heim, deutsch-österreichischer Priestermönch und Abt des Zisterzienserstiftes Heiligenkreuz
- 15. April: José Anigo, französischer Fußballspieler, -trainer und -funktionär
- 15. April: Luca Barbarossa, italienischer Sänger
- 15. April: Aldo Bertuzzi, italienischer Automobilrennfahrer
- 15. April: Michael Paul, deutscher HandballspielerRobert Carlyle (2014)

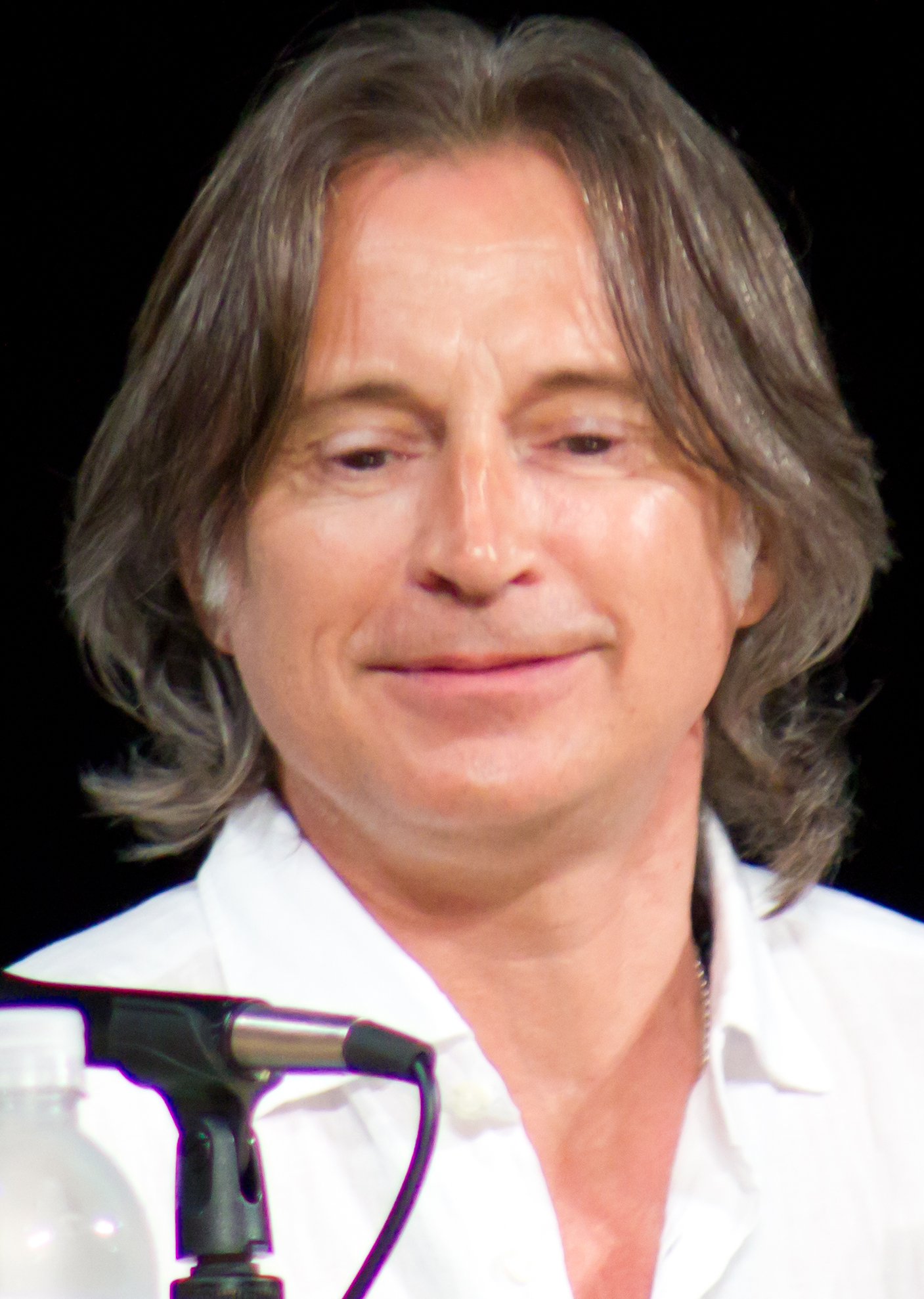
Robert Carlyle (2014)

- 15. April: Kerstin Walther, deutsche Leichtathletin
- 17. April: Geet Sethi, indischer Billardspieler und Weltmeister
- 18. April: Franco Cesarini, Schweizer Komponist und Dirigent
- 19. April: Kirsten Emmelmann, deutsche Leichtathletin
- 19. April: David Klein, Schweizer Musiker und Komponist
- 19. April: Baldassarre Monti, italienischer Motorradrennfahrer († 2008)
- 19. April: Bernd Stelter, deutscher Comedian, Moderator, Schauspieler, Karnevalist
- 20. April: Paolo Barilla, italienischer Automobilrennfahrer
- 22. April: Flemming Hansen, dänischer Handballspieler
- 22. April: Jeff Hostetler, US-amerikanischer American-Football-Spieler
- 23. April: Ralf Agolli, deutscher Fußballtrainer

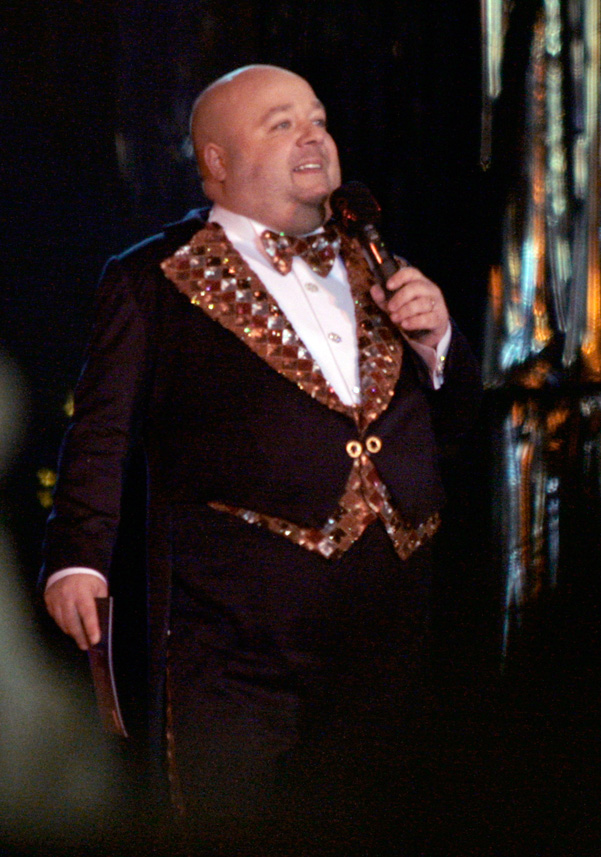
Dirk Bach, 2009

- 23. April: Dirk Bach, deutscher Schauspieler, Moderator und Comedian († 2012)
- 23. April: Chris Kneifel, US-amerikanischer Automobilrennfahrer und Motorsportfunktionär
- 23. April: Frank Lippmann, deutscher Fußballspieler
- 23. April: Pierluigi Martini, italienischer Automobilrennfahrer
- 24. April: Wolfgang Dienelt, deutscher Fußballspieler
- 25. April: Carl Allen, US-amerikanischer Jazzmusiker
- 25. April: Agneta Andersson, schwedische Kanutin, Olympiasiegerin und Weltmeisterin († 2023)
- 25. April: Markus Büchel, Liechtensteiner Sprinter
- 25. April: Frank De Winne, belgischer Astronaut
- 25. April: Ralf Forster, deutscher Fußballspieler († 2020)
- 25. April: Truls Mørk, norwegischer Cellist
- 25. April: Sonja Ohlenschläger, deutsche Kunst- und Kulturhistorikerin († 2020)
- 25. April: Wladimir Sachnow, sowjetischer Skilangläufer
- 25. April: Christopher Wlezien, US-amerikanischer Politikwissenschaftler
- 26. April: Leif Andersson, schwedischer Biathlet
- 26. April: Joan Chen, chinesisch-US-amerikanische Schauspielerin und Regisseurin
- 26. April: Mike Francis, italienischer Sänger und Komponist († 2009)
- 27. April: Karl Alpiger, Schweizer Skirennläufer
- 27. April: Moana Pozzi, italienische Schauspielerin († 1994)
- 27. April: Mónica Regonesi, chilenische Mittel- und Langstreckenläuferin
- 28. April: Julia Jones, britische Dirigentin
- 28. April: Anna Oxa, italienische Sängerin
- 29. April: Kévork Assadourian, syrischer Geistlicher
- 29. April: Heinrich Prinz von Hannover, deutscher Historiker und Verleger
- 29. April: Pål Gunnar Mikkelsplass, norwegischer Skilangläufer
- 29. April: Michael Roll, deutscher Schauspieler
- 30. April: Arnór Guðjohnsen, isländischer Fußballspieler
- 30. April: Isiah Thomas, US-amerikanischer Basketballspieler
- 30. April: Franky Van Der Elst, belgischer Fußballspieler
- 30. April: Eric Van Lancker, belgischer Radrennfahrer

### Mai
- 01. Mai: Jan van Aken, deutscher Aktivist und Politiker
- 01. Mai: Clint Malarchuk, kanadischer Eishockeyspieler
- 01. Mai: Antonio Putignano, italienisch-deutscher Schauspieler
- 02. Mai: Andrea Amann, österreichische Freestyle-Skierin und Gleitschirmpilotin
- 02. Mai: Lutz Budraß, deutscher Historiker
- 02. Mai: Stephen Daldry, Theater- und Filmregisseur
- 03. Mai: Leyla Zana, kurdische Politikerin und Menschenrechtsaktivistin
- 04. Mai: Luis Herrera, kolumbianischer Radrennfahrer
- 05. Mai: Russ Adam, kanadischer Eishockeyspieler und -trainer
- 05. Mai: Martin Brudermüller, deutscher Chemiker und Manager
- 05. Mai: Sabine Reger, deutsche ehrenamtliche Verfassungsrichterin († 2024)
- 05. Mai: Beat Schlatter, Schweizer Kabarettist, Schauspieler und Drehbuchautor
- 05. Mai: Tobias Seyb, deutscher Musiker
- 05. Mai: Andreas Wittmann, deutscher Oboist

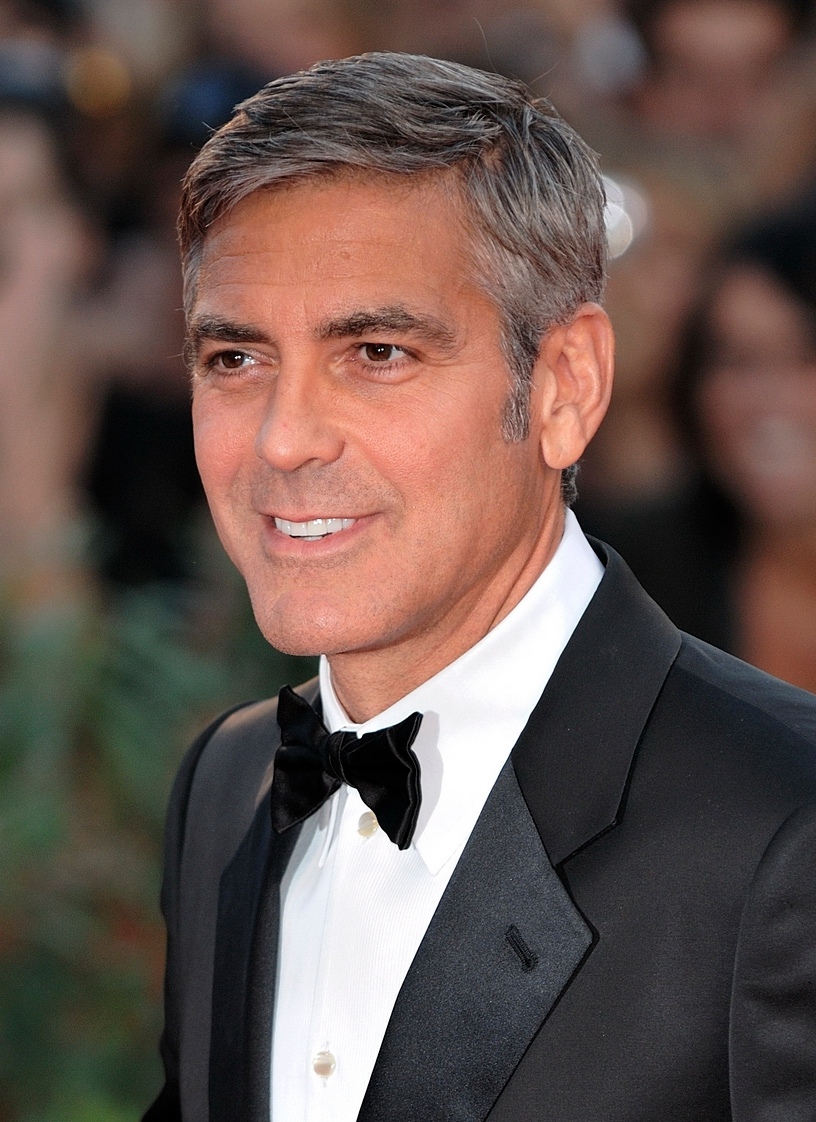
George Clooney, 2009

- 06. Mai: George Clooney, US-amerikanischer Schauspieler, Drehbuchautor, Produzent und Regisseur
- 07. Mai: Hans-Peter Bartels, deutscher Politiker
- 07. Mai: Phil Campbell, britischer Gitarrist und Musiker
- 07. Mai: Robert Spano, US-amerikanischer Dirigent, Pianist und Komponist
- 07. Mai: Mihaela Stănculescu-Vosganian, rumänische Komponistin
- 08. Mai: Frank-Lorenz Engel, deutscher Schauspieler
- 09. Mai: John Corbett, US-amerikanischer Schauspieler
- 10. Mai: Béatrice Abgrall, französische Tischtennisspielerin
- 10. Mai: Henry Arnold, deutscher Schauspieler, Musiker und Regisseur
- 10. Mai: Danny Carey, US-amerikanischer Schlagzeuger
- 10. Mai: Roberto Cotroneo, italienischer Schriftsteller und Publizist
- 10. Mai: Johanna ter Steege, niederländische Schauspielerin
- 11. Mai: Christiane Arp, deutsche Journalistin
- 12. Mai: Andreas Cichowicz, deutscher Journalist und Fernsehmoderator
- 12. Mai: Thomas Dooley, US-amerikanischer Fußballspieler
- 12. Mai: Billy Duffy, britischer Gitarrist
- 12. Mai: Christian Hellmann, deutscher Journalist
- 12. Mai: Lar Park-Lincoln, US-amerikanische Schauspielerin († 2025)
- 13. Mai: Ásta Breiðfjörð Gunnlaugsdóttir, isländische Fußballspielerin
- 13. Mai: Dennis Rodman, US-amerikanischer Basketballer, NBA-Spieler
- 13. Mai: Yutaka Sado, japanischer Dirigent

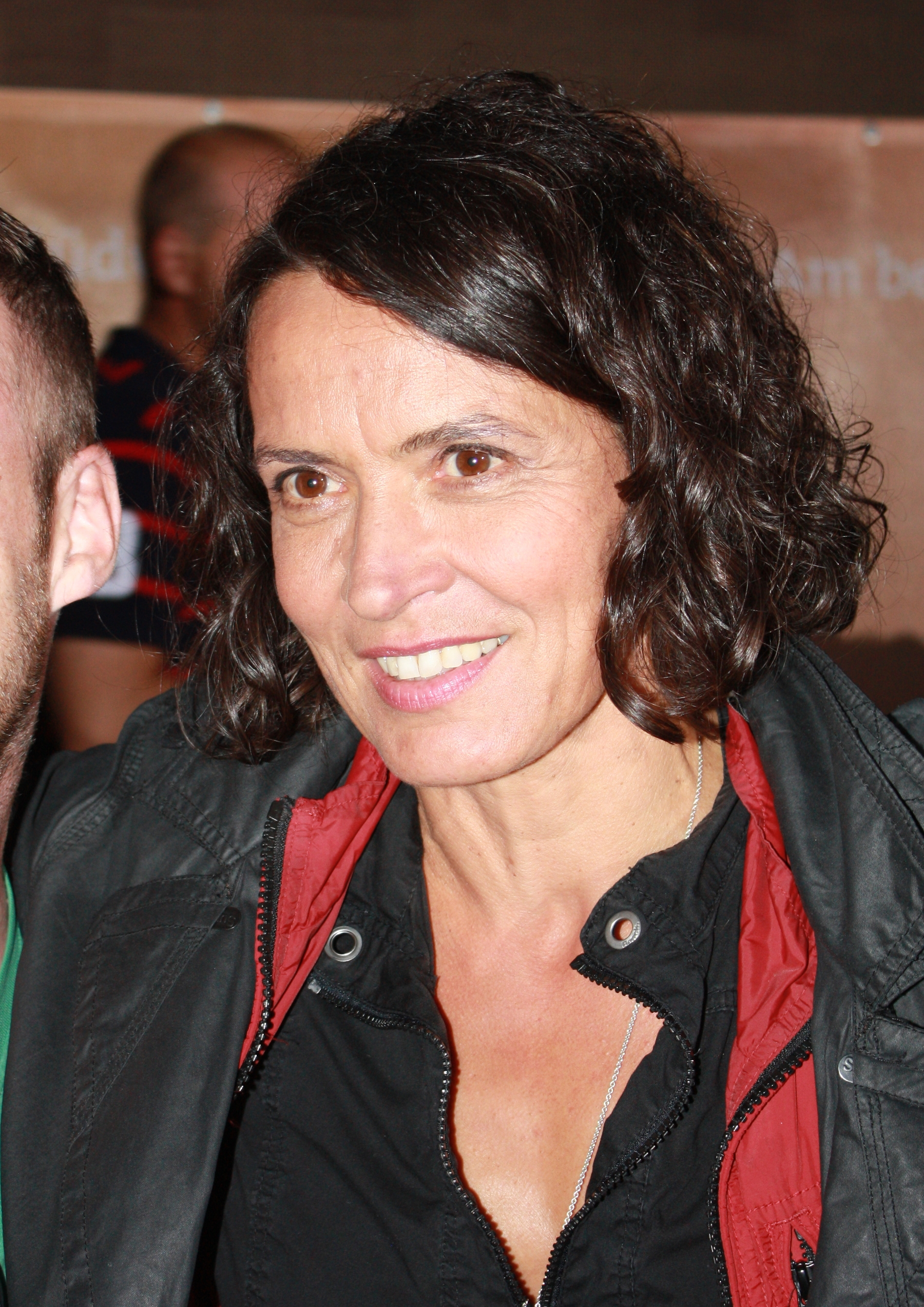
Ulrike Folkerts, 2013

- 14. Mai: Ulrike Folkerts, deutsche Schauspielerin
- 14. Mai: Gunther Hirschfelder, deutscher Kulturanthropologe und Volkskundler

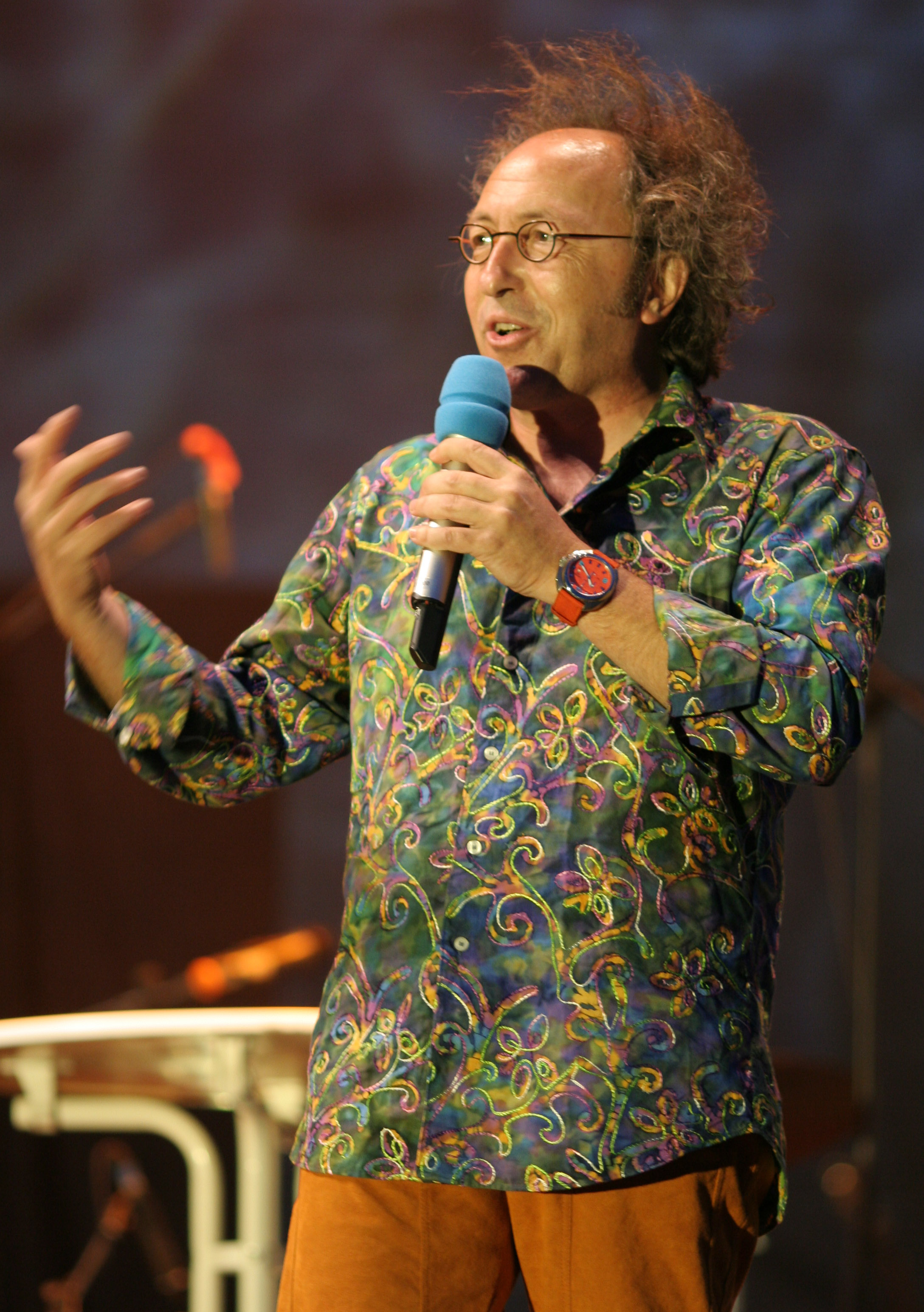
Urban Priol, 2007

- 14. Mai: Urban Priol, deutscher Kabarettist, Schriftsteller sowie Radio- und Fernseh-Moderator
- 14. Mai: Tim Roth, englischer Schauspieler
- 14. Mai: Jean Leloup, frankokanadischer Musiker
- 15. Mai: Katrin Cartlidge, britische Schauspielerin († 2002)
- 15. Mai: Melle Mel, US-amerikanischer Hip-Hop-Musiker
- 15. Mai: Salomon Eheth, kamerunischer Diplomat
- 16. Mai: Gerhard Papke, deutscher Politiker
- 16. Mai: Rusiate Rogoyawa, fidschianischer Skilangläufer
- 16. Mai: Solveig Dommartin, französische Schauspielerin († 2007)
- 17. Mai: Enya, irische Musikerin und Sängerin
- 17. Mai: João Paulo Esteves da Silva, portugiesischer Jazzpianist und -Komponist
- 17. Mai: Ulrich Voderholzer, deutscher Psychiater und Buchautor
- 18. Mai: Ully Arndt, deutscher Comiczeichner und Illustrator
- 18. Mai: Kerstin Jüttemann, deutsche Juristin († 2023)
- 19. Mai: Andrzej Andrzejewski, polnischer Brigadegeneral († 2008)
- 19. Mai: Firdaus Kabirow, russischer Marathonrallyefahrer
- 20. Mai: Nick Heyward, englischer Musiker
- 20. Mai: Vaughn Jefferis, neuseeländischer Vielseitigkeitsreiter
- 20. Mai: Nasser Zahedi, deutscher Arzt und Künstler persischer Herkunft
- 21. Mai: Ewald Stadler, österreichischer Politiker
- 21. Mai: Vida Vencienė, sowjetisch-litauische Skilangläuferin
- 22. Mai: Edgar Mann, deutscher Komponist und Pianist
- 23. Mai: Daniele Massaro, italienischer Fußballspieler
- 24. Mai: Shō Aikawa, japanischer Schauspieler
- 24. Mai: Aivars Aksenoks, lettischer Politiker
- 24. Mai: Abdulla Aripov, usbekischer Politiker
- 24. Mai: Friedrich Küppersbusch, deutscher Journalist und Fernsehproduzent
- 24. Mai: Maria Rosa Quario, italienische Skirennläuferin
- 24. Mai: Jarmo Savolainen, finnischer Jazzpianist und -komponist († 2009)
- 24. Mai: Yūichi Shinpo, japanischer Schriftsteller
- 24. Mai: Johannes Zweytick, österreichischer Winzer und Politiker
- 25. Mai: Zafer Şenocak, deutschtürkischer Schriftsteller
- 26. Mai: Matthias Ahrens, deutscher Skilangläufer, Biathlet und Biathlontrainer
- 26. Mai: Juris Tone, lettischer Bobfahrer und Leichtathlet
- 27. Mai: Peri Gilpin, US-amerikanische Schauspielerin
- 27. Mai: Pierre-Henri Raphanel, französischer Automobilrennfahrer
- 28. Mai: Ömer Asan, türkischer Volkskundler, Fotograf und Autor
- 29. Mai: Thomas Bucheli, Schweizer Meteorologe und Fernsehmoderator
- 29. Mai: Kerstin Hensel, deutsche Schriftstellerin

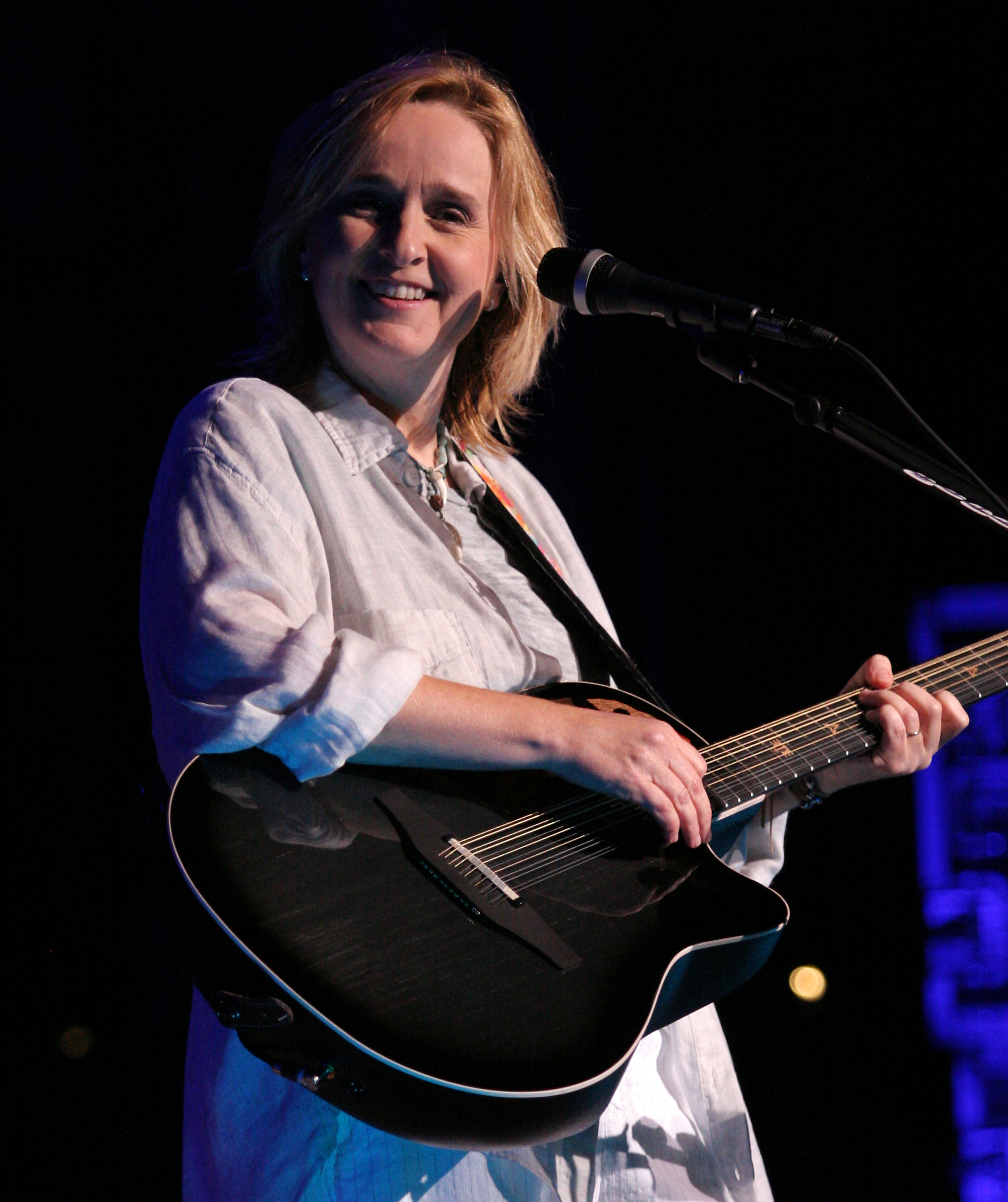
Melissa Etheridge, 2008

- 29. Mai: Melissa Etheridge, US-amerikanische Sängerin und Rockmusikerin
- 30. Mai: Sabine Vitua, deutsche Schauspielerin
- 31. Mai: Lea Thompson, US-amerikanische Schauspielerin

### Juni
- 01. Juni: Gabi Zange, deutsche Eisschnellläuferin
- 01. Juni: Klaus Peter Berger, deutscher Rechtswissenschaftler
- 01. Juni: Paul Coffey, kanadischer Eishockeyspieler
- 01. Juni: Sophie Rois, österreichische Schauspielerin und Sängerin
- 01. Juni: Werner Günthör, Schweizer Leichtathlet
- 02. Juni: Manfred Ahne, deutscher Eishockeyspieler
- 03. Juni: Norbert Gstrein, österreichischer Schriftsteller
- 03. Juni: Lawrence Lessig, US-amerikanischer Rechtswissenschaftsprofessor, Creative-Commons-Erfinder
- 03. Juni: Beat Züger, Schweizer Schachspieler († 2023)
- 04. Juni: Rainer Castor, deutscher Science-Fiction-Autor († 2015)
- 04. Juni: Ferenc Gyurcsány, ungarischer Geschäftsmann, Politiker und Ministerpräsident
- 05. Juni: Anke Behmer, deutsche Leichtathletin
- 05. Juni: Aldo Costa, italienischer Rennwagenkonstrukteur
- 05. Juni: Ramesh Krishnan, indischer Tennisspieler
- 05. Juni: Mary Kay Bergman, US-amerikanische Synchronsprecherin († 1999)
- 06. Juni: Gary Schwindt, deutsch-kanadischer Eishockeyspieler
- 06. Juni: Gary Thomas, US-amerikanischer Jazzmusiker
- 06. Juni: Wolfgang Trautwein, deutscher Sportschütze
- 06. Juni: Tom Araya, Bassist und Sänger der Band Slayer
- 07. Juni: Wylie Gustafson, US-amerikanischer Country und Western-Musiker
- 08. Juni: Kurt Artner, österreichischer Sportschütze († 2005)
- 08. Juni: Janina Hartwig, deutsche Schauspielerin
- 08. Juni: Frauke Poolman, deutsch-niederländische Schauspielerin
- 08. Juni: Earl Strickland, US-amerikanischer Poolbillard-Spieler
- 09. Juni: Lisa del Bo, belgische Sängerin
- 09. Juni: Ragnhild Bratberg, norwegische Orientierungssportlerin und Skilangläuferin

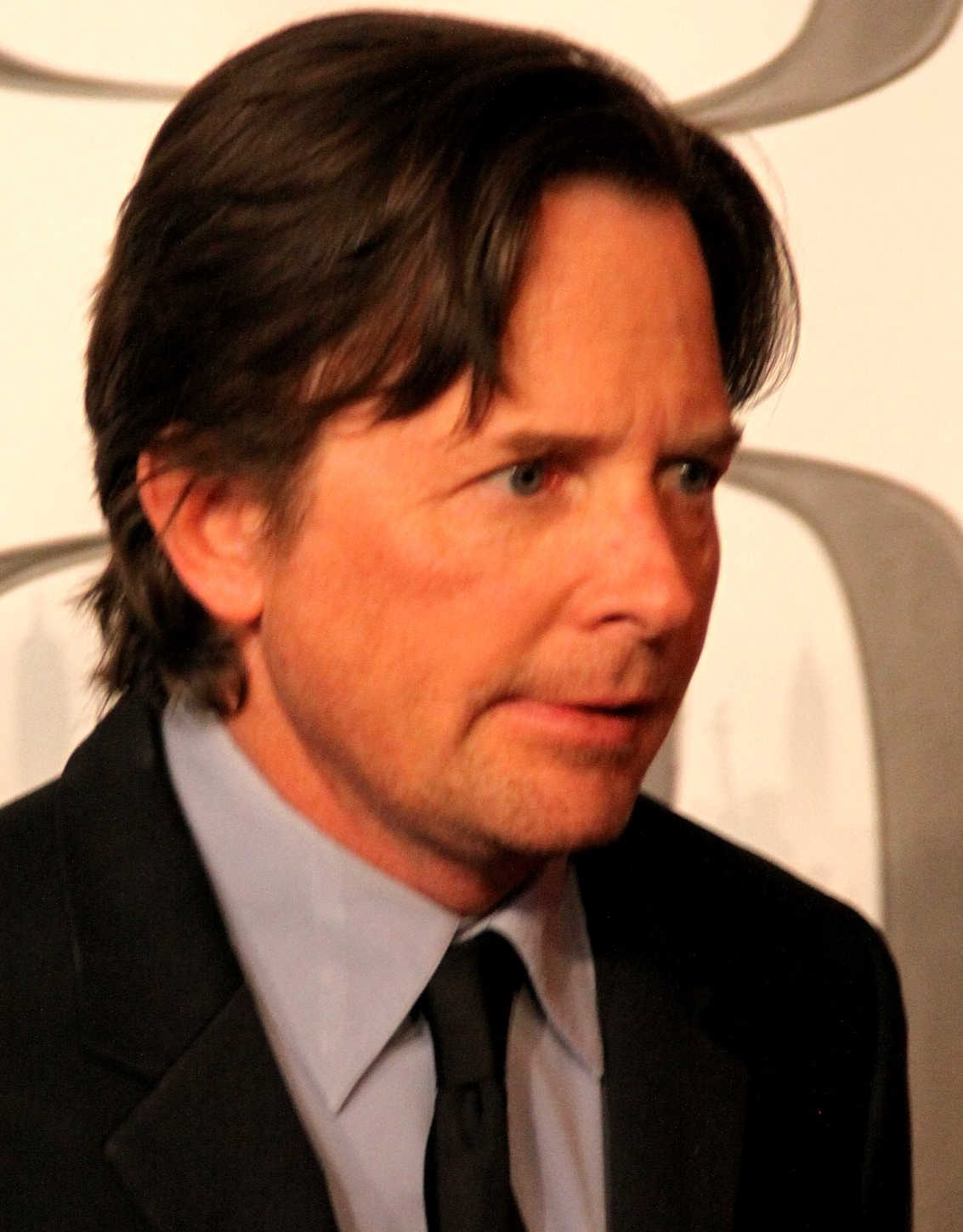
Michael J. Fox, 2011

- 09. Juni: Michael J. Fox, kanadischer Regisseur und Filmschauspieler
- 09. Juni: Pascal Gibon, französischer Automobilrennfahrer und Unternehmer
- 09. Juni: Michael Meister, deutscher Politiker und MdB
- 10. Juni: Kim Deal, US-amerikanische Musikerin
- 10. Juni: Dietrich Hahne, deutscher Komponist und Medienkünstler
- 10. Juni: Ingo Reidl, deutscher Komponist und Produzent

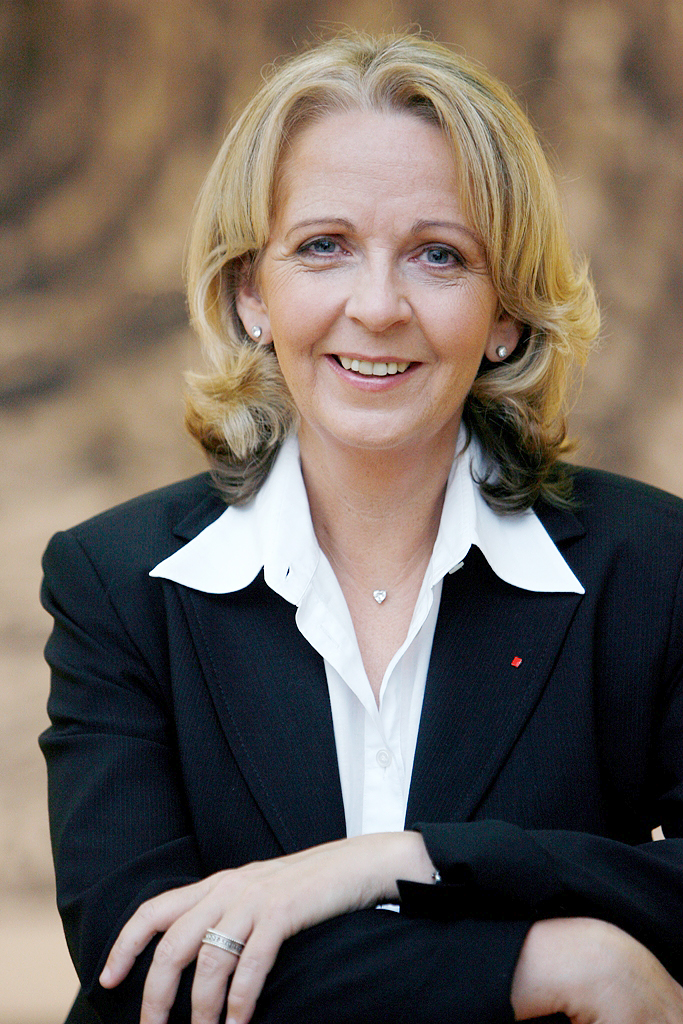
Hannelore Kraft

- 12. Juni: Gary Athans, kanadischer alpiner Skirennläufer
- 12. Juni: Gerhard Jilka, deutscher Schauspieler, Theaterregisseur und Synchronsprecher
- 12. Juni: Hannelore Kraft, deutsche Politikerin
- 12. Juni: Johan van der Linden, niederländischer Saxophonist, Arrangeur und Komponist

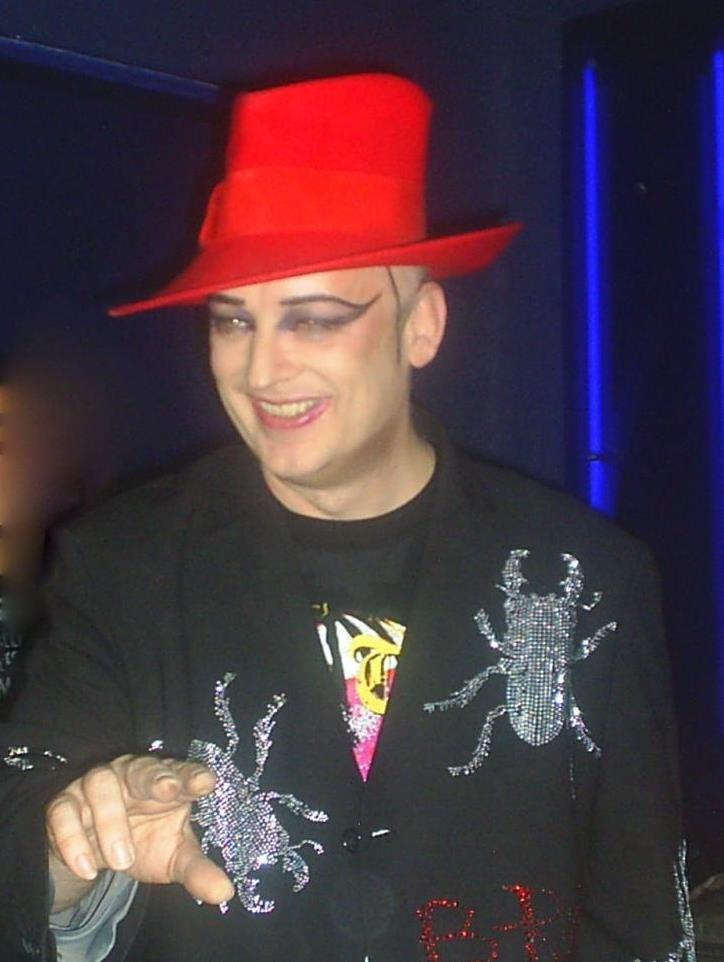
Boy George, 2007

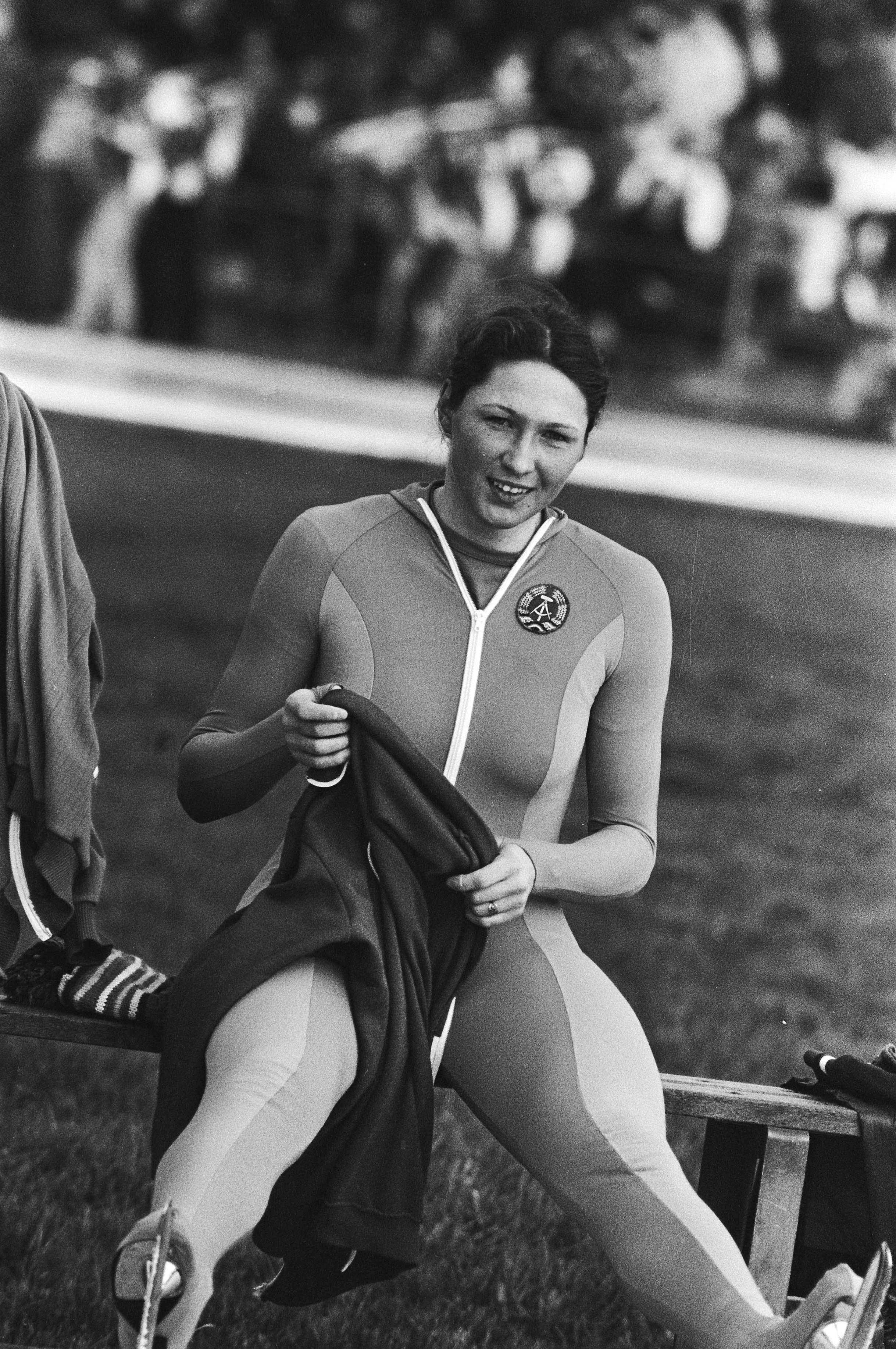
Karin Enke

- 13. Juni: Doris Appel, österreichische Journalistin und Fernsehmoderatorin
- 14. Juni: Boy George, britischer Sänger
- 14. Juni: Anna Matscher, Südtiroler Köchin († 2025)
- 14. Juni: Dirk Schlegel, deutscher Fußballspieler
- 15. Juni: René Arredondo, mexikanischer Boxer
- 15. Juni: Halvor Asphol, norwegischer Skispringer
- 15. Juni: Angá Díaz, kubanischer Perkussionist († 2006)
- 15. Juni: Kai Eckhardt, deutscher Jazz- und Fusionmusiker
- 16. Juni: Robert Schneider, österreichischer Schriftsteller
- 17. Juni: Denis Lavant, französischer Schauspieler
- 17. Juni: Luca Marmorini, italienischer Motortechniker
- 17. Juni: Muslimgauze, englischer Musiker († 1999)
- 17. Juni: Heike Trinker, deutsche Schauspielerin
- 18. Juni: Jörg Löhr, deutscher Handballspieler und Wirtschaftsberater
- 18. Juni: Alison Moyet, britische Sängerin
- 18. Juni: Randy Spears, amerikanischer Pornodarsteller
- 19. Juni: Bidhya Devi Bhandari, Präsidentin von Nepal
- 20. Juni: Belkis Concepción, dominikanische Sängerin
- 20. Juni: Karin Enke, deutsche Eisschnellläuferin
- 21. Juni: Manu Chao, französischer Sänger und Gitarrist baskisch-galicischer Abstammung
- 21. Juni: Per Christiansson, schwedischer Radrennfahrer († 2023)
- 21. Juni: Sissel Tolaas, norwegische Künstlerin und Professorin
- 21. Juni: Felix Vörtler, deutscher Schauspieler
- 21. Juni: Joko Widodo, indonesischer Unternehmer und Politiker, Staatspräsident
- 22. Juni: Jürgen Angelow, deutscher Historiker und Schriftsteller
- 22. Juni: Lance J. Dixon, US-amerikanischer theoretischer Teilchenphysiker
- 22. Juni: Patrice Lafargue, französischer Automobilrennfahrer und Unternehmer

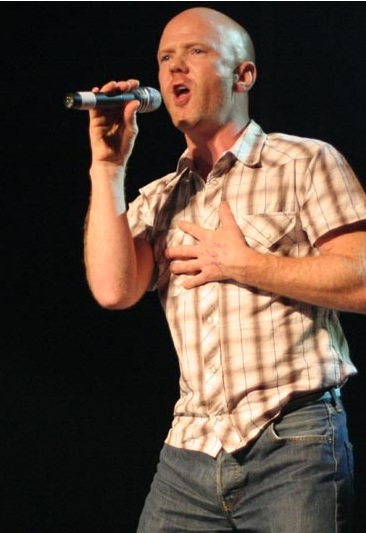
Jimmy Somerville, 2006

- 22. Juni: Jimmy Somerville, britischer Musiker
- 23. Juni: Rui Abreu, portugiesischer Schwimmer († 1982)
- 23. Juni: Mark Armstrong, britischer Springreiter
- 23. Juni: David Leavitt, US-amerikanischer Schriftsteller
- 23. Juni: Andrea Borella, italienischer Fechter und Olympiasieger
- 24. Juni: Susanne Beyer, deutsche Leichtathletin
- 24. Juni: Marvin O. Smith Junior, US-amerikanischer Jazzschlagzeuger
- 25. Juni: Timur Bekmambetow, russischer Filmproduzent
- 25. Juni: Ricky Gervais, britischer Comedian, Radiomoderator und Schauspieler
- 26. Juni, Peter von Haller, deutscher Kameramann
- 26. Juni: Greg LeMond, US-amerikanischer Radrennfahrer
- 27. Juni: André Ahrlé, deutscher Unternehmer und Automobilrennfahrer
- 27. Juni: Jackson Guice, US-amerikanischer Comiczeichner († 2025)
- 28. Juni: Irina Wanka, deutsch-österreichische Schauspielerin und Synchronsprecherin
- 29. Juni: Meredith Gardner, kanadische Freestyle-Skierin
- 29. Juni: Greg Hetson, US-amerikanischer Gitarrist
- 29. Juni: Sharon Lawrence, US-amerikanische Schauspielerin
- 29. Juni: Jörg Meuthen, deutscher Wirtschaftswissenschaftler und Politiker
- 30. Juni: Undine Bremer, deutsche Leichtathletin
- 30. Juni: Christian Wewerka, deutscher Schauspieler und Sprecher

### Juli
- 01. Juli: Vito Bratta, US-amerikanischer Musiker
- 01. Juli: Rolf Kasparek, deutscher Musiker
- 01. Juli: Fredy Schmidtke, deutscher Bahnradsportler und Olympiasieger († 2017)

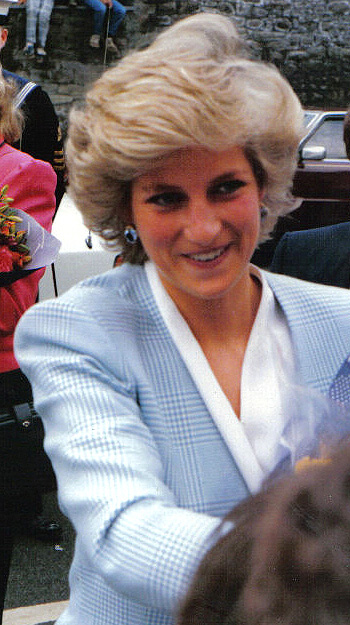
Diana Spencer

- 01. Juli: Diana von Wales, Ehefrau des englischen Thronfolgers Charles († 1997)

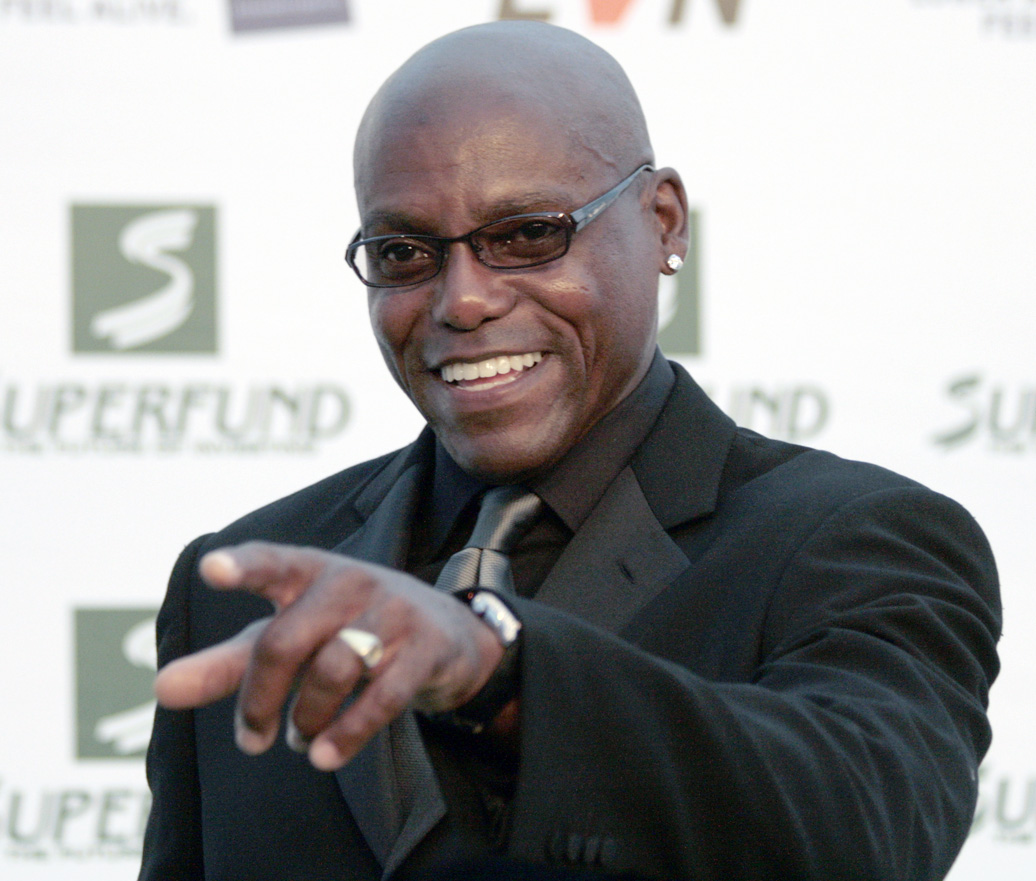
Carl Lewis

- 01. Juli: Carl Lewis, US-amerikanischer Leichtathlet, Olympiasieger
- 02. Juli: Jürgen Aring, deutscher Geograph und Stadtplaner
- 04. Juli: Christoph Augsten, deutscher Eishockeyspieler
- 04. Juli: Wolf Bachofner, österreichischer Schauspieler
- 04. Juli: Richard Garriott, Computerspiel-Entwickler

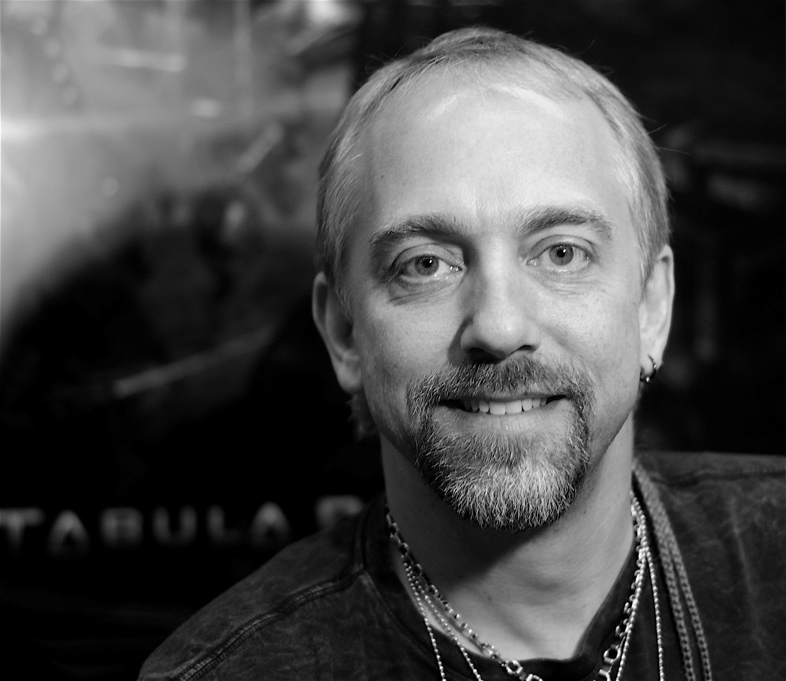
Richard Garriott, 2006

- 05. Juli: Mikaël Antoine Mouradian, armenischer Bischof in New York
- 05. Juli: Andreas Müller, deutscher Jugendrichter
- 06. Juli: Robin Antin, US-amerikanische Choreographin, Videoregisseurin und Schauspielerin
- 06. Juli: Benita Fitzgerald-Brown, US-amerikanische Leichtathletin und Olympiasiegerin
- 06. Juli: Robert Heaton, britischer Schlagzeuger († 2004)
- 06. Juli: Lionginas Virbalas, litauischer Erzbischof
- 07. Juli: Eckhard Preuß, deutscher Schauspieler
- 08. Juli: Toby Keith, US-amerikanischer Country-Sänger († 2024)
- 08. Juli: Andrew Fletcher, britischer Musiker († 2022)
- 09. Juli: Martin Halm, deutscher Schauspieler und Sprecher
- 10. Juli: Ulla Kock am Brink, deutsche Fernsehmoderatorin
- 12. Juli: Espen Andersen, norwegischer Nordischer Kombinierer
- 12. Juli: Torsten Müller, deutscher Agrarwissenschaftler
- 13. Juli: Anders Järryd, schwedischer Tennisspieler
- 14. Juli: Jackie Earle Haley, US-amerikanischer Schauspieler
- 15. Juli: Christoph Matschie, deutscher Politiker
- 15. Juli: Jean-Christophe Grangé, französischer Schriftsteller
- 15. Juli: Forest Whitaker, US-amerikanischer Schauspieler, Produzent und Regisseur
- 16. Juli: Paulus Hochgatterer, österreichischer Schriftsteller und Psychoanalytiker
- 17. Juli: Guru, US-amerikanischer Rapper († 2010)
- 17. Juli: Zbigniew Zamachowski, polnischer Schauspieler
- 18. Juli: Katja Alves, Schweizer Schriftstellerin
- 18. Juli: Conny Kissling, Schweizer Freestyle-Skierin
- 18. Juli: Elizabeth McGovern, US-amerikanische Schauspielerin
- 18. Juli: Pasi Rautiainen, finnischer Fußballspieler
- 19. Juli: Ralf Göbel, deutscher Politiker und MdB
- 19. Juli: Ursula Heller, deutsche Fernsehjournalistin
- 19. Juli: Niall Mackenzie, britischer Motorradrennfahrer
- 19. Juli: Stefan Pfeistlinger, österreichischer Theatermacher
- 19. Juli: Alexander Blume, deutscher Blues- und Boogie-Pianist
- 20. Juli: Michael Beckmann, deutscher Filmkomponist und Musiker
- 20. Juli: Ria Visser, niederländische Eisschnellläuferin
- 20. Juli: Jürgen Wolf, deutscher Organist und Dirigent
- 21. Juli: Petra Kalkutschke, deutsche Schauspielerin
- 21. Juli: Jim Martin, US-amerikanischer Musiker
- 22. Juli: Ibo Bekirovic, deutscher Sänger († 2000)
- 22. Juli: Ueli Schmezer, Schweizer Journalist, Moderator und Musiker
- 22. Juli: Keith Sweat, US-amerikanischer R&B-Sänger
- 23. Juli: Alex Capus, Schweizer Schriftsteller
- 23. Juli: Eduardo Cofré, chilenischer Fußballspieler († 2025)
- 23. Juli: Martin Gore, britischer Musiker
- 23. Juli: Woody Harrelson, US-amerikanischer Schauspieler
- 25. Juli: Franz Engstler, deutscher Automobilrennfahrer
- 25. Juli: Herbert Föttinger, österreichischer Schauspieler und Theaterintendant
- 25. Juli: Katherine Kelly Lang, US-amerikanische Schauspielerin
- 26. Juli: Thierry Antinori, französischer Manager
- 26. Juli: Keiko Matsui, japanische Keyboarderin und Komponistin
- 26. Juli: Michael Trischan, deutscher Schauspieler
- 27. Juli: Jochen Malmsheimer, deutscher Kabarettist
- 27. Juli: Juri Schlünz, deutscher Fußballspieler
- 28. Juli: Yannick Dalmas, französischer Automobilrennfahrer
- 28. Juli: Cornelia Yzer, deutsche Politikerin
- 29. Juli: Frank Appel, deutscher Manager
- 30. Juli: Achdé, französischer Comic-Zeichner

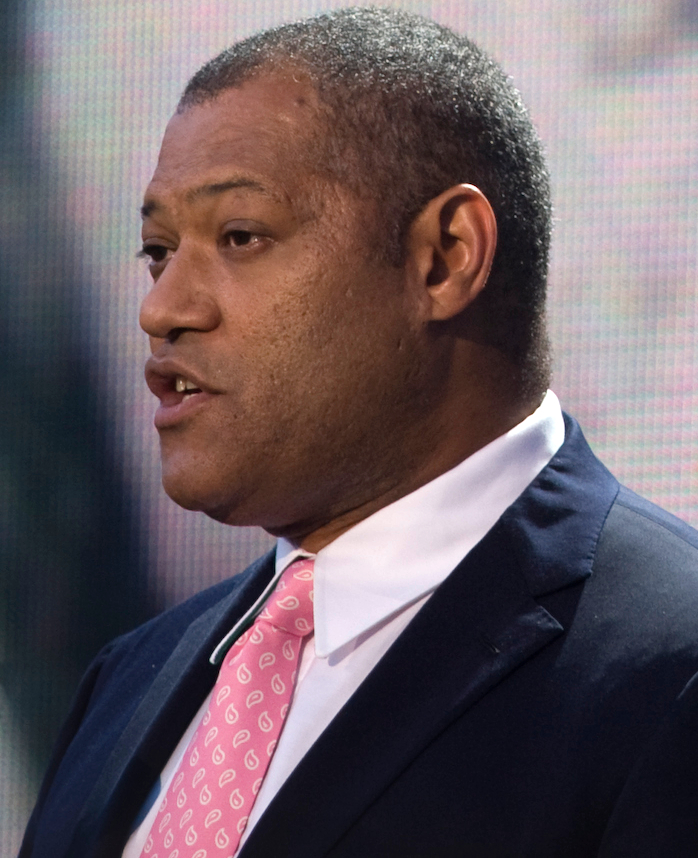
Laurence Fishburne

- 30. Juli: Laurence Fishburne, US-amerikanischer Schauspieler
- 31. Juli: Bettina Hradecsni, österreichisch-libanesische Nationalratsabgeordnete der Grünen
- 31. Juli: Karin Jäger, deutsche Skilangläuferin
- 31. Juli: Volker G. Schmitz, deutscher Fernsehmoderator
- 31. Juli: Isabel Varell, deutsche Sängerin, Schauspielerin und Fernsehmoderatorin

### August
- 01. August: Allen Berg, kanadischer Automobilrennfahrer
- 01. August: Danny Blind, niederländischer Fußballspieler
- 01. August: Roland Wille, liechtensteinischer Marathonläufer
- 02. August: David Binney, US-amerikanischer Jazzmusiker
- 02. August: Cui Jian, koreanisch-chinesischer Rockmusiker
- 02. August: Gustav Weder, Schweizer Bobfahrer
- 03. August: Uschi Zietsch, deutsche Fantasy- und Science-Fiction-Autorin
- 03. August: Jochen Feldmann, deutscher Physiker
- 04. August: Andreas Anter, deutscher Fußballspieler

Barack Obama

- 04. August: Barack Obama, US-amerikanischer Politiker, 44. Präsident der USA
- 04. August: Bart van Wees, niederländischer Physiker
- 05. August: Janet McTeer, britische Schauspielerin
- 05. August: Mark O’Connor, US-amerikanischer Geiger, Komponist und Musikpädagoge
- 06. August: Reno Achenbach, deutscher Fußballspieler († 2010)
- 06. August: Steffen Dick, deutscher Jurist
- 06. August: Terje Næss, norwegischer Langstreckenläufer
- 07. August: Gesine Lötzsch, deutsche Politikerin
- 07. August: Octavian Morariu, rumänischer Rugby-Union-Spieler und Sportfunktionär
- 07. August: Carlos Vives, kolumbianischer Sänger und Schauspieler
- 08. August: The Edge, britisch-irischer Gitarrist (U2)
- 10. August: Nicolas Berggruen, deutsch-amerikanischer Finanzinvestor
- 11. August: Rachel Laurin, kanadische Komponistin und Organistin († 2023)
- 12. August: Andreas Suchanek, deutscher Wirtschaftsethiker
- 12. August: Kristin Krohn Devold, norwegische konservative Politikerin
- 12. August: Andrea Maria Dusl, österreichische Filmregisseurin
- 12. August: Roy Hay, britischer Musiker
- 12. August: Dieter Landuris, deutscher Schauspieler
- 12. August: Tetjana Samolenko-Dorowskych, ukrainische Leichtathletin
- 12. August: Gottardo Gottardi, Schweizer Schach-Großmeister im Fernschach
- 13. August: Chad Brown, US-amerikanischer Pokerspieler († 2014)
- 13. August: Dawnn Lewis, US-amerikanische Schauspielerin und Synchronsprecherin
- 15. August: Chris Brown, US-amerikanischer Baseballspieler († 2006)
- 15. August: Matt Johnson, britischer Musiker
- 15. August: Dietmar Mögenburg, deutscher Leichtathlet
- 16. August: Robert Ameerali, Vizepräsident von Suriname
- 16. August: Elpidia Carrillo, mexikanische Schauspielerin
- 17. August: Stephan Hauck, deutscher Handballspieler
- 17. August: Uwe Schmitt, deutscher Leichtathlet († 1995)
- 18. August: Birol Ünel, deutscher Schauspieler († 2020)
- 19. August: Jonathan Coe, englischer Schriftsteller
- 19. August: Leszek Górski, polnischer Schwimmer († 2025)
- 19. August: Darryl Wills, US-amerikanischer Automobilrennfahrer
- 20. August: Margaret Brimble, neuseeländische Chemikerin
- 20. August: Greg Egan, australischer Science-Fiction-Schriftsteller
- 20. August: Peter Krause, deutscher Kameramann
- 20. August: Joachim Rukwied, deutscher Landwirt und Agrarfunktionär
- 20. August: Maren Winter, deutsche Schriftstellerin
- 21. August: Gerardo Barbero, argentinischer Schachgroßmeister († 2001)
- 21. August: Stephen Hillenburg, US-amerikanischer Erfinder der Zeichentrick-Figur SpongeBob Schwammkopf († 2018)
- 21. August: David Morales, US-amerikanischer House-Musiker und DJ
- 22. August: Alexander Dwornikow, russischer Generaloberst
- 22. August: Thomas Hoeren, deutscher Professor für Informations- und Medienrecht
- 22. August: Debbi Peterson, US-amerikanische Musikerin
- 23. August: Dean DeLeo, US-amerikanischer Rockgitarrist
- 23. August: Alexandre Desplat, französischer Komponist
- 24. August: Jared Harris, britischer Schauspieler
- 25. August: Jürgen Braun, deutscher Kommunikationsberater und Politiker
- 25. August: Billy Ray Cyrus, US-amerikanischer Country-Sänger
- 25. August: Joanne Whalley, britische Schauspielerin
- 26. August: Jürgen Wild, deutscher Offizier und Manager
- 27. August: Yolanda Adams, US-amerikanische Gospelsängerin
- 27. August: Thomas Buchholz, deutscher Komponist

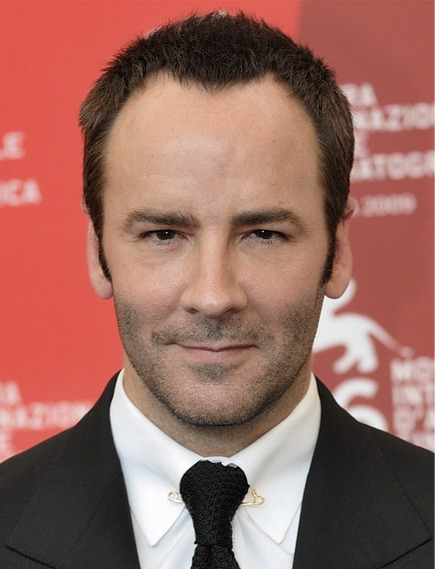
Tom Ford

- 27. August: Tom Ford, US-amerikanischer Modedesigner
- 27. August: Ulrich Silberbach, deutscher Gewerkschafter († 2025)
- 28. August: Kim Appleby, britische Sängerin
- 28. August: Stefan Arndt, deutscher Filmproduzent
- 28. August: Saskia Esken, deutsche Politikerin
- 28. August: Ad Freundorfer, deutscher Künstler
- 29. August: Ahmed Aboutaleb, niederländischer Politiker
- 29. August: Philipp Moog, deutscher Schauspieler und Synchronsprecher
- 31. August: Neill Archer, englischer Tenor
- 31. August: Bruce Guthro, kanadischer Folksänger († 2023)
- 31. August: Dimitrios Tsionanis, griechischer Fußballspieler

### September
- 01. September: Gitta Schüßler, deutsche Politikerin
- 02. September: Hasmik Papian, armenische Sopranistin
- 02. September: Carlos Valderrama, kolumbianischer Fußballspieler
- 03. September: Michael Schulz, deutscher Fußballspieler
- 06. September: Willy Astor, bayerischer Kabarettist, Musiker und Komponist
- 06. September: Pål Waaktaar, norwegischer Popmusiker
- 07. September: Jochen Horst, deutscher Schauspieler
- 07. September: Peter Lehmann, deutscher Wirtschaftsinformatiker
- 07. September: Jean-Yves Thibaudet, französischer Pianist
- 08. September: Andreas Feldtkeller, deutscher Theologe
- 09. September: Jan-Eric Antonsson, schwedischer Badmintonspieler
- 09. September: Pietro Lagnese, italienischer Bischof
- 09. September: Aljoscha Schwarz, deutscher Schriftsteller, Psychologe und Philosoph
- 10. September: Jörg Freimuth, deutscher Leichtathlet
- 11. September: Philip Ardagh, britischer Jugendbuchautor
- 11. September: Ingrid Puller, österreichische Politikerin
- 11. September: Torsten Sense, deutscher Schauspieler und Synchronsprecher
- 11. September: Klaus Stöber, deutscher Politiker
- 12. September: Mylène Farmer, franko-kanadische Popsängerin
- 13. September: Željko Buvač, bosnischer Fußballtrainer
- 13. September: Tom Holt, britischer Fantasy-Schriftsteller
- 13. September: Walter Hörmann, österreichischer Fußballtrainer
- 13. September: Dave Mustaine, US-amerikanischer Sänger und Gitarrist
- 14. September: Martina Gedeck, deutsche Schauspielerin
- 15. September: Hendrikje Fitz, deutsche Schauspielerin († 2016)
- 15. September: Dan Marino, US-amerikanischer American-Football-Spieler
- 18. September: James Gandolfini, US-amerikanischer Schauspieler († 2013)
- 19. September: Katsu Aki, japanischer Mangaka
- 19. September: Peter Autschbach, deutscher Gitarrist, Komponist und Musikpädagoge
- 19. September: Artur Ekert, polnisch-britischer Physiker
- 19. September: Reinhard Grindel, deutscher Politiker und Sportfunktionär
- 19. September: Susanne Holst, deutsche Fernsehmoderatorin
- 20. September: Erwin Koeman, niederländischer Fußballspieler
- 21. September: Thomas Klemm, deutscher Musiker, Komponist und Musikproduzent
- 21. September: Christoph Specht, deutscher Arzt, Medizinjournalist und Filmemacher
- 22. September: Scott Baio, amerikanischer Schauspieler
- 22. September: Catherine Oxenberg, US-amerikanische Schauspielerin
- 23. September: Gabriela Bähr, deutsche Juristin
- 23. September: Daúde, brasilianische Sängerin, Schauspielerin und Fotomodell
- 23. September: Rainer Galla, deutscher Jurist und Politiker
- 23. September: Manfred Schiller, deutscher Politiker
- 23. September: Manfred Schubert-Zsilavecz, österreichischer Wissenschaftler
- 24. September: Michael Tavera, US-amerikanischer Komponist
- 25. September: Heather Locklear, US-amerikanische Schauspielerin
- 25. September: Rainer Störmer, deutscher Jurist
- 27. September: Thomas Bauer, deutscher Arabist und Islamwissenschaftler
- 27. September: Andy Lau, Schauspieler und Multitalent aus Hongkong
- 27. September: Jean-Marc Rozon, kanadischer Freestyle-Skier
- 28. September: Jordanka Donkowa, bulgarische Leichtathletin und Olympiasiegerin

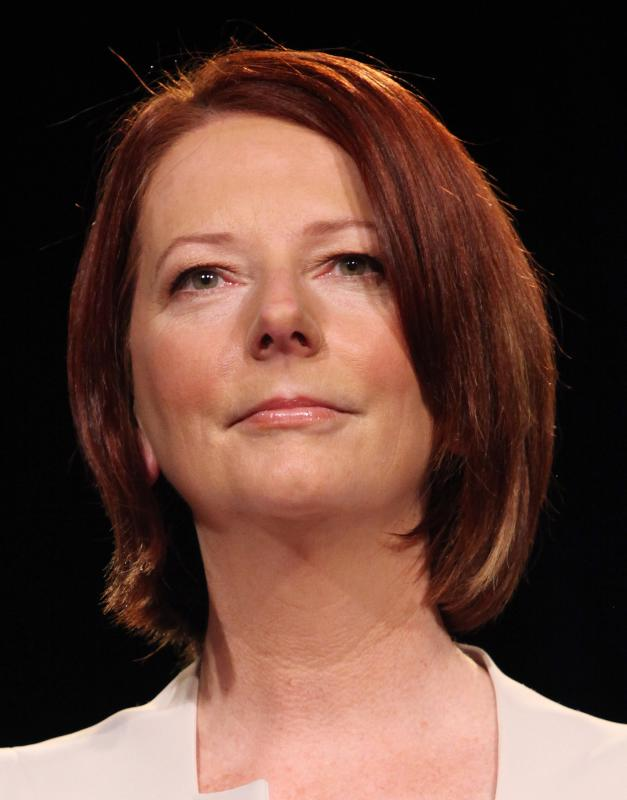
Julia Gillard

- 29. September: Julia Gillard, britisch-australische Politikerin
- 29. September: Tobias Hoesl, deutscher Schauspieler
- 29. September: Dagmar H. Mueller, deutsche Autorin von Kinder- und Jugendliteratur
- 30. September: Eric Stoltz, US-amerikanischer Schauspieler und Regisseur
- 30. September: Eric van de Poele, belgischer Automobilrennfahrer

### Oktober
- 01. Oktober: Gary Ablett Sr., australischer Australian-Football-Spieler
- 01. Oktober: Thomas von Heesen, deutscher Fußballspieler und -trainer
- 01. Oktober: Kay Johannsen, deutscher Organist, Cembalist, Dirigent und Chorleiter
- 01. Oktober: Walter Mazzarri, italienischer Fußballspieler und -trainer
- 02. Oktober: Katharina Grosse, deutsche Künstlerin
- 03. Oktober: Walter Hainer, deutscher Fußballspieler
- 03. Oktober: Ludger Stühlmeyer, deutscher Kantor, Komponist und Musikwissenschaftler
- 03. Oktober: Anders Larsson, schwedischer Skilangläufer
- 04. Oktober: Henry Amike, nigerianischer Leichtathlet
- 04. Oktober: Jon Secada, US-amerikanischer Sänger und Liedermacher
- 04. Oktober: Kazuki Takahashi, japanischer Mangaka († 2022)
- 05. Oktober: Bernd Arnholdt, deutscher Fußballspieler
- 06. Oktober: Immacolata Amodeo, italienische Literaturwissenschaftlerin
- 06. Oktober: Oliver Bukowski, deutscher Dramatiker
- 06. Oktober: Katrin Dörre-Heinig, deutsche Langstreckenläuferin und Olympiadritte
- 06. Oktober: Mosche Lion, israelischer Unternehmer, Leiter und Politiker

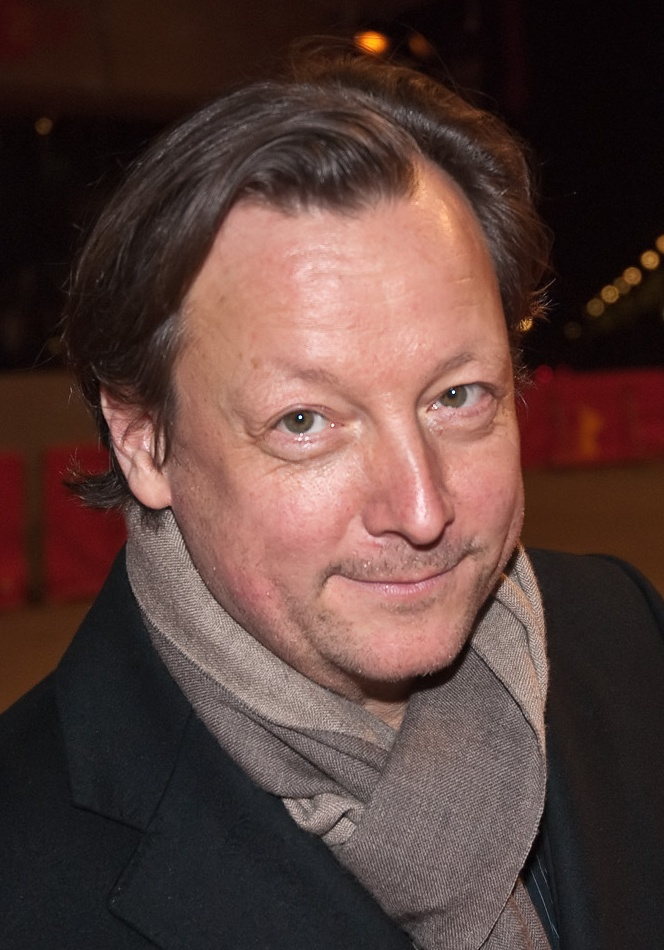
Matthias Brandt, 2009

- 07. Oktober: Matthias Brandt, deutscher Theater- und Fernsehschauspieler
- 09. Oktober: Julian Bailey, britischer Automobilrennfahrer
- 09. Oktober: Arlene Boxhall, simbabwische Hockeyspielerin
- 09. Oktober: Martial Fesselier, französischer Sportgeher
- 10. Oktober: Oliver P. Aro, philippinischer Theologe
- 10. Oktober: Éric Berthon, französischer Freestyle-Skier
- 10. Oktober: Danuta Stenka, polnische Schauspielerin
- 10. Oktober: Eckart Würzner, deutscher Politiker, Oberbürgermeister von Heidelberg
- 11. Oktober: Hany Abu-Assad, niederländisch-palästinensischer Filmregisseur
- 11. Oktober: Ali Asad, britischer Kameramann
- 11. Oktober: Alfred Dorfer, österreichischer Schauspieler und Kabarettist
- 11. Oktober: Gilda, argentinische Popsängerin († 1996)
- 12. Oktober: Malik Mansurov, aserbaidschanischer Tarspieler und Musikpädagoge
- 12. Oktober: Mary Wagner, deutsche Leichtathletin
- 14. Oktober: Perry Anderson, kanadischer Eishockeyspieler
- 14. Oktober: Brian Laws, ehemaliger englischer Fußballspieler
- 15. Oktober: Mikael Appelgren, schwedischer Tischtennisspieler
- 16. Oktober: Wilma Delissen-van Tongerlo, niederländische Politikerin
- 16. Oktober: Gene Jackson, US-amerikanischer Jazzmusiker
- 17. Oktober: Rainer Heller, Bürgermeister von Detmold
- 17. Oktober: Thomas Mohr, deutscher Sänger (Tenor)
- 18. Oktober: Othmane Belfaa, algerischer Hochspringer
- 18. Oktober: Kamil Krejčí, schweizerisch-tschechischer Schauspieler, Regisseur und Autor
- 18. Oktober: Wynton Marsalis, US-amerikanischer Jazztrompeter
- 20. Oktober: Audun Kleive, norwegischer Jazzmusiker
- 20. Oktober: Kate Mosse, britische Schriftstellerin
- 20. Oktober: Philippe Olczyk, belgischer Journalist und Automobilrennfahrer
- 20. Oktober: Ian Rush, walisischer Fußballspieler
- 22. Oktober: D’Gary, madagassischer Gitarrist
- 22. Oktober: Dietmar Woidke, deutscher Politiker
- 23. Oktober: Gabriela Amgarten, Schweizer Fernsehmoderatorin und Redaktorin
- 23. Oktober: David Kitay, US-amerikanischer Filmkomponist
- 23. Oktober: Andoni Zubizarreta, spanischer Fußballspieler
- 24. Oktober: Rick Margitza, US-amerikanischer Jazzmusiker
- 24. Oktober: Gary L. Thomas, US-amerikanischer Baptistenpastor und Autor
- 25. Oktober: Franck Amsallem, französischer Jazz-Pianist und Komponist
- 25. Oktober: Chad Smith, Schlagzeuger der kalifornischen Funk-Rockband Red Hot Chili Peppers
- 26. Oktober: Uhuru Kenyatta, kenianischer Politiker
- 27. Oktober: Sandra Myrna Díaz, argentinische Biologin
- 27. Oktober: Ludwig Sebastian Meyer-Stork, deutscher Manager
- 29. Oktober: Cornelia Oschkenat, deutsche Leichtathletin
- 29. Oktober: Randy Jackson, US-amerikanischer Sänger und Musiker
- 29. Oktober: Kai-Uwe Ricke, deutscher Manager, Vorstandsvorsitzender der Deutschen Telekom AG
- 30. Oktober: Karl Christoph Klauer, deutscher Sozial- und Kognitionspsychologe
- 31. Oktober: Larry Mullen, Jr., irischer Musiker

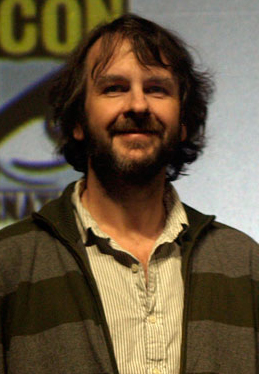
Peter Jackson, 2009

- 31. Oktober: Peter Jackson, neuseeländischer Regisseur, Produzent und Autor
- 31. Oktober: Alonzo Babers, US-amerikanischer Leichtathlet und Olympiasieger

### November
- 01. November: Frank Kirchner, deutscher Jazzsaxophonist († 2024)
- 01. November: Carmel Muscat, maltesischer Radrennfahrer († 2025)
- 02. November: K.d. lang, kanadische Country- und Pop-Sängerin
- 03. November: David Armstrong-Jones, englischer Möbeldesigner und Unternehmer
- 05. November: Helmut de Raaf, deutscher Eishockeytormann und -trainer
- 06. November: Craig Goldy, US-amerikanischer Gitarrist
- 07. November: Edi Angelillo, italienische Schauspielerin und Sängerin
- 07. November: Friedrich Haider, österreichischer Dirigent und Pianist
- 07. November: Mark Hateley, englischer Fußballspieler
- 08. November: Rustem Adagamow, russischer Blogger
- 08. November: Leif Garrett, US-amerikanischer Schauspieler und Popsänger
- 09. November: Eva Bur am Orde, deutsche Malerin
- 09. November: Sandra Kreisler, US-amerikanisch-deutsch-österreichische Schauspielerin, Chansonnette, Autorin
- 09. November: Lutz Schülbe, deutscher Fußballspieler
- 09. November: Werner Wölbern, deutscher Schauspieler
- 11. November: Pilo, deutscher Musiker, Komponist und Theaterautor (bürgerlicher Name: Martin Rector)
- 12. November: Nadia Comăneci, rumänische Turnerin
- 12. November: John Witt, US-amerikanischer Freestyle-Skier
- 14. November: Jurga Ivanauskaitė, litauische Schriftstellerin († 2007)
- 15. November: Volker Ahmels, deutscher Pianist
- 15. November: Anthony Poola, indischer Erzbischof und Kardinal
- 15. November: Christian Stückl, deutscher Intendant und Regisseur
- 16. November: Karen Duve, deutsche Schriftstellerin
- 17. November: Helmut Bradl, deutscher Motorradrennfahrer
- 17. November: Chanda Kochhar, indische Bankerin
- 17. November: Wolfram Wuttke, deutscher Fußballspieler († 2015)
- 18. November: John Andersen, dänischer Fußballspieler
- 19. November: Alfried Kampen, deutscher Jurist

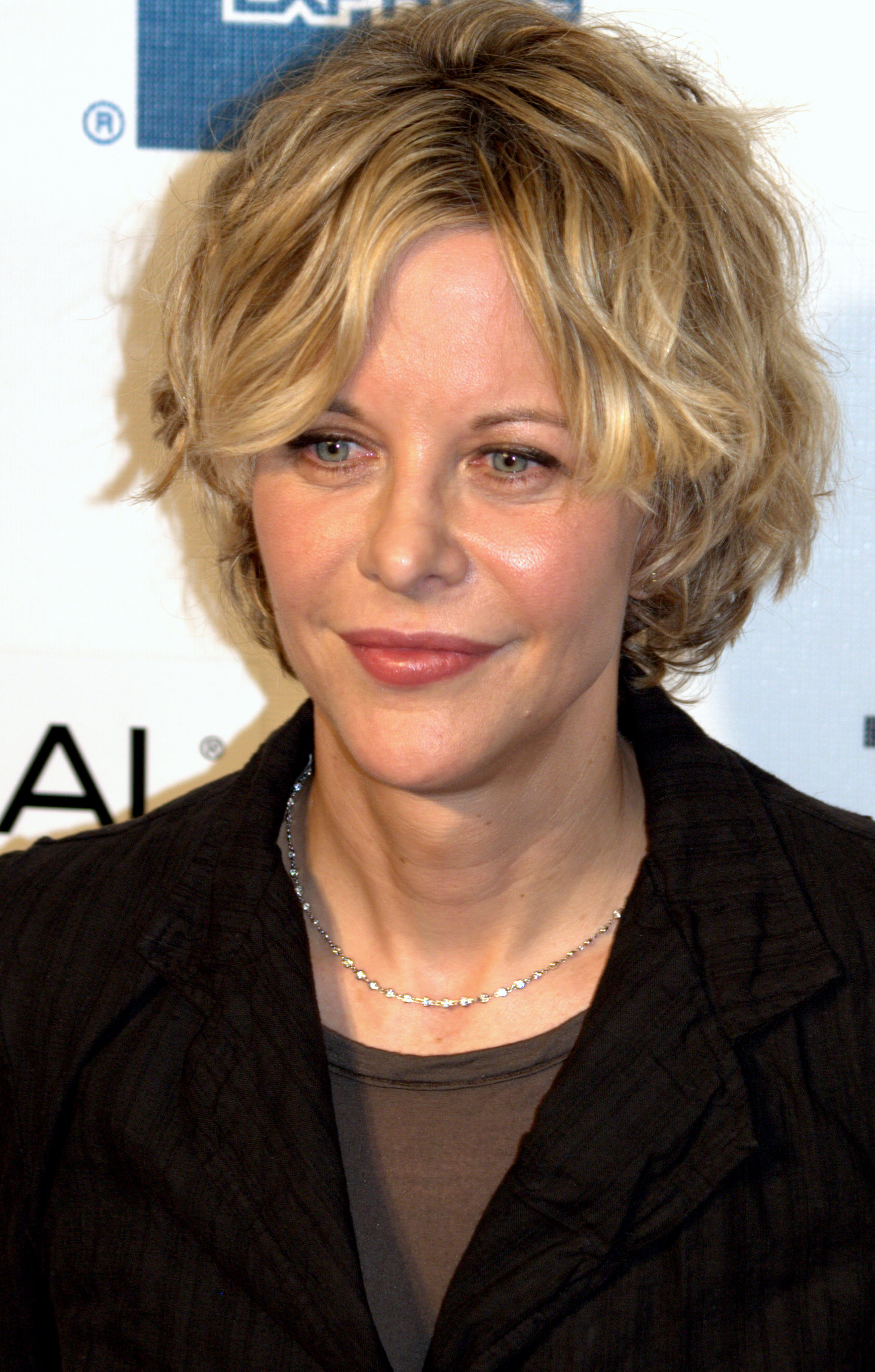
Meg Ryan, 2009

- 19. November: Meg Ryan, US-amerikanische Schauspielerin
- 19. November: Bogdan Wenta, deutscher Handballspieler und Handballtrainer
- 20. November: Scott Angelle, US-amerikanischer Politiker
- 20. November: Tim Harvey, britischer Automobilrennfahrer
- 20. November: Erik Oña, argentinischer Komponist, Dirigent und Musikpädagoge († 2019)
- 21. November: Martin Andermatt, Schweizer Fußballtrainer
- 21. November: Takami Akai, japanischer Illustrator, Character Designer und Spieleschöpfer
- 21. November: Maria Kawamura, japanische Synchronsprecherin
- 22. November: Alemão, brasilianischer Fußballspieler
- 22. November: Randal L. Schwartz, US-amerikanischer Systemadministrator
- 23. November: Keith Ablow, US-amerikanischer Psychiater und Schriftsteller
- 23. November: Nicolas Bacri, französischer Komponist
- 23. November: Floyd Roland, kanadischer Politiker
- 23. November: Masamune Shirow, japanischer Manga-Zeichner
- 24. November: Alejandro Ádem, mexikanisch-US-amerikanischer Mathematiker

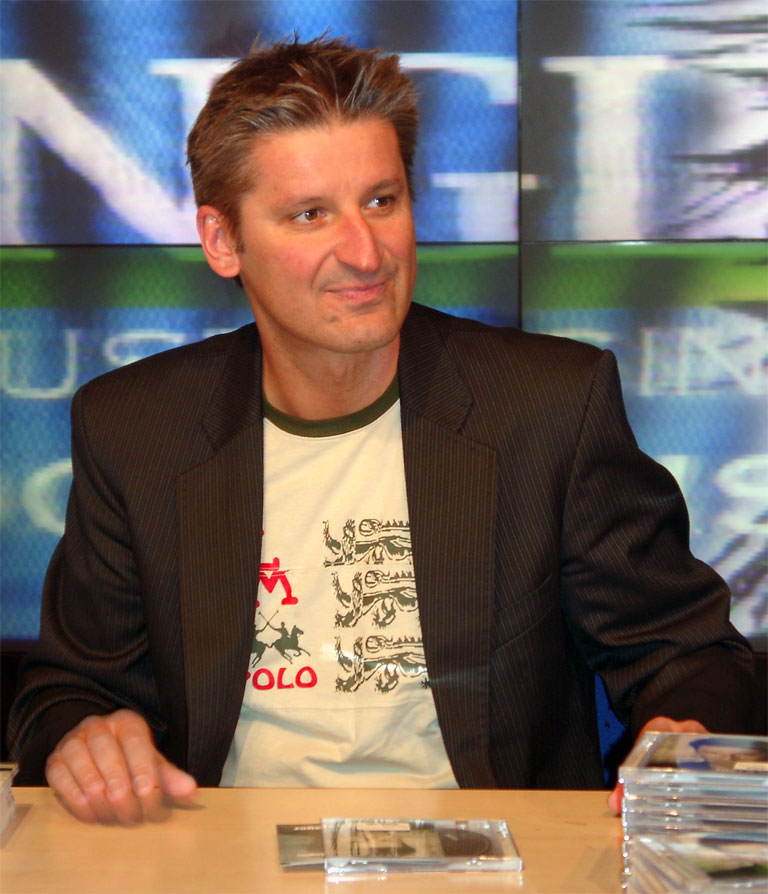
Hartmut Engler, 2005

- 24. November: Hartmut Engler, deutscher Sänger und Pop-Musiker
- 24. November: Brit Pettersen, norwegische Skilangläuferin
- 24. November: Arundhati Roy, indische Schriftstellerin und Globalisierungskritikerin
- 24. November: Kuba Sienkiewicz, polnischer Rockmusiker, Singer-Songwriter, Komponist, Autor und Neurologe
- 24. November: Robin Stille, US-amerikanische Schauspielerin († 1996)
- 24. November: Anja Tuckermann, deutsche Schriftstellerin
- 25. November: Matthias Freihof, deutscher Schauspieler und Sprecher
- 26. November: Peter Angkyier, ghanaischer Bischof
- 26. November: Dirk Michaelis, deutscher Sänger und Komponist
- 26. November: Philippe Roussel, Schweizer Schauspieler
- 27. November: Samantha Bond, britische Schauspielerin
- 27. November: Norbert Dickel, deutscher Fußballspieler
- 28. November: Krzysztof Bąkowski, polnischer Geiger
- 28. November: Alfonso Cuarón, mexikanischer Regisseur
- 28. November: Māris Kučinskis, lettischer Politiker
- 29. November: Tom Sizemore, US-amerikanischer Schauspieler († 2023)

### Dezember
- 01. Dezember: Lito Vitale, argentinischer Rockmusiker und Komponist

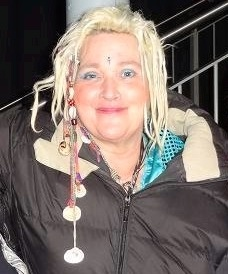
Gaby Köster, 2013

- 02. Dezember: Gaby Köster, deutsche Schauspielerin und Kabarettistin
- 03. Dezember: Richard Olivier, englischer Regisseur, Drehbuchautor und Schauspieler
- 03. Dezember: Adal Ramones, mexikanischer Fernsehmoderator und -produzent, Regisseur und Komiker
- 05. Dezember: Ralf Dujmovits, deutscher Extrembergsteiger, Bergführer und Expeditionsleiter
- 05. Dezember: Heike Falkenberg, deutsche Schauspielerin
- 06. Dezember: Robin Aspland, britischer Jazz-Pianist und Keyboarder
- 06. Dezember: Manuel Reuter, deutscher Automobilrennfahrer
- 06. Dezember: Chris Valentine, kanadischer Eishockeyspieler und Trainer
- 09. Dezember: David Anthony Higgins, US-amerikanischer Schauspieler und Drehbuchautor
- 10. Dezember: Cecilia Bouzat, argentinische Biochemikerin und Neuropharmakologin
- 10. Dezember: Mark McKoy, kanadischer Leichtathlet und Olympiasieger
- 11. Dezember: Dave King, irischer Musiker
- 11. Dezember: Macky Sall, Ministerpräsident des Senegal
- 11. Dezember: Jorge da Silva, uruguayischer Fußballtrainer und ehemaliger Fußballspieler
- 11. Dezember: Ingo Appelt, österreichischer Wintersportler
- 11. Dezember: Darryl Jones, US-amerikanischer Bassist
- 12. Dezember: Blake Farenthold, US-amerikanischer Politiker († 2025)
- 12. Dezember: Julie Giroux, US-amerikanische Komponistin und Arrangeurin
- 12. Dezember: Uwe Schulz, deutscher Politiker
- 12. Dezember: Jin-Song von Storch, deutsche Meteorologin und Klimatologin
- 12. Dezember: Jan Stressenreuter, deutscher Schriftsteller († 2018)
- 13. Dezember: Norbert Mahler, deutscher Schauspieler und Regisseur († 2013)
- 13. Dezember: Gary Zimmerman, US-amerikanischer American-Football-Spieler
- 14. Dezember: Hermann Schulz, deutscher Eiskunstläufer
- 14. Dezember: Frank Kessler, deutscher Schauspieler
- 15. Dezember: Sylvie Andrieux, französische Politikerin
- 15. Dezember: Jörn Thießen, deutscher Politiker und MdB
- 15. Dezember: Karin Resetarits, österreichische Politikerin und Mitglied des EU-Parlaments
- 16. Dezember: Ron Athey, US-amerikanischer Performancekünstler und Musiker
- 16. Dezember: Ulrike Krumbiegel, deutsche Schauspielerin
- 18. Dezember: Brian Orser, kanadischer Eiskunstläufer
- 18. Dezember: Thomas Strittmatter, deutscher Autor († 1995)
- 19. Dezember: Claude-Yves Gosselin, französischer Automobilrennfahrer und Unternehmer
- 19. Dezember: Reggie White, US-amerikanischer American-Football-Spieler († 2004)
- 19. Dezember: Eric A. Cornell, US-amerikanischer Physiker
- 19. Dezember: Soane Patita Paini Kardinal Mafi, Bischof von Tonga
- 20. Dezember: Freddie Spencer, US-amerikanischer Motorradrennfahrer
- 21. Dezember: Markus Anton Huber, österreichischer Künstler
- 22. Dezember: Helmut Krumminga, deutscher Rock-Gitarrist
- 22. Dezember: Angelo Verploegen, niederländischer Jazztrompeter
- 23. Dezember: Birgit Rückert, deutsche Archäologin, Kulturmanagerin und Autorin
- 24. Dezember: İlham Əliyev, aserbaidschanischer Politiker
- 24. Dezember: François Moutin, französischer Jazz-Bassist
- 24. Dezember: Louis Moutin, französischer Jazz-Schlagzeuger
- 25. Dezember: Íngrid Betancourt, kolumbianische Politikerin
- 25. Dezember: Eva Herzog, Schweizer Politikerin
- 25. Dezember: Grete Ingeborg Nykkelmo, norwegische Biathletin und Skilangläuferin
- 26. Dezember: Jörg Schüttauf, deutscher Schauspieler
- 26. Dezember: Tahnee Welch, US-amerikanische Schauspielerin und Model

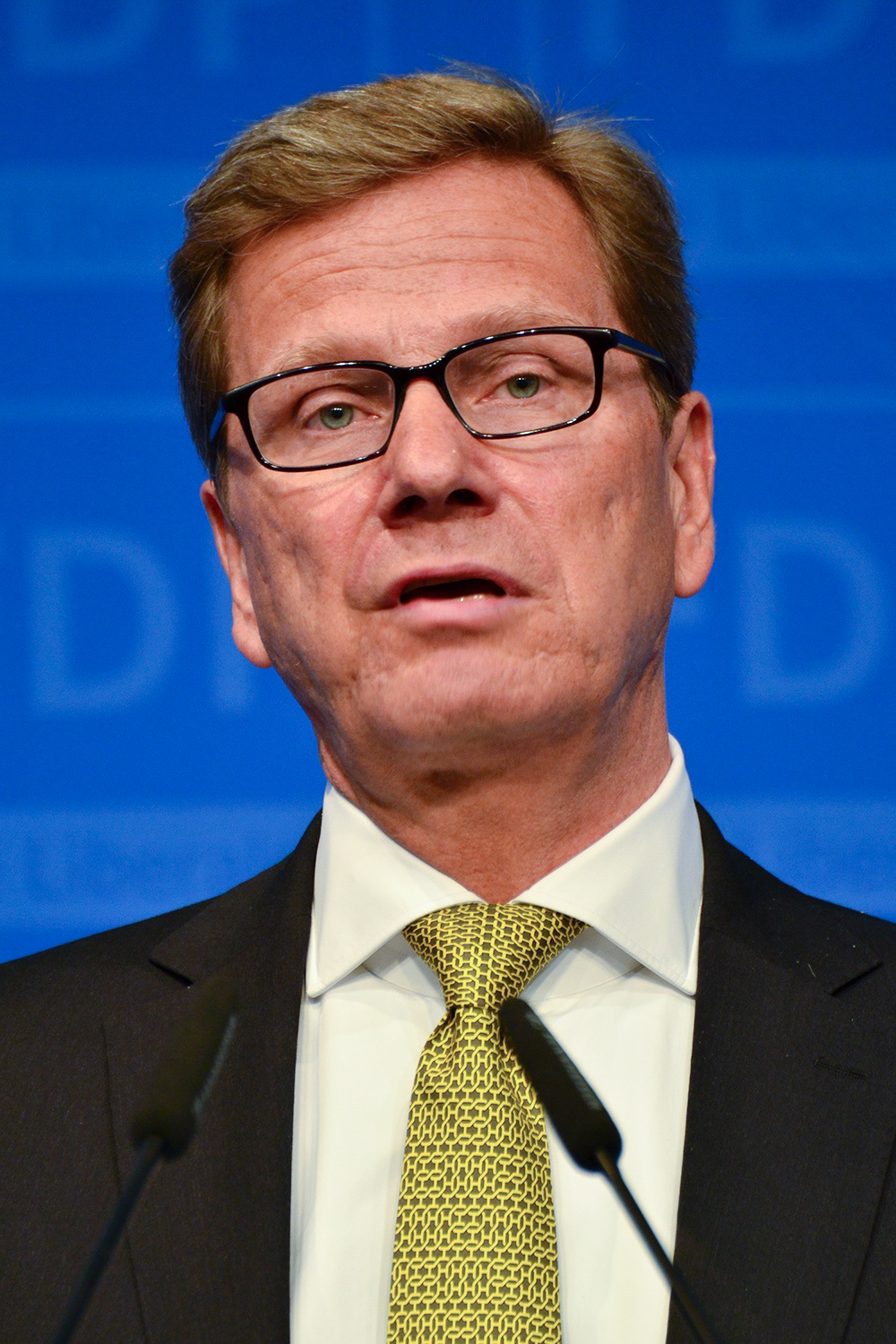
Guido Westerwelle (2013)

- 27. Dezember: Guido Westerwelle, deutscher Politiker, ehemaliger Bundesvorsitzender der FDP († 2016)
- 27. Dezember: Ute Noack, deutsche Skilangläuferin
- 28. Dezember: Katina Schubert, deutsche Politikerin
- 29. Dezember: Lê Quan Ninh, französischer Perkussionist
- 29. Dezember: Ulrich Zieger, deutscher Schriftsteller († 2015)
- 30. Dezember: Douglas Coupland, kanadischer Schriftsteller und Künstler
- 30. Dezember: Sean Hannity, US-amerikanischer Radio- und Fernsehmoderator und Buchautor
- 30. Dezember: Ben Johnson, kanadischer Sprinter
- 30. Dezember: Tom Spieß, deutscher Filmproduzent
- 31. Dezember: Rainer Ernst, deutscher Fußballspieler

### Tag unbekannt
- Mercedes Abad, spanische Schriftstellerin
- Hazem Salah Abu Ismail, ägyptischer Gelehrter des Salafismus und islamistischer Politiker
- Thomas Aders, deutscher Journalist und Korrespondent
- Livia Leu, Schweizer Diplomatin
- Pablo Aguirre, argentinischer Komponist und Pianist
- Ezel Akay, türkischer Schauspieler, Filmregisseur und Filmproduzent
- Hamid Akhavan, persischer Manager
- Chris Anderson, US-amerikanischer Journalist
- Martina André, deutsche Autorin
- Peter-Maria Anselstetter, deutscher Schauspieler und Regisseur
- Christian Antz, deutscher Kunsthistoriker und Kulturmanager
- Tom Arden, australischer Fantasy-Schriftsteller († 2015)
- Marco Ariano, italienischer Jazzschlagzeuger und Multimediakünstler
- Riad al-Asaad, syrischer Ingenieur und Oberst
- Marion Ascherl, deutsche Designerin
- Wowka Aschkenasi, russischer Pianist
- Gwyn Ashton, australischer Rockmusiker und Sänger
- Mireille Astore, libanesisch-australische Künstlerin und Autorin
- Kutluğ Ataman, türkischer Filmemacher und Künstler
- Rainer Atzlinger, österreichischer Produkt- und Industriedesigner
- Jordi Boronat, spanischer theoretischer Physiker
- Imke Büchel, deutsche Schauspielerin
- Ursula Maria Burkhart, deutsche Schauspielerin, Rundfunkmoderatorin und Sprecherin
- Stefano Canuti, italienischer Fagottist und Musikpädagoge
- Chan Ming-chi, chinesischer Komponist und Musikpädagoge
- Didier Chambovey, Schweizer Diplomat
- Claudius Crönert, deutscher Journalist und Autor
- Joe DiPietro, US-amerikanischer Bühnenautor
- Annette Dorgerloh, deutsche Kunsthistorikerin
- Carlos Alfredo Fatule, dominikanischer Sänger, Schauspieler und Entertainer
- Alexander E. Fennon, österreichischer Schauspieler
- Richard Flanagan, australischer Schriftsteller
- Reinhard Forcher, österreichischer Schauspieler
- Thomas Freundner, deutscher Filmregisseur und Drehbuchautor
- Helge Haas, deutscher Fernsehmoderator
- Tilman Hoppstock, deutscher Konzertgitarrist
- Martina Jost, deutsche Politikerin
- Matthias Kringe, deutscher Autor
- Herbert Mayr, österreichischer Kontrabassist und Musikpädagoge
- Ricardo Mangue Obama Nfubea, äquatorialguineischer Premierminister
- Catherine Ngila, kenianische Chemikerin
- Gerardo Núñez, spanischer Flamenco-Gitarrist
- Michael Ojake, nigerianischer Schauspieler, Sprecher und Drehbuchautor
- Dimitris Psonis, griechischer Musiker
- Jon Sass, US-amerikanischer Tubist
- Frank Leo Schröder, deutscher Schauspieler
- Michael Schumacher, US-amerikanischer Choreograf, Balletttänzer und -lehrer
- Adisat Semenitsch, österreichisch-deutsche Schauspielerin und Regisseurin
- Frank Sieckel, deutscher Schauspieler, Kabarettist und Regisseur
- Michael Sikora, deutscher Historiker
- Jürgen Sonnentheil, deutscher Kirchenmusiker
- Joerg Stadler, deutscher Schauspieler
- Kai Tobias, deutscher Ökologe und Umweltplaner († 2022)
- Tomohiro Yahiro, japanischer Rock- und Jazzperkussionist
- Alain Zaloum, ägyptischer Filmregisseur
- Remigi Winzap, Schweizer Diplomat

## Gestorben

### Januar
- 02. Januar: Daniel Chanis Pinzón, 24. Staatspräsident von Panama (* 1892)
- 03. Januar: Maximilian Müller-Jabusch, deutscher Journalist (* 1889)
- 04. Januar: Erwin Schrödinger, österreichischer Physiker (* 1887)
- 06. Januar: Max Anderlohr, deutscher Elektroingenieur (* 1884)
- 06. Januar: Regina Ullmann, Schweizer Dichterin (* 1884)
- 07. Januar: Wladimir von Pawlowski, österreichischer Jurist und Gauleiter von Kärnten (* 1891)
- 09. Januar: Emily Greene Balch, US-amerikanische Nationalökonomin und Friedensnobelpreisträgerin (* 1867)
- 10. Januar: Dashiell Hammett, US-amerikanischer Schriftsteller (* 1894)
- 12. Januar: Joseph A. A. Burnquist, US-amerikanischer Politiker (* 1879)
- 12. Januar: Freddy Kindell, britischer Automobilrennfahrer (* 1892)
- 14. Januar: Gérald Gagnier, kanadischer Komponist, Trompeter und Kapellmeister (* 1926)
- 16. Januar: Gustav Klingelhöfer, deutscher Politiker (* 1888)
- 16. Januar: János Viski, ungarischer Komponist (* 1906)
- 17. Januar: Blind Simmie Dooley, US-amerikanischer Blues-Sänger und Gitarrist (* 1881)
- 17. Januar: Patrice Lumumba, erster Ministerpräsident des unabhängigen Kongo (* 1925)
- 19. Januar: J. Hervey Germain, kanadischer Schauspieler und Humorist (* 1888)
- 20. Januar: Walther Ahlhorn, deutscher Jurist (* 1879)
- 21. Januar: Blaise Cendrars, französischsprachiger Autor (* 1887)
- 21. Januar: Heinrich Wienken, von 1951 bis 1957 Bischof des Bistums Meißen (* 1883)
- 21. Januar: John J. Becker, US-amerikanischer Komponist (* 1886)
- 21. Januar: Heinrich Studer, Schweizer Verleger (* 1889)
- 22. Januar: Franz Kuhn, deutscher Jurist, Sinologe und literarischer Übersetzer (* 1884)
- 26. Januar: Walter Folger Brown, US-amerikanischer Politiker (* 1869)
- 29. Januar: Johann Raithel, deutscher General (* 1897)
- 30. Januar: Maud Wagner, US-amerikanische Zirkusartistin und Tätowiererin (* 1877)

### Februar
- 01. Februar: Gerrit Bouwmeester, niederländischer Fußballspieler (* 1892)
- 01. Februar: Max Simon, SS-Gruppenführer und Generalleutnant der Waffen-SS (* 1899)
- 02. Februar: Karl Appelbaum, deutscher Politiker (* 1879)
- 02. Februar: Victor Danielsen, färöischer Missionar der Plymouth-Brüder und Bibelübersetzer (* 1894)
- 02. Februar: Joseph Orbeli, armenischer Orientalist (* 1887)
- 02. Februar: Anna May Wong, US-amerikanische Stummfilmschauspielerin (* 1905)
- 03. Februar: Minna Specht, deutsche Reform-Pädagogin, Sozialistin (* 1879)
- 05. Februar: Ludwig Meybert, deutscher Schauspieler, Theaterregisseur und Hörspielsprecher (* 1893)
- 06. Februar: Archibald Thompson Davison, US-amerikanischer Musikwissenschaftler, Musikpädagoge und Chordirigent (* 1883)
- 07. Februar: Noah Lewis, US-amerikanischer Musiker (* 1895)
- 08. Februar: Fritz Curschmann, deutscher Internist und Arbeitsmediziner (* 1879)
- 08. Februar: Kurt Pastenaci, wissenschaftlicher Schriftsteller und Historiker (* 1894)
- 09. Februar: Grigori Löwenfisch, sowjetischer Schachspieler (* 1889)
- 10. Februar: Jakub Deml, tschechischer Priester, Dichter und Schriftsteller (* 1878)
- 12. Februar: Walter Stoeckel, deutscher Arzt und Geburtshelfer (* 1871)
- 12. Februar: Richmond K. Turner, US-amerikanischer Admiral (* 1885)
- 13. Februar: Arthur Ripley, US-amerikanischer Drehbuchautor, Filmregisseur und -produzent (* 1897)
- 18. Februar: Arnoldus Johannes Petrus van den Broek, niederländischer Anatom (* 1877)
- 20. Februar: Percy Grainger, australischer Komponist und Professor (* 1882)
- 22. Februar: Nick LaRocca, US-amerikanischer Kornettist, Bandleader und Jazzpionier (* 1889)
- 24. Februar: Fritz Imhoff, österreichischer Schauspieler und Sänger (* 1891)
- 26. Februar: Karl Albiker, deutscher Bildhauer (* 1878)
- 26. Februar: William Cohn, deutsch-britischer Kunsthistoriker und Sinologe (* 1880)
- 27. Februar: Platt Adams, US-amerikanischer Leichtathlet und Olympiasieger (* 1885)

### März
- 03. März: Zales Ecton, US-amerikanischer Politiker (* 1898)
- 03. März: Joseph R. Grundy, US-amerikanischer Politiker (* 1863)
- 03. März: Paul Wittgenstein, österreichischer Pianist (* 1887)
- 05. März: Kjeld Abell, dänischer Schriftsteller (* 1901)
- 05. März: Werner Schendell, Pseudonym: Roman Quitt (* 1891), deutscher Schriftsteller
- 05. März: Ferdinand Werner, deutscher Politiker (DNVP, NSDAP) (* 1876)
- 06. März: Marcello Mimmi, Kardinal der römisch-katholischen Kirche (* 1882)
- 08. März: Thomas Beecham, britischer Dirigent, Gründer mehrerer Symphonieorchester (* 1879)
- 11. März: Herbert Kensington-Moir, britischer Automobilrennfahrer (* 1899)
- 12. März: Hedwig Wangel, deutsche Schauspielerin (* 1875)
- 13. März: Ruth Fischer, deutsche Politikerin und Publizistin (* 1895)
- 14. März: Ben Adams, US-amerikanischer Leichtathlet (* 1890)
- 15. März: Akiba Rubinstein, polnischer Schachspieler (* 1880)
- 16. März: Seymour Felix, US-amerikanischer Showtänzer und Choreograph (* 1892)
- 19. März: Edric Cundell, englischer Komponist, Hornist, Pianist, Dirigent und Musikpädagoge (* 1893)
- 20. März: Emil Lueken, deutscher Jurist und Oberbürgermeister (* 1879)
- 21. März: Morgan Foster Larson, US-amerikanischer Politiker (* 1882)
- 23. März: Otto Aurich, österreichisch-niederländischer Schauspieler und Theaterleiter (* 1900)
- 23. März: Walentin Bondarenko, sowjetischer Kampfpilot und Raumfahreranwärter (* 1937)
- 23. März: James Edward Murray, US-amerikanischer Politiker (* 1876)
- 23. März: Heinrich Rau, deutscher Politiker (* 1899)
- 24. März: Walter Wilhelm Goetze, deutscher Operetten-Komponist (* 1883)
- 24. März: Antonio Gómezanda, mexikanischer Komponist und Pianist (* 1894)
- 24. März: Henry Sénès, französischer Politiker (* 1877)
- 25. März: Anthony Ashley-Cooper, britischer Adeliger (* 1869)
- 25. März: Lorenzo Calogero, italienischer Lyriker (* 1910)
- 25. März: Arthur Drewry, britischer Fußball-Funktionär, FIFA-Präsident (* 1891)
- 27. März: Joseph Dépierre, französischer Politiker (* 1888)
- 28. März: Octave Crutel, französischer Politiker und Résistant (* 1879)
- 29. März: Eva Clare, kanadische Pianistin und Musikpädagogin (* 1884)
- 30. März: Philibert Jacques Melotte, britischer Astronom (* 1880)
- 30. März: Anna Muthesius, deutsche Innenarchitektin und Modedesignerin (* 1870)

### April
- 01. April: David Rivett, australischer Chemiker und Wissenschaftsmanager (* 1885)
- 03. April: Rudolf Schwarz, deutscher Architekt und Autor (* 1897)
- 06. April: Jules Bordet, belgischer Biologe und Immunologe (* 1870)
- 07. April: Vanessa Bell, britische Malerin und Innenarchitektin (* 1879)
- 07. April: William Arundel Orchard, australischer Organist, Dirigent, Komponist und Musikpädagoge englischer Herkunft (* 1867)
- 09. April: Ahmet Zogu, König der Albaner (* 1895)
- 10. April: Kurt Annecke, deutscher Apotheker (* 1902)
- 10. April: Ernst Bickel, deutscher Altphilologe (* 1876)
- 12. April: Imre Sarkadi, ungarischer Schriftsteller (* 1921)
- 13. April: Edmond Pichon, französischer Automobilrennfahrer (* 1882)
- 16. April: Bruno Doehring, deutscher Theologe (* 1879)
- 20. April: Pierre Audiat, französischer Journalist, Romanist und Literaturwissenschaftler (* 1891)
- 21. April: Leo Abl, deutscher Landwirtschaftswissenschaftler und Hochschullehrer (* 1885)
- 24. April: Rosario Bourdon, kanadischer Cellist, Dirigent, Komponist und Arrangeur (* 1885)
- 25. April: Hans Friedrich Blunck, deutscher Jurist und Schriftsteller (* 1888)
- 26. April: Gustav Ucicky, deutscher Filmregisseur (* 1899)
- 27. April: Josef Scheuber, Schweizer Geistlicher und Pädagoge (* 1881)
- 30. April: Jessie Redmon Fauset, US-amerikanische Schriftstellerin (* 1882)

### Mai

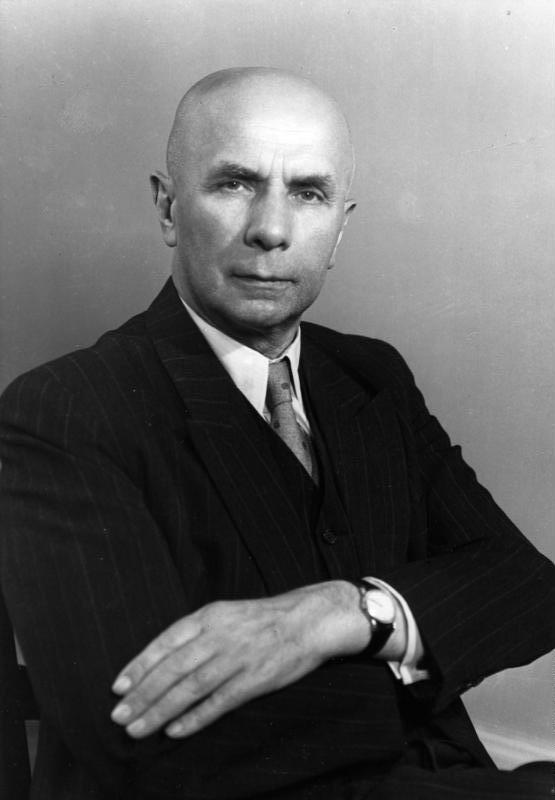
Jakob Kaiser, 1950

- 01. Mai: Paul Geheeb, deutscher Pädagoge (* 1870)
- 02. Mai: Egon Lustgarten, österreichischer Dirigent und Komponist (* 1887)
- 03. Mai: Maurice Merleau-Ponty, französischer Philosoph (* 1908)
- 03. Mai: Eugen Nesper, deutscher Ingenieur und Rundfunkpionier (* 1879)
- 04. Mai: Robert Pracht, deutscher Schulmusiker und Komponist (* 1878)
- 04. Mai: Herbert Westren Turnbull, englischer Mathematiker (* 1885)
- 05. Mai: Klaus Conrad, deutscher Neurologe und Psychiater (* 1905)
- 05. Mai: Alexander MacMillan, kanadischer presbyterianischer Pfarrer und Hymnologe (* 1864)
- 07. Mai: Jakob Kaiser, deutscher Politiker (* 1888)
- 12. Mai: Tony Bettenhausen, US-amerikanischer Automobilrennfahrer (* 1916)

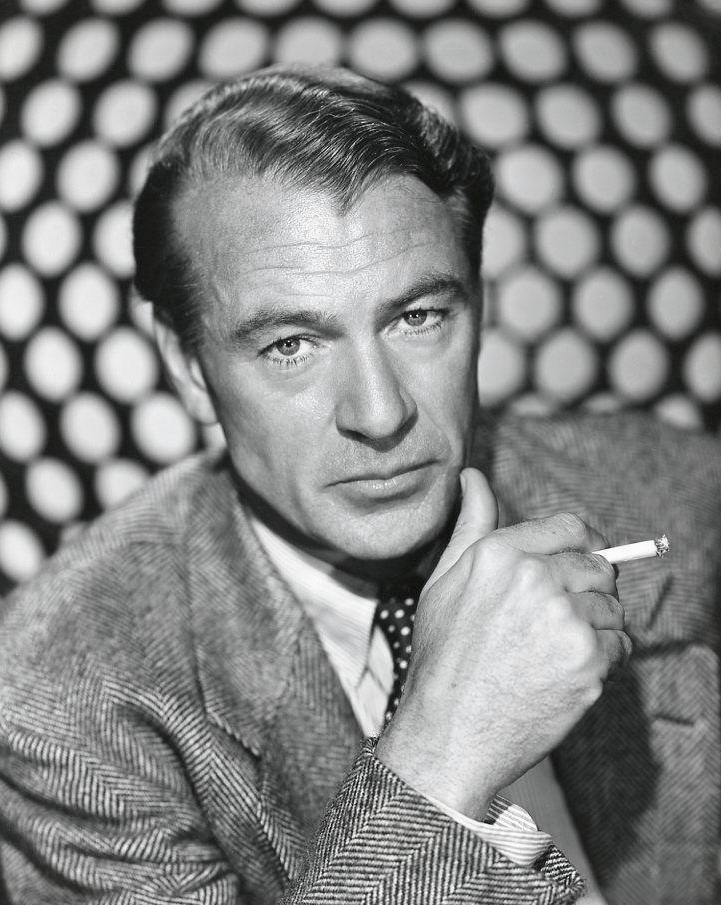
Gary Cooper, 1947

- 13. Mai: Gary Cooper, amerikanischer Schauspieler (* 1901)
- 19. Mai: William Asbury, britischer Politiker (* 1889)
- 19. Mai: Richard Kuöhl, deutscher Bildhauer (* 1880)
- 20. Mai: Josef Priller, deutscher Jagdflieger (* 1915)
- 23. Mai: Joseph Yerly, Schweizer Schriftsteller frankoprovenzalischer Sprache (* 1896)

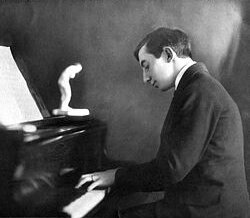
Werner Richard Heymann

- 30. Mai: Werner Richard Heymann, deutscher Komponist und Dirigent (* 1896)
- 30. Mai: Rafael Leónidas Trujillo Molina, Politiker und Staatschef der Dominikanischen Republik (* 1891)
- 31. Mai: Fritz Gribi, Schweizer Lehrer und Bühnenautor (* 1895)
- 00. Mai: Alexandre Girard-Bille, Schweizer Skisportler (* 1899)

### Juni
- 02. Juni: George Simon Kaufman, US-amerikanischer Autor (* 1889)
- 02. Juni: Louis de Wohl, deutscher Schriftsteller und Astrologe (* 1903)
- 04. Juni: William Astbury, englischer Physiker und Molekularbiologe (* 1898)
- 05. Juni: Eduard Cruse, deutscher Offizier (* 1873)
- 06. Juni: Carl Gustav Jung, Schweizer Psychoanalytiker (* 1875)
- 06. Juni: Anuschawan Ter-Gewondjan, armenischer Komponist (* 1887)
- 10. Juni: Michael Buchberger, 74. Bischof der Diözese Regensburg (* 1874)
- 13. Juni: René Mercet, Schweizer Fußballschiedsrichter (* 1898)
- 15. Juni: Giulio Cabianca, italienischer Automobilrennfahrer (* 1923)
- 15. Juni: Eduardo Torroja Miret, spanischer Bauingenieur und Architekt (* 1899)
- 16. Juni: Marcel Junod, Schweizer Arzt (* 1904)
- 16. Juni: Ralph Rensen, britischer Motorradrennfahrer (* 1933)
- 17. Juni: Jeff Chandler, US-amerikanischer Filmschauspieler (* 1918)
- 23. Juni: Suekichi Aono, japanischer Literaturwissenschaftler und -kritiker (* 1890)
- 27. Juni: Muchtar Äuesow, kasachischer Schriftsteller (* 1897)
- 27. Juni: Hélène Dutrieu, belgische Pilotin (* 1877)
- 27. Juni: Camille Couture, kanadischer Violinist, Musikpädagoge und Geigenbauer (* 1876)
- 30. Juni: Kurt Meister, deutscher Schauspieler, Regisseur, Autor und Hörspielsprecher (* 1901)
- 30. Juni: Hubert Rickelmann, deutscher Heimatforscher und Autor (* 1883)

### Juli
- 01. Juli: Louis-Ferdinand Céline, französischer Schriftsteller und Arzt (* 1894)
- 01. Juli: Walter Kaesbach, deutscher Kunsthistoriker (* 1879)

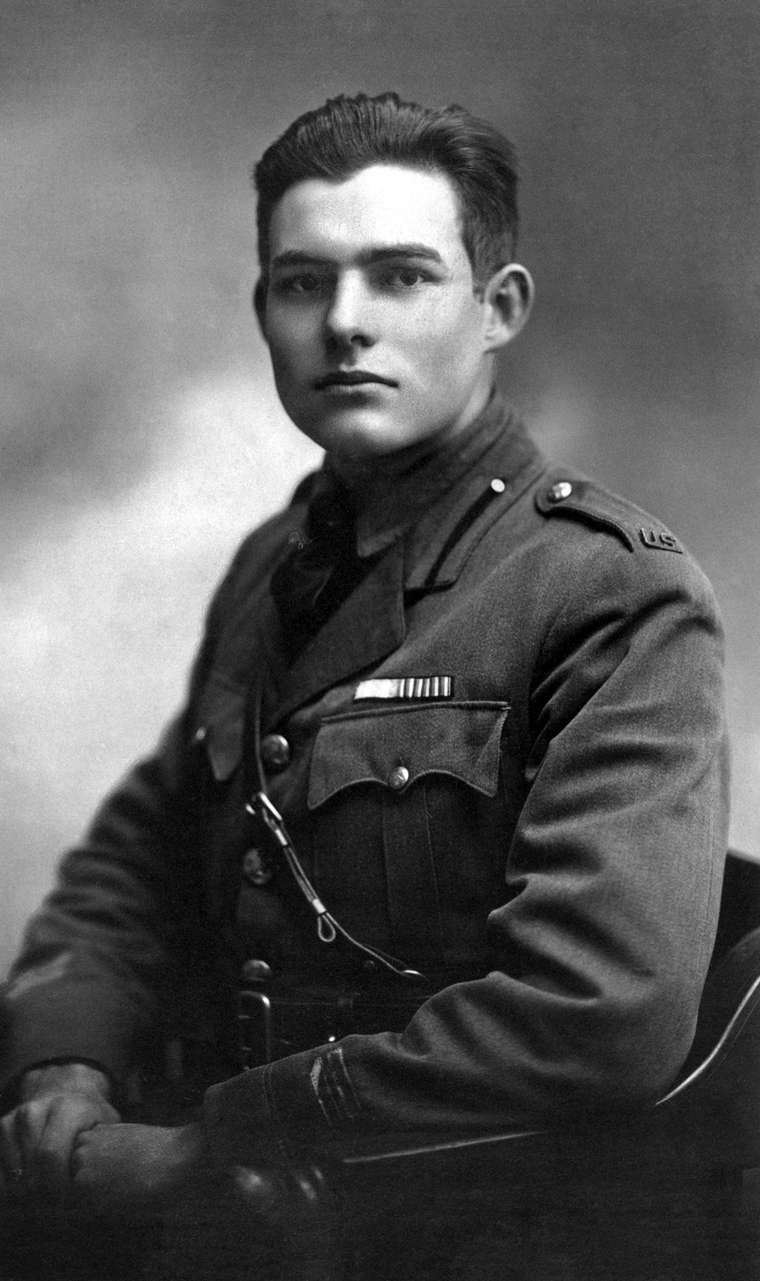
Ernest Hemingway, 1918

- 02. Juli: Ernest Hemingway, US-amerikanischer Schriftsteller (* 1899)
- 02. Juli: Engelbert Kliemstein, österreichischer Künstler (* 1934)
- 03. Juli: Petar Graf Orssich, österreichischer Automobilrennfahrer und Adeliger (* 1907)
- 04. Juli: Max Breunig, deutscher Fußballspieler (* 1888)
- 06. Juli: Cuno Amiet, Schweizer Maler (* 1868)
- 06. Juli: Scott LaFaro, US-amerikanischer Musiker (* 1936)
- 08. Juli: Julián Bautista, argentinischer Komponist (* 1901)
- 08. Juli: Paul Gros, französischer Automobilrennfahrer (* 1890)
- 08. Juli: Karl Gutenberger, deutscher Politiker (* 1905)
- 09. Juli: Hans Schubert, preußischer Staatsarchivar und Historiker (* 1884)
- 12. Juli: Irving Cohn, US-amerikanischer Songwriter (* 1898)
- 15. Juli: John Edward Brownlee, kanadischer Politiker (* 1884)
- 17. Juli: Waldemar Abegg, deutscher Verwaltungsjurist und Politiker (* 1873)
- 18. Juli: Wilhelm Appun, deutscher Politiker (* 1871)
- 18. Juli: Walter Gotsmann, deutscher Maler und Naturschützer (* 1891)
- 19. Juli: Joaquín Samuel de Anchorena, argentinischer Anwalt und Politiker (* 1876)
- 27. Juli: Anni Krahnstöver, deutsche Politikerin (* 1904)
- 30. Juli: Domenico Tardini, Kardinal der römisch-katholischen Kirche (* 1888)
- 31. Juli: Waldemar Mitscherlich, deutscher Staatswissenschaftler (* 1877)

### August
- 03. August: Giovan Battista Angioletti, italienischer Journalist und Schriftsteller (* 1896)
- 03. August: Zoltán Tildy, ungarischer Ministerpräsident (* 1889)
- 03. August: Nicola Canali, Kardinal der römisch-katholischen Kirche (* 1874)
- 05. August: Hanns Seidel, deutscher Politiker (* 1901)
- 06. August: Jozef-Ernest Van Roey, Erzbischof von Mechelen und Kardinal (* 1874)
- 07. August: Frank Buchman, US-amerikanischer Theologe und geistiger Führer der Oxford-Gruppe (* 1878)
- 11. August: Ion Barbu, rumänischer Schriftsteller und Mathematiker (* 1895)
- 11. August: Géza von Bolváry, ungarischer Schauspieler und Drehbuchautor (* 1897)
- 11. August: Hans Nawiasky, Staats- und Verwaltungsrechtler (* 1880)
- 12. August: Tom Scott, US-amerikanischer Komponist und Sänger (* 1912)
- 14. August: Guido Alberto Fano, italienischer Komponist, Dirigent und Pianist (* 1875)
- 14. August: Heddle Nash, englischer Sänger (* 1894)
- 14. August: Clark Ashton Smith, US-amerikanischer Dichter, Bildhauer, Maler und Autor (* 1893)
- 15. August: Percy Austin, englischer Fußballspieler (* 1903)
- 16. August: Hugo Hirsch, deutscher Operetten- und Schlagerkomponist (* 1884)
- 17. August: Carlos Salzedo, Harfenist und Komponist (* 1885)
- 18. August: Leonhard Frank, deutscher Schriftsteller (* 1882)
- 20. August: Percy Williams Bridgman, US-amerikanischer Physiker, Nobelpreisträger (* 1882)
- 20. August: Otto Zehentbauer, deutscher Bildhauer (* 1880)
- 22. August: Jonathan Petersen, grönländischer Komponist, Liedermacher, Dichter, Schriftsteller, Sprachwissenschaftler, Organist und Hochschullehrer (* 1881)
- 23. August: Jean de Gavardie, französischer Automobilrennfahrer (* 1909)
- 23. August: Jean Sébilleau, französischer Automobilrennfahrer (* 1902)
- 23. August: Beals Wright, US-amerikanischer Tennisspieler (* 1879)
- 24. August: Günter Litfin, erster Toter an der Berliner Mauer (* 1937)
- 24. August: Georg Krücke, Oberbürgermeister von Wiesbaden (* 1880)
- 25. August: Rudolf Meier, deutscher Politiker (* 1901)
- 25. August: Morris William Travers, englischer Chemiker (* 1872)
- 26. August: Vittore Frigerio, Schweizer Journalist und Schriftsteller (* 1885)
- 26. August: Howard P. Robertson, Physiker (* 1903)
- 28. August: Carsten M. Carlsen, norwegischer Organist, Komponist und Dirigent (* 1892)
- 30. August: Hermann Buchal, deutscher Komponist und Musikpädagoge (* 1884)
- 30. August: Charles Coburn, US-amerikanischer Schauspieler (* 1877)

### September
- 01. September: Ernst-Christoph Brühler, deutscher Politiker (* 1891)
- 01. September: Eero Saarinen, finnisch-amerikanischer Architekt (* 1910)
- 03. September: Clarence E. Case, US-amerikanischer Politiker (* 1877)
- 04. September: Emil von Dungern, deutscher Mediziner (* 1867)
- 04. September: Isidore Fattal, syrischer Erzbischof (* 1886)
- 04. September: Josef Haubrich, deutscher Kunstsammler und Mäzen (* 1889)
- 10. September: Wolfgang Graf Berghe von Trips, deutscher Automobilrennfahrer (* 1928)
- 12. September: Carl Hermann, Professor für Kristallographie (* 1898)
- 12. September: Arthur Welti, Schweizer Radiopionier (* 1901)
- 12. September: Phil M. Donnelly, US-amerikanischer Politiker (* 1891)
- 13. September: Fritz Mühlenweg, deutscher Schriftsteller (* 1898)
- 17. September: Adnan Menderes, türkischer Politiker (* 1899)
- 18. September: Dag Hammarskjöld, schwedischer Politiker, Generalsekretär der UN (1953–1961) (* 1905)
- 21. September: Uno Kōji, japanischer Schriftsteller (* 1891)
- 22. September: Albin Skoda, österreichischer Film- und Theaterschauspieler (* 1909)
- 22. September: Marion Davies, US-amerikanische Schauspielerin (* 1897)
- 23. September: John Eldredge, US-amerikanischer Schauspieler (* 1904)
- 26. September: Charles Erwin Wilson, US-amerikanischer Politiker (* 1890)
- 27. September: Hilda Doolittle (H. D.), US-amerikanische Schriftstellerin (* 1886)
- 30. September: Karl Ratz, deutscher Politiker und Verlagsleiter (* 1897)

### Oktober
- 04. Oktober: Charles Belben, französischer Automobilrennfahrer (* 1888)
- 05. Oktober: Alexander Willwoll, Schweizer Jesuit und Psychologe (* 1887)
- 11. Oktober: Chico Marx, Komiker und (Familien-)Mitglied der Marx-Brothers (* 1887)
- 12. Oktober: Max Winkler, Reichstreuhänder und Reichsbeauftragter für die deutsche Filmkunst (* 1875)
- 13. Oktober: Maya Deren, US-amerikanische Regisseurin (* 1917)
- 18. Oktober: Rodolphe Rubattel, Schweizer Politiker (FDP) (* 1896)
- 18. Oktober: Wilhelm Boden, deutscher Jurist und Politiker (* 1890)
- 18. Oktober: Hans Heinz Theyer, österreichischer Kameramann (* 1910)
- 19. Oktober: Werner Jaeger, deutscher Altphilologe (* 1888)
- 19. Oktober: Sergio Osmeña, philippinischer Politiker und Staatspräsident (* 1878)
- 20. Oktober: Sylvia Rexach, puerto-ricanische Sängerin, Komponistin und Songwriterin (* 1922)
- 20. Oktober: Julius Franz Schütz, österreichischer Dichter und Kulturhistoriker (* 1889)
- 23. Oktober: Paul Hertz, deutscher Politiker (* 1888)
- 25. Oktober: Karl Wunderli, Schweizer Landwirt und Politiker (* 1881)
- 26. Oktober: Jean Mendiondou, französischer Politiker und Widerstandskämpfer (* 1885)
- 29. Oktober: Zdeněk Folprecht, böhmischer Komponist (* 1900)
- 29. Oktober: Nagayo Yoshirō, japanischer Schriftsteller (* 1888)
- 30. Oktober: Luigi Einaudi, italienischer Wissenschaftler und Politiker (* 1874)

### November
- 02. November: James Thurber, US-amerikanischer Schriftsteller und Karikaturist (* 1894)
- 03. November: Kurt Pohle, deutscher Politiker (* 1899)
- 06. November: Itō Michio, japanischer Balletttänzer und Choreograph (* 1893)
- 07. November: Michael Keller, 1947 bis 1961 Bischof des Bistums Münster (* 1896)
- 09. November: Antoon Coolen, niederländischer Schriftsteller und Journalist (* 1897)
- 12. November: Gustaf Andersson, schwedischer Politiker (* 1884)
- 13. November: Max Hansen, dänischer Kabarettist, Filmschauspieler und Sänger (* 1897)
- 21. November: Ike Mahoney, US-amerikanischer American-Football-Spieler (* 1901)
- 23. November: York Bowen, englischer Pianist und Komponist (* 1884)
- 24. November: Axel Wenner-Gren, schwedischer Großindustrieller (* 1881)
- 25. November: Sam C. Ford, US-amerikanischer Politiker (* 1882)
- 26. November: Alexander Goldenweiser, russischer Komponist und Pianist (* 1875)
- 26. November: Styles Bridges, US-amerikanischer Politiker (* 1898)
- 28. November: James Milligan, kanadischer Sänger (* 1928)
- 30. November: Stanisław Kazuro, polnischer Komponist (* 1881)
- 30. November: Louis Perriraz, Schweizer evangelischer Geistlicher und Hochschullehrer (* 1869)
- 00. November: Harry Smith, US-amerikanischer Langstreckenläufer (* 1888)

### Dezember
- 01. Dezember: Bienvenido Troncoso, dominikanischer Sänger, Gitarrist und Komponist (* 1909)
- 02. Dezember: George Simpson, US-amerikanischer Leichtathlet und Olympiateilnehmer (* 1908)
- 03. Dezember: Helene Voigt-Diederichs, deutsche Schriftstellerin (* 1875)
- 06. Dezember: Frantz Fanon, Schriftsteller und Vordenker der Entkolonialisierung (* 1925)
- 07. Dezember: Ernest Thompson, US-amerikanischer Old-Time-Musiker (* 1892)
- 08. Dezember: Wilhelm Capelle, deutscher Altphilologe (* 1871)
- 09. Dezember: Otto Linnemann, deutscher Glasmaler und Wand- und Dekorationsmaler (* 1876)
- 13. Dezember: August Högn, deutscher Komponist und Historiker (* 1878)
- 13. Dezember: Grandma Moses, US-amerikanische Malerin (* 1860)
- 13. Dezember: Richard Zöller, deutscher Jurist (* 1905)
- 14. Dezember: Richard Schirrmann, Gründer des Deutschen Jugendherbergswerkes (* 1874)
- 16. Dezember: Boris Schechter, russischer Komponist (* 1900)
- 18. Dezember: Samuel W. Arnold, US-amerikanischer Politiker (* 1879)
- 18. Dezember: Felix Rütten, deutscher römisch-katholischer Priester, Historiker und Lehrer (* 1881)
- 18. Dezember: Albert Schädelin, Schweizer evangelischer Geistlicher und Hochschullehrer (* 1879)
- 20. Dezember: Luis Abraham Delgadillo, nicaraguanischer Komponist (* 1887)
- 20. Dezember: Moss Hart, US-amerikanischer Schriftsteller (* 1904)
- 20. Dezember: Rafael J. Tello, mexikanischer Komponist (* 1872)
- 21. Dezember: Kurt Landauer, deutscher Fußballfunktionär (* 1884)
- 21. Dezember: Hinrich Wilhelm Kopf, erster Ministerpräsident von Niedersachsen (* 1893)
- 22. Dezember: William Hawley Atwell, US-amerikanischer Jurist (* 1869)
- 23. Dezember: Kurt Meyer, General der Waffen-SS (* 1910)
- 25. Dezember: Owen Brewster, US-amerikanischer Politiker (* 1888)
- 25. Dezember: Anton Flettner, Ingenieur und Wissenschaftler (* 1885)

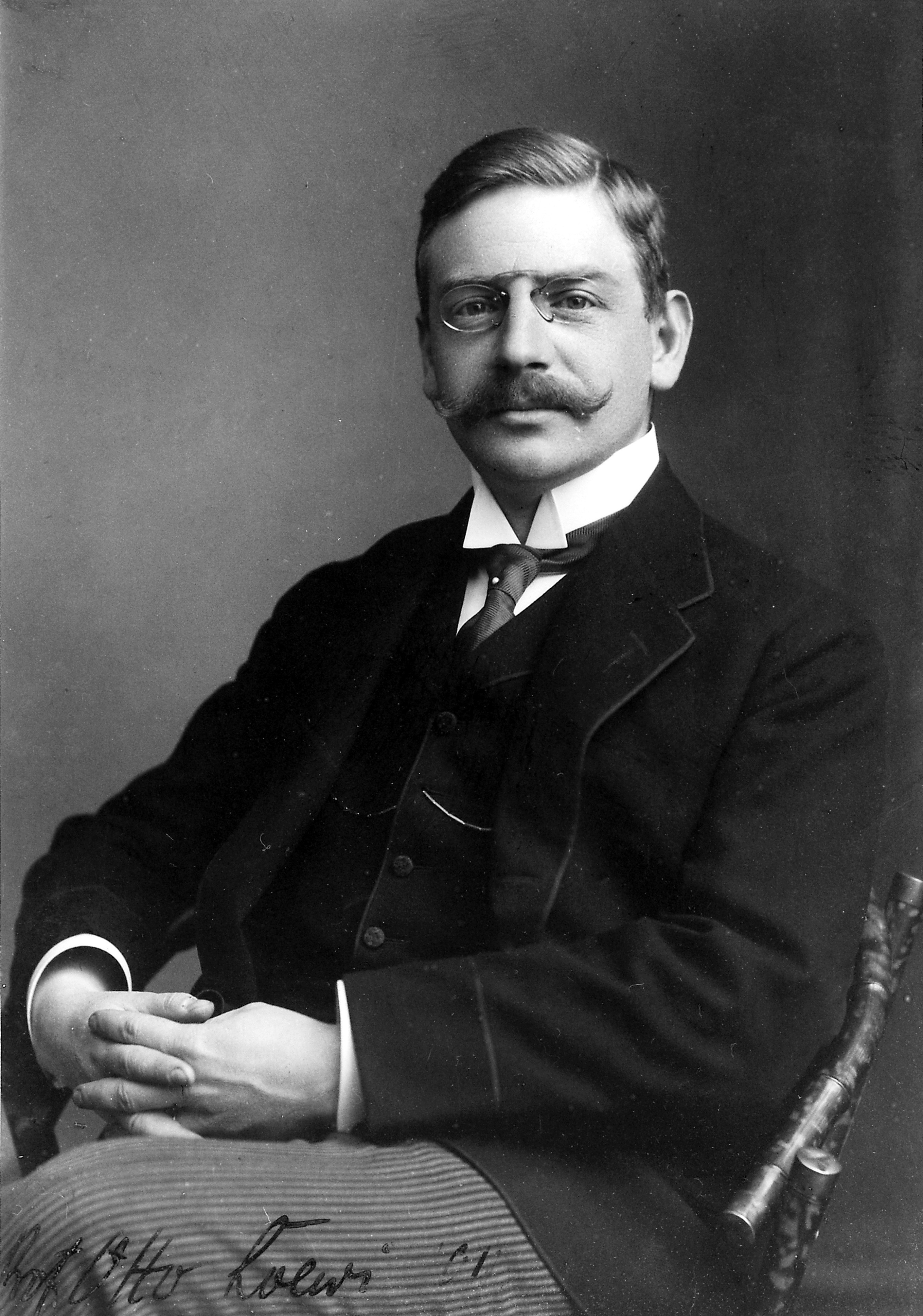
Otto Loewi

- 25. Dezember: Otto Loewi, österreichisch-amerikanischer Pharmakologe (* 1873)
- 26. Dezember: Hans Goudefroy, Jurist, Vorstandsvorsitzender der Allianz AG (* 1900)
- 31. Dezember: Ferdinand Feigl, österreichischer Fußballtorhüter (* 1898)
- 00.Dezember: Else Bostelmann, deutsch-amerikanische Autorin und Malerin (* 1882)

### Tag unbekannt
- Mustafa Ertuğrul Aker, türkischer Offizier (* 1892)
- John James Atherton, englischer Fußballspieler (* 1917)
- Cuba Austin, US-amerikanischer Jazz-Schlagzeuger (* 1906)
- Jacques-André Boiffard, französischer Arzt und Fotograf (* 1902)
- Masoud Keyhan, Major der Persischen Gendarmerie (* 1886)

## Nobelpreise
- Physik: Robert Hofstadter und Rudolf Mößbauer
- Chemie: Melvin Calvin
- Medizin: Georg von Békésy
- Literatur: Ivo Andrić
- Friedensnobelpreis: Dag Hjalmar Agne Carl Hammarskjöld

## Musik
- Jean-Claude Pascal gewinnt am 18. März in Cannes mit dem Lied Nous les amoureux für Luxemburg die 6. Auflage des Eurovision Song Contest
- Liste der Nummer-eins-Hits in Deutschland (1961)